# Falklandi csata
A falklandi csata avagy Falkland-szigeteki csata az első világháború elején, 1914. december 8-án lezajlott tengeri ütközet volt az Atlanti-óceán délnyugati részén lévő Falkland-szigetek közelében egy német és egy brit hajóraj között. A csatában a jelentős túlerőben lévő, Doveton Sturdee altengernagy vezette brit hajóraj győzelmet aratott Maximilian von Spee altengernagy Kelet-ázsiai Hajóraja felett az öt német cirkálóból négyet elsüllyesztve.
A britek a november 1-ei Coronel-foki csatában elszenvedett vereséget követően jelentős erősítést küldtek a brazil partokhoz visszarendelt dél-amerikai haderejük megerősítésére a német páncélos cirkálóknál jóval nagyobb sebességgel, páncélzattal és tűzerővel rendelkező két csatacirkáló, az Invincible és az Inflexible révén, hogy felkutathassák és elpusztíthassák a győzedelmes németeket azok feltételezett tartózkodási helyén a chilei partoknál. Útközben szénvételezéshez a Falkland-szigeteken lévő Port Stanley-ben álltak meg. A Németországba visszatérni igyekvő Spee gróf öt cirkálójával (Scharnhorst és Gneisenau páncélos cirkálók valamint Nürnberg, Leipzig, Dresden könnyűcirkálók) és három szénszállítójával a britek érkezése utáni napon, december 8-án rajtaütést tervezett végrehajtani Port Stanley-n, de a kikötőben észlelt nagy számú ellenséges hadihajót észlelve elállt a szándékától, és keleti irányba hajózott el. A brit hajóraj – melyhez két csatacirkáló, három páncélos cirkáló, két könnyűcirkáló és egy segédcirkáló tartozott – kifutott a németek üldözésére. A gyorsabb és erősebb csatacirkálók elől, melyek jelenlétére nem számítottak, a németek nem tudtak elmenekülni, amihez hozzájárult a térségben szokatlanul jó időjárás is ezen a napon. Spee ezt tapasztalva a könnyűcirkálóknak utasítást adott az elszakadásra, így ő maga után vonhatta a csatacirkálókat.
A kibontakozó több órás küzdelemben Sturdee hajói nagy nehézségek árán, de végül elsüllyesztették Spee két páncélos cirkálóját, míg a három német könnyűcirkáló közül a többi brit hajó kettőt tudott elsüllyeszteni. A három német szénszállító közül ugyancsak kettő veszett oda. A német hajók közül csak a Dresden könnyűcirkáló és a Seydlitz tudott elmenekülni. Brit oldalon az emberveszteség a számos elszenvedett találat ellenére is csekély maradt, míg német oldalon a halálos áldozatok száma 1871 volt. Az elesettek között volt Spee tengernagy és négy hajóparancsnok.
A falklandi csata során aratott jelentős győzelem révén a britek lényegében megsemmisítették az egyetlen német külhoni köteléket, aminek révén elsősorban négy csatacirkálót szabadíthattak fel és irányíthattak át az északi-tengeri fő hadszíntérre. A megmenekülő Dresden miatt azonban a következő hónapok során is több hajórajt kellett a térségben tartani, és a chilei partok mentén erre az időre az antant kereskedelmi hajózása lényegében teljesen leállt, ami miatt a falklandi csata nem tekinthető teljes értékű brit stratégiai győzelemnek.
A brit győzelmet beárnyékolja továbbá a harc során felmutatott rendkívül gyenge tüzérségi teljesítmény, a rossz taktikai megoldások, a már harcképtelenné vált német hajók nagy emberáldozattal járó tűz alatt tartása, valamint az, hogy nem tettek kísérletet a német zászlóshajó hajótörötteinek kimentésére.
Habár a brit tüzérség hiányosságai – mint lényegében az összes ütközet során a háborúban – nyilvánvalóak voltak, annak hatékonyságának fokozására egészen a skagerraki csata utánig nem tettek kísérletet, a brit főerők ezt követően pedig már nem vállaltak fel újabb összecsapást a német Nyílttengeri Flottával.

## Előzmények

### AzOstasiengeschwadera coroneli csata után

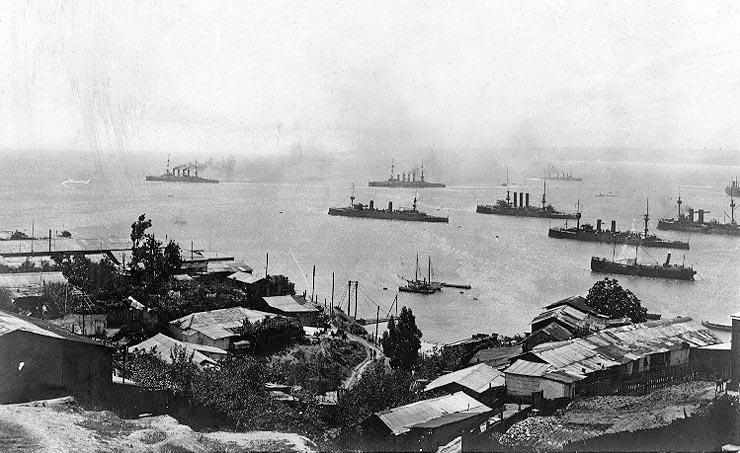
A Scharnhorst, a Gneisenau és a Nürnberg Valparaíso kikötőjében, az előtérben chilei hadihajók

A háború kitörése után Maximilian von Spee altengernagy a parancsnoksága alatti Kelet-ázsiai Hajórajjal (Ostasiengeschwader avagy Kreuzergeschwader) a csendes-óceáni német védnökség alatt álló területeket elhagyta a nyomasztó számbeli fölényben lévő brit-japán-francia hajórajok térségben való jelenléte miatt és a Csendes-óceánon átkelve a chilei partokhoz hajózott, ahol a coroneli csatában legyőzte az elfogására küldött brit hajórajt.
A coroneli csatát követően 1914. november 3-án Spee tengernagy két páncélos cirkálójával és a Nürnberg könnyűcirkálóval felkereste Valparaísót, ahol nagy tömeg fogadta. Itt 127 tartalékos tengerész és fűtő csatlakozott a rajához, sokan közülük a város kikötőjében veszteglő 32 német kereskedelmi hajó személyzetéből. A német hajóraj november 18-án délután egyesült újra a 42° 30’ dél, 79° 45’ nyugat koordinátán. A hadihajókkal voltak ekkor a Baden, a Santa Isabel és az Amasis ellátóhajók. A Prinz Eitel Friedrich segédcirkáló még visszamaradt szenet vételezni, majd december első hetéig Más Afuera környékén hajózva Spee utasításainak megfelelően időnként rádiójeleket kellett leadnia, ami alapján úgy tűnhetett, hogy a cirkálóraj itt tartózkodik. A megtévesztést szolgáló tevékenysége végeztével teljes mozgásszabadságot kapott. Később az Atlanti-óceánra hajózott át.
November 21-én futott be a hajóraj a Penas-öböl északkeleti csücskében lévő, a természeti erőktől jól védett St. Quintin-öbölbe. Itt vételezték azt a szenet és ellátmányt, amit a chilei partokhoz rendeltek. Az öbölben találkoztak a Norddeutscher Lloydhoz tartozó Seydlitz gőzössel (8008 BRT, 14,5 csomó), mely a háború kitörésekor Ausztráliából Valparaísóba hajózott át. Itt 4150 t szenet, vizet, ellátmányt és egyéb készleteket vételezve október 20-án kihajózni kényszerült, mivel a további felszerelése a brit és francia diplomaták akadékoskodása miatt folyamatos nehézségeket okozott. A két páncélos cirkáló lőszerkészletét az öbölben kiegyenlítették, mivel a Scharnhorst Coronelnél jelentősen több lövedéket lőtt el. Az eddig szenet és ellátmányt szállító Seydlitzet részben úgy rendezték be, hogy kórházhajóként is funkcionálhasson.
Az öbölben osztották ki a császár rendelkezése szerinti kitüntetéseket a hajóraj coroneli csatában nyújtott teljesítményéért. A hajórajparancsnok az I. és II. osztályú Vaskeresztben, az öt cirkáló legénységéből pedig 300 fő a II. osztályú Vaskeresztben részesült.
November 26-án a Baden, a Santa Isabel és a Seydlitz összesen 17 000 t szénnel a fedélzetükön készen álltak a kihajózásra. Az Amasisnak december 6. után kellett Punta Arenasba érkeznie, ahol az ekkor ide 7300 t szénnel beérkező amerikai Minnesotantól kellett üzemanyagot vételeznie és a La Platától egy 400 tmf távolságra lévő pozícióból rádión a hajórajjal a kapcsolatot keresnie.

### Új hadműveleti célok meghatározása

#### Utánpótlás megszervezése
A Helicon és a Valentine szénszállító vitorlások elfogásával valamint az amerikai zászló alatt hajózó Sacramento érkezésével a dél-amerikai partoknál többletkészletek jelentkeztek a német hajóraj számára. Valparaísói látogatásakor Speet a német diplomáciai képviselet a háború általános helyzetéről és a politikai viszonyokról informálta, de ekkor még nem kapott az Admiralstabtól részletes ismertetést az északi-tengeri front helyzetéről és a jövőbeni hadműveletek lehetőségeiről. Ezekre sürgősen szüksége volt, hogy meghatározhassa a további céljait és stratégiáját. Még november 3-án Valparaísóban Spee az Admiralstab szeptember 29-én elküldött levelének következő töredékét kapta kézhez:
„Az Atlanti-óceán [szénszállítókkal való] találkozási vonalai mind kompromittáltak a közlekedési útvonalak erős felügyelete miatt. Az Atlanti-óceánon cirkálóháborút csak csoportokban lehet vívni. A „Karlsruhe” és a „Kronprinz Wilhelm” parancsot kaptak az egyesülésre; fennáll a szándék az összes [tengerentúli] erő összevonatására és a csoportonkénti honi kikötőkhöz való áttörés végrehajtatására.”
Ez az üzenet már túlhaladott volt az október 10-ei Admiralstab által küldött üzenet révén, melyet Spee november 18-án kapott meg a Valparaísóból érkező Dresdentől. Egy újabb üzenet érkezett Valparaísóba november 12-én:
„Az Admiralstab október 10-én ide érkezett levelének fő mondanivalója megegyezik a szeptember 29-ei, szénellátást érintő levelével, mely a hazatérést irányozza elő. Az október 10-ei levél leiratát elküldtem San Franciscóba és Buenos Airesbe, ez további részleteket tartalmaz az Atlanti-óceánon való szénellátással, az ellenség általános tartózkodási helyével valamint a német rádióállomásokkal és hívásaikkal kapcsolatban.”
Az Admiralstab leirata New Yorkból november 13-án érkezett San Franciscóba, ahonnan 15–18. között továbbították Valparaísóba, de Spee tengernagyhoz már nem juthatott el, mert 13-án a Dresden és a Leipzig is elhagyta Valparaísót, a Coronelben és Punta Arenasban lévő Luxor illetve Memphis gőzösöknek pedig Spee meglepetésszerűen érkező, továbbhajózásra felszólító utasítására el kellett hagyniuk a kikötőket.
„Az Admiralstabnak ide érkezett egy, az Atlanti-óceán kereskedelmi útvonalainak angol ellenőrzésével kapcsolatos fontos információkat tartalmazó írása, továbbá adatokkal szolgál, melyek fontosak az Északi-tengerre való áttöréshez. Táviratozom a kivonatolt tartalmát amint lehetséges.”
Az üzenetet emiatt a keleti parton kellett volna megkapnia a rajparancsnoknak, de a La Plata-i etapnak (logisztikai egység) azon szándékát, hogy a hajóraj számára az argentin partok közelében szenelési lehetőséget biztosítson, a falklandi csata később hiábavalóvá tette.
Az Admiralstab október 10-én kelt, Spee-hez november 18-án eljutó üzenete (lásd: Függelék) számos fontos információt közölt. Ebben a cirkálóháború Atlanti-óceánra való áthelyezését szorgalmazták, ahol azonban a kereskedelem erős védelme miatt csak a csoportokban való tevékenységet tartották kivitelezhetőnek. Spee saját belátására bízták, hogy megszakítva a cirkálóháborút hazatér-e a rajával. Ehhez a dél-amerikai államok barátságtalan magatartása miatt elegendő szénről kellett gondoskodni a Kanári-szigetek eléréséhez. Az Északi-tenger blokádján való áttörés előtt még Izlandtól nyugatra meghatározott helyen biztosítottak volna szenelési lehetőséget, végül pedig a Hochseeflotte támogatásával végrehajtották volna az áttörést. Az üzenet külön megemlítette az Invincible, Inflexible és Indomitable csatacirkálók Földközi-tengerről való visszavonását.
November 1-jén Valparaísón keresztül Spee tájékoztatta az Admiralstabot a térségben lévő német cirkálók összevonásáról:
„Öt saját cirkáló összevonva; továbbá a „Prinz Eitel Friedrich” Valparaísóban november 4-re szenet rendelt.”
Az Admiralstabhoz november 3-án ért el ez az üzenet és a válasza már másnap megérkezett Valparaísóba:
„A cirkálórajnak. Önre bízzuk, hogy megkísérelje az áttörést az összes hajóval és hazatérjen.”
Az nem ismert, hogy Spee megkapta-e november 4-én az üzenetet, mikor még a kikötőben volt, de a következő napok során bizonyosan eljutott hozzá, mivel egy november 16-án az Admiralstabtól érkező kérdés első felére még aznap megadta a választ:
„Mik a szándékai? Mekkora a lőszerkészlete?”
„Szándékomban áll a cirkálórajjal áttörni a hazavezető úton.” 
A munícióra vonatkozó kérdésre a választ november 17-én küldte el: 
„A lőszerállomány a következő: Mindkét nagycirkáló nehéztüzérsége 445, a közepes tüzérsége 1100 lőszerrel; a kiscirkálók 1860 lőszerrel rendelkeznek.” 
A Spee hajórajának sorsa iránt talán leginkább aggódó von Knorr korvettkapitány (a San Franciscó-i etap vezetője) a következő, november 5-én Valparaísóba érkező táviratot küldte:
''„Az Admiralstabnál a Seydlitz-típusú nagycirkálók [azaz: csatacirkálók] Észak-Atlanti-Óceánra való kiküldését kérvényeztem a Cirkálóraj tehermentesítése érdekében; ez a hadművelet láthatólag megkezdődött, a legszigorúbb titoktartás szükségeltetik.”
Ez az üzenet hamarosan Spee tudomására jutott, nem úgy az Admiralstab válasza von Knorr kérvényére:
„A nagycirkálók hazai vizekről az Észak-Atlanti-Óceánra való előretörése lehetetlen.”
Spee gróf azon elhatározásához kapcsolódóan, miszerint megkísérli az Északi-tengerre való áttörést, a következő üzeneteket küldte november 16-án a La Plata-i és New York-i etapoknak:
„Küldjenek gőzhajókat, lehetőleg németeket december 5-ei érkezéssel Port Santa Elenába 10000 tonna szénnel valamint három hónapra való ellátmányt 1000 ember számára; olajat ne. Legfőként azonban üzeneteket küldjenek velük. (…)
New York és La Plata együttesen 20000 tonnányi szénszállítmányt szervezzenek meg, amiből 5000 tonna lehívásra január 1-én Pernambucóban, 15000 tonna január 20-án New Yorkban kell készen álljon, utóbbival kétszer 1000 embernek való három havi ellátmány is legyen, de olajból a szolgálati utasításban megadott mennyiségnek csak a fele.”
Azt nem lehet biztosan megállapítani Raeder szerint, hogy Spee gróf mely az argentin partok mentére és az atlanti vizekre vonatkozó szenelési lehetőségeket tartalmazó üzeneteket kapta meg. A november 9-én Buenos Airesből érkező, ehhez kapcsolódó üzenet azonban bizonyosan eljutott hozzá:
„Értesítse a cirkálórajt, hogy a szénellátás argentin és brazil kikötőkből kifutó gőzhajók révén nem lehetséges a szénkivitel tilalma miatt. Amennyiben Dél-Amerika keleti partjaihoz érkeznek a szénszállítmányok, úgy tanácsos lehetőleg nagy számú szénszállítót magukkal vinni.”
Ezen kívül a nyugat-afrikai etap jelentette Valparaíso felé, hogy egy gőzös 4000 t szénnel várakozik Las Palmasnál, míg Tenerifében négy gőzhajó tartózkodik 8000 tonnányi szénnel.
A La Plata-i etap egy jelentése szerint Port Santa Elena felé a következő hajókat tudták elküldeni december 2–3-án: Eleonore Woermann 4624 BRT Buenos Airesből, Patagonia Montevideóból, Mera Montevideóból összesen több mint 4000 t szénnel. Pár nappal később követte őket a Gotha (1400 t szén) és a semleges Josephina gőzös (1500 t). Összesen így 6900–7700 t szén állt a hajóraj rendelkezésére Port Santa Elenánál. December közepén a Sierra Cordoba állt volna kifutásra készen mindenféle ellátmánnyal a fedélzetén. Port Santa Elenában számos telegramot is kézbesítettek volna Spee tengernagynak, köztük az Admiralstab következő kérdését is:
„Hova küldjük a lőszerszállítót? A lőszerszállító december második felében lesz kifutásra kész.”

#### Ellenséges erőkről érkező hírek
Spee november 7. körül értesült az antant erők helyzetéről a térségben. Az információk szerint a keleti parton a Defence, a Cornwall és a Carnarvon páncélos cirkálók, a Bristol és a Glasgow könnyűcirkálók valamint a Canopus csatahajó a Falkland-szigeteknél tartózkodtak, míg a nyugati parton északról közelítő és túlerőben lévő japán kötelékek felbukkanása volt várható. Von Knorr részéről november 11-én érkezett egy a veszélyes helyzetre felhívó, igaz csak egyéni megérzést közvetítő üzenet:
„Amennyiben a cirkálóraj a hazatérés mellett dönt, akkor annak azonnali kivitelezését javaslom, mivel véleményem szerint a cirkálóraj veszélyes helyzetben van.”
Az Admiralstab részéről ilyen tartalmú figyelmeztetés nem érkezett, ellenben egy a San Francisco-i etap által elküldött és november 23-án Valparaísóba befutó, fontos információkkal szolgáló távirat a következőket közölte:
„Sajtójelentések szerint egy 10 hajóból álló angol hajórajt észleltek 300 tengeri mérföldre Montevideótól északra; minden eszközzel figyelmeztetni a cirkálórajt, Punta Arenast értesíteni.”
A német történetírás szerint azonban nem valószínű, hogy ez a figyelmeztetés elérte volna Spee tengernagyot. A csatacirkálók Északi-tengerről való kivonásáról az Admiralstabnak bizonyosan nem volt tudomása. A La Plata-i etap november 20-án birtokában volt egy Rio de Janeiróból érkezett jelentésnek, miszerint a Canopus lövegeit a Falkland-szigeteken állították fel. Ugyanez a forrás 24-én azt jelentette, hogy az Invincible csatacirkáló és a Defence és Carnarvon páncélos cirkálók az Abrolhos-szigeteknél vannak. Ezeket a rendkívüli fontosságú információkat november 30-án akarták eljuttatni egy gőzhajó fedélzetén írásos formában a Port Santa Elenában tartózkodó hajórajhoz. Az információ Valparaísóból vagy Punta Arenasból rádión keresztül való eljuttatására a La Plata-i etap – amennyire ezt meg lehetett állapítani – nem tett kísérletet.
Míg ezek a kulcsfontosságú, valós tartalommal bíró üzenetek több hét alatt sem jutottak el a cirkálórajhoz, addig egy másik, megtévesztő tartalommal bíró hír eljutott Speehez. A november 15-én Punta Arenasból Valparaísóba érkező üzenet így hangzott:
„Angol gőzös a Falkland-szigetek felől jövet azt közölte, hogy a Falkland-szigeteken semmiféle hadihajó nem tartózkodik; azokat Dél-Afrikába rendelték, ahol forradalom tört ki. A postahajó fél órát töltött Port Stanley-ben, a kazánok tüzét nem oltotta ki tartva a német támadástól.”
Az üzenetet Valparaísóban a következő megjegyzéssel látták el:
„Ezt angol blöffnek tartom, nem továbbítottam, hogy ne befolyásolhassa a cirkálóraj intézkedéseit.”
Buenos Airesen keresztül a hír november 18-án mégis eljutott Berlinbe és a Dresden parancsnoka szerint Spee grófhoz is eljutottak ezek a híresztelések a St. Quentin-öbölben való tartózkodása alatt, aki úgy vélte, hitelesnek lehet azokat tekinteni. Zur Helle (szolgálaton kívüli) főhadnagy állítása szerint a St. Quentin-öbölben hajójának, az Amasisnak Punta Arenasba való elbocsátásakor Spee azt a szóbeli parancsot intézte hozzá, állapítsa meg, hogy a brit hadihajók valóban elhagyták-e a Falkland-szigeteket Afrika irányába és a szénkészleteket valóban lángra gyújtották-e. Egy privát napló tanúsága szerint az öbölből a Horn-fok felé vezető út során rádión ismét megkapták ezt a hírt és december 6-7-én az Amasis is azt jelentette, hogy a híresztelés „nagyon valószínűnek” tartható.
Raeder meglátása szerint a felerészben valós tartalmú üzenet második fele a cirkálók Afrikába való távozásáról arra enged következtetni, hogy ez egy a britek részéről szándékosan terjesztett álhír volt, amelynek az lehetett a célja, hogy a német hajórajt a szigetekhez csalja.
A német hajóraj az előző hetek során alig észlelt ellenséges rádióforgalmat, miközben a coroneli csatát megelőzően ebből pontosan megállapíthatták az ellenséges hajók számát és helyzetét. Ez a megállapítás szintén amellett szólt, hogy ellenséges hadihajók nincsenek a közelükben, hacsaknem egy összevont brit haderőről van szó, amely teljesen lemondott a rádióval való érintkezésről.

## Spee gróf vélhető megfontolásai

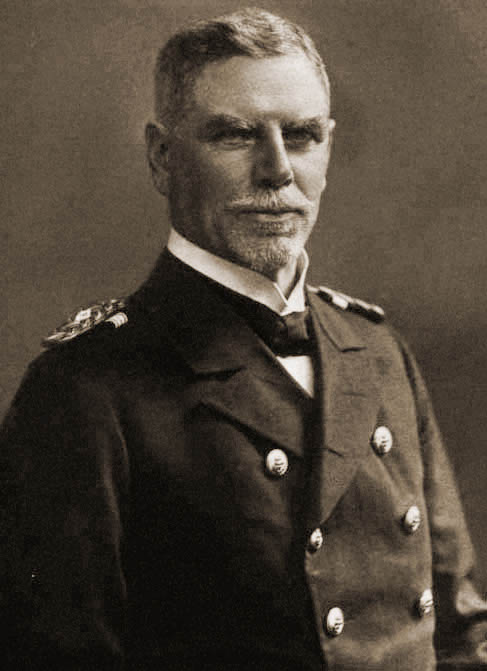
Maximilian von Spee altengernagy

A Speehez a coroneli csata után eljutott üzenetek és az intézkedései alapján ítélve Raeder a tengernagy következő szándékát véli felismerni: Miután az Admiralstab számára az összes hajó összevonásával a hazatérést javasolta, a honi vizekre való áttörés gondolata határozta meg a további hadműveleteit. Az áttörési szándékát jelezte az Admiralstab felé és a szükséges szénkészletek és ellátmány készenlétbe helyezését kérte. Az áttörési szándékát csak a szűkebb törzsével osztotta meg, a hajók parancsnokaival ezt nem közölte. Ez Raeder értékelése szerint természetesnek tűnik, mivel egyrészt előbb kézhez kellett kapnia Port Santa Elenában az Admiralstab tájékoztatóját, melyben az áttörés stratégiai feltételeit fogalmazták meg, másrészt a végcél olyan távoli volt és elérése oly sok folyamatosan változó tényezőtől (szénnel és ellátmánnyal való ellátás, lőszerkészlet változása, hajók állapota) függött, hogy kivitelezhetősége előbb vagy utóbb akár meg is kérdőjeleződhetett.
A hivatalos német történetírás szerint is feltűnő lehet, hogy Spee gróf a coroneli győzelem után nem hajózott át egyből a keleti partra és zavarta meg a La Plata – nyugati parténál jóval jelentősebb – hajóforgalmát. Itt az Angliába induló fagyasztott és tartósított hússzállítmányok akadályozása érzékenyen érintette volna a szigetországot és az Argentínából hamarosan induló gabona- és gyapjúszállítmányokat is zavarni lehetett volna. A La Platából rendszeresen Angliába induló lószállítmányok akadályozása valamint nem utolsó sorban a Nagy-Britanniából Argentínába tartó szénszállítmányok elfogása és felhasználása is jelentős szereppel bírhatott volna. A La Plata blokkolása akár csak pár hétre is végzetessé válhatott volna a brit gazdaság számára. Spee mindezzel tisztában volt, de a semleges országok német tengeri haderővel szembeni barátságtalan viselkedése és a szénellátás nehézségei arra sarkallták, hogy a nyugati parton beszerezhető szénkészleteket még azelőtt felhasználja, hogy áthajózna a keleti partra. Emiatt az elfogott hajók (Valentine, Helicon, Sacramento) lefoglalt készleteit valamint a Valparaísóból rendelkezésre bocsátott készleteket minden körülmények között át kellett juttatnia a hadihajókra és a kísérőhajókra. Az összes jelentés megemlíti, hogy az átrakodás – különösen az olyan védtelen kikötőhelyeken, mint Más Afuera – nagyon nehézkes és időigényes volt. Időnként pihenőnapokat kellett beiktatni a gyakori és hosszadalmas szenelések által megviselt legénység számára. Ebből fakadóan nem feltételezhető Raeder szerint, hogy a nyugati parton való tartózkodást egy mielőbbi keleti parton való bevetés kedvéért jelentősen meg lehetett volna rövidíteni.
November 10-én a Dresden és a Leipzig Valparaísóba való elbocsátásakor e hajók parancsnokaival valamint november 15-én a páncélos cirkálók és a Prinz Eitel Friedrich parancsnokával Spee gróf közölte azon szándékát, hogy át fog hajózni a keleti partra és ezt azzal indokolta, hogy San Franciscóból biztos forrásból érkezett jelentés szerint Dél-Amerika nyugati partvidékén erős japán kötelékek felbukkanása várható és a további szénkészletek és ellátmányok vételezése már nehézségekbe ütközne itt. Indulás előtt közölte, hogy december 5-re az argentin partoknál lévő Port Santa Elenába rendelte a szénszállítókat és velük hozatja el az új híreket is.
Spee gróf nem tett arra utalást, hogy a könnyűcirkálókat valamikor is kereskedelmi háború folytatására küldené, sőt a Leipzig parancsnokának kérvényét, hogy egyedül portyázhasson a vitorlás hajók útvonala mentén, kategorikusan elutasította. A Dresden és a Leipzig több tisztjének feljegyzése szerint érdemesebb lett volna legalább ezen idő alatt a könnyűcirkálóknak engedélyezni az önálló tevékenységet, mivel a zártan, erős füstképződéssel együtt hajózó hajórajt a kereskedelmi hajók már távolról kiszúrták és idejében a semleges vizekre navigálhattak, elvéve így bármiféle siker lehetőségét. Spee ezen hozzáállása az Admiralstab hazatérésre felszólító üzenetével magyarázható. A tengernagy ugyanis igyekezett a rajával minél előbb olyan helyre eljutni, ahol a további hadműveletek előfeltételeit fellelhette, annál is inkább, mivel a nyugati parton a hajóraj felszerelése jelentősen késleltette a továbbhaladást. Csak az Admiralstab ismertetőinek kézhezvétele és az Atlanti-óceánon való szénvételezési lehetőségekről érkező hírek után dönthette el Spee, hogy a hazatérést miként oldja meg – egyben tartsa-e közben a hajóit, vagy külön-külön csoportokban próbálkozzon, esetleg folytasson-e kereskedelmi háborút – és csak ezután közölhette a végleges döntését a hajók parancsnokaival. Bizonyosra vehető, hogy Spee a La Plata előtt és a kereskedelem más csomópontjainál időlegesen folytatott volna kereskedelmi háborút, már csak amiatt is, hogy a szénszállító hajók elfogásával az ellátási gondjait mérsékelje. Mindig csak menet közben, az adott viszonyok kínálta lehetőségek alapján állapíthatta meg azonban, hogy milyen gyakorisággal és kiterjedéssel vívhatja ezt a fajta harcot.
Az Atlanti-óceánon való áthaladáskor a hajóraj egyben tartása Raeder számára magától értetődőnek tűnik, mivel így a felkutatására küldött és a megfigyelési vonalak mentén őrjáratozó hadihajókkal vagy azok kisebb csoportjával szemben zárt alakzatban, együttes erővel léphettek fel a siker reményében. A raj csoportokra való felosztása akkor merülhetett fel, ha annak szénnel való ellátását hosszú távon nem lehetett volna már egységesen szabályozni. Egy vagy két könnyűcirkáló kereskedelmi háború folytatására való elbocsátását olyan területekre, mely a zöm haladási útvonalán kívül esett, hozzájárulhatott az ellenség megtévesztéséhez és a figyelmének a zömről való eltereléséhez. Ebben az esetben számolni kellett annak lehetőségével, hogy ezeket a könnyűcirkálókat fel kell áldozni a zöm hazatérésének érdekében.
A túlélők beszámolója alapján Spee és törzsének főnöke, Fielitz sorhajókapitány személyes hozzáállásuk és képesítésük révén jóval inkább törekedtek katonai sikerek elérésére, mint az ellenséges hajóforgalomban való károkozásra és inkább igyekeztek volna minél több cirkálót megsemmisíteni, mint az elfogott, elsüllyesztett hajótér mennyiségét növelni. Az üzemanyag- és lőszerkészletek kimerülése illetve súlyosabb technikai hibák esetén saját támaszpontok hiányában bármikor lehetett számítani a hajóraj harcra foghatóságának a megszűnésével. Ezt szem előtt tartva a tisztek és a személyzetek számára inkább volt vonzóbb vég, ha egy győztes csata után a sérült, lőszerrel már nem rendelkező hajóikat saját maguk süllyesztik el, mintha a szénkészletek elapadása miatt egy semleges kikötőben internáltatniuk kellene őket. A német tengerész számára eme természetes szemlélet, mely a fegyverek becsületét (Waffenehre) helyezte mindenek elé, vezethetett Spee gróf azon döntéséhez, hogy a Falkland-szigetek felé veszi útját.

## A semleges államok magatartása
- Brazíliában az 1915. január 1-re, Pernambucóban készenlétbe helyezendő 5000 t szenet meg tudták rendelni, de a tengeren való átadása a legnagyobb nehézségekbe ütközött volna, mivel brit nyomásra a brazil kormányzat októberben megtiltotta a német gőzhajók számára a kihajózást, amennyiben fennállt a legkisebb gyanúja is annak, hogy a céljuk a német cirkálók ellátása lehet.[33]
- Argentína Brazíliához hasonlóan már októberben rendelkezett arról, hogy a hadviselő országok kereskedelmi hajói ne vehessenek fel több szenet kikötőikben, mint amennyi a szénraktáraikban elfér. Egy decemberi újabb rendelkezés értelmében a hadviselő államok hajóskapitányainak útnak indulás előtt jelezniük kellett úticéljukat és az útba ejteni kívánt kikötőket is meg kellett nevezniük. Emellett biztosítaniuk kellett, hogy az útjuk kizárólag kereskedelmi célt szolgált. A kereskedelmi utakról való letérés valamint szénkészletek hadihajóknak való önkéntes leadása esetén e kereskedelmi hajókat a hadviselő államok segédhajóiként kezelték volna és nem vételezhettek volna többet szenet az argentin kikötőkben.
- Uruguay decembertől fogva csak abban az esetben engedélyezte a kereskedelmi hajóknak a kihajózást, ha kizárólag kereskedelmi célokat szolgált az útjuk.
- Chilében eleinte sikerült a német nagykövetnek tiltakozása révén elhárítania az antanthatalmak diplomáciai képviseletei által támasztott nehézségeket. Különösen a brit nagykövet által kifejtett diplomáciai nyomás hatására a szenet és ellátmányt szállító hajók kifutását amennyire csak lehetett korlátozták. Miután a Luxor és a Memphis Coronelből illetve Punta Arenasból a papírjaik rendezése nélkül futottak ki, a chilei kormányzat és lakosság hozzáállása a német ügyhöz még kedvezőtlenebb lett. Ehhez a német cirkálók Más Afueránál való hosszabb tartózkodása és az antanthatalmak emiatt benyújtott tiltakozása is hozzájárult. Erckert nagykövetnek, aki a chilei vizeken végrehajtott gyakori brit szénvételezéseket napvilágra hozta, sikerült a német hajókat érintő erősebb korlátozások bevezetését meghiúsítania erőteljes fellépésével.[34]
- A Spanyolország birtokában lévő Kanári-szigetekről való ellátás megoldható lett volna, mivel a szénszállítók kifutását itt nem korlátozták. Ehhez azonban a hajórajnak előbb át kellett törnie az ellenőrzés alatt tartott tengerszakaszokon, amire viszont elég jók voltak a kilátások.
- Az Egyesült Államokból a kezdetektől fogva nehéz volt megoldani a szénszállítást a semlegesség Németország iránt tanúsított barátságtalan gyakorlása miatt és ez az első hónapok során egyre nagyobb nehézségekbe ütközött. A hajóraj számára New Yorkból január 20-ra megrendelt 15 000 t szén beszerzését még november végén a nehézségek ellenére is megoldhatónak ítélték, addig december elején már azt jelentették, hogy a szénkészletek német hajókon való útnak indítása az amerikai hatóságok fellépése miatt már erősen kétségessé vált. Egy San Franciscóból útnak indítani kívánt, különféle ellátmányokat szállító gőzhajó november végére tervezett kifutását is le kellett fújni. Az Egyesült Államokban kezdetektől fogva a törvényhozás minden szintje az antanthatalmak támogatását szolgálta.

## AHochseeflottelehetőségei a támogatásra

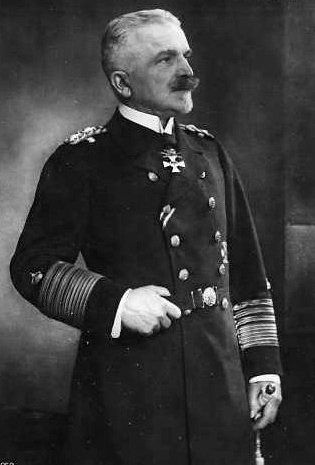
Hugo von Pohl

A csatacirkálók korábban említett Atlanti-óceánra való kiküldése nem volt megoldható azok magas szénfogyasztása miatt. A németeknek azzal számolni kellett, hogy a britek az úton lévő szénszállítóikat azonnal visszarendelnék, mihelyst egy ilyen hadművelet megkezdődne és így nem tudnának üzemanyagot szerezni.
Alfred von Tirpitz főtengernagy (Großadmiral) úgy ítélte meg, hogy az Északi-tengerre való áttöréshez a cirkálóraj ütőerejét minél tovább fenn kellene tartani és ehhez az ellenséggel való összecsapást Speenek kerülnie kellene. A coroneli győzelem után így nem szenvedne egy nagyobb haderőtől vereséget. Tirpitz Hugo von Pohl tengernaggyal, az Admiralstab főnökével való megbeszélése során javasolta, hogy utóbbi tudassa Speevel, az áttörés előtt nem várják el tőle egy második csata megvívását, ehelyett a készleteket inkább tartogassa az áttörésre. Von Pohl nem osztotta Tirpitz véleményét és ezért nem küldött ennek megfelelő utasítást.

## A brit-japán stratégia Coronel után
A coroneli vereség kényes időpontban érte a briteket. Ezen a napon hagyták el az antant diplomatái Konstantinápolyt a törökökkel küszöbön álló háború miatt, ami veszélyeztette a Szuezi-csatornát, az Északi-tengerről ekkortájt vonták ki a nehéz tengeri egységeiket a növekvő tengeralattjáró-veszély következtében, a Hochseeflotte yarmouthi rajtaütése után félő volt, hogy a német főerők a La Manche-csatorna felé is előretörhetnek, veszélyeztetve a Franciaországba tartó utánpótlási vonalaikat. Csak pár nappal korábban veszítette el a brit flotta az Audacious csatahajót, mikor az aknára futott Írországtól északra (október 27.). Eközben a karibi térségben és az Indiai-óceánon a Karlsruhe és az Emden könnyűcirkálók sikeresen folytathatták a kereskedelmi háborújukat az elfogásukra tett minden igyekezet ellenére.
Október 29-én váltotta John Fisher tengernagy Battenberg herceget az első tengeri lord tisztségében. Fisher első intézkedésével utasította Stoddart ellentengernagyot, hogy zászlóshajójával, a Carnarvonnal és a Cornwallal Montevideóba hajózva vegyen maga mellé egy harmadik páncélos cirkálót, a Defence-t. Ennek a La Platánál lévő egységnek egy november 3-án beérkezett utasítás szerint a legrövidebb időn belül csatlakoznia kellett volna Cradockhoz, ami a coroneli vereség november 4-ei Londonba érésével tárgytalanná vált. A Canopusnak, a Glasgow-nak és az Otrantónak, melyekről még ekkor nem rendelkeztek információkkal, szintén Montevideóhoz kellett hajózniuk a Falkland-szigetek érintése nélkül, akárcsak az afrikai partoknál a Karlsruhe után kutató Kentnek. Az admiralitásnál úgy számoltak, hogy a Falkland-szigeteket átmenetileg fel kell adják, hogy az erőket egy hátrébb lévő pontban koncentrálhassák.

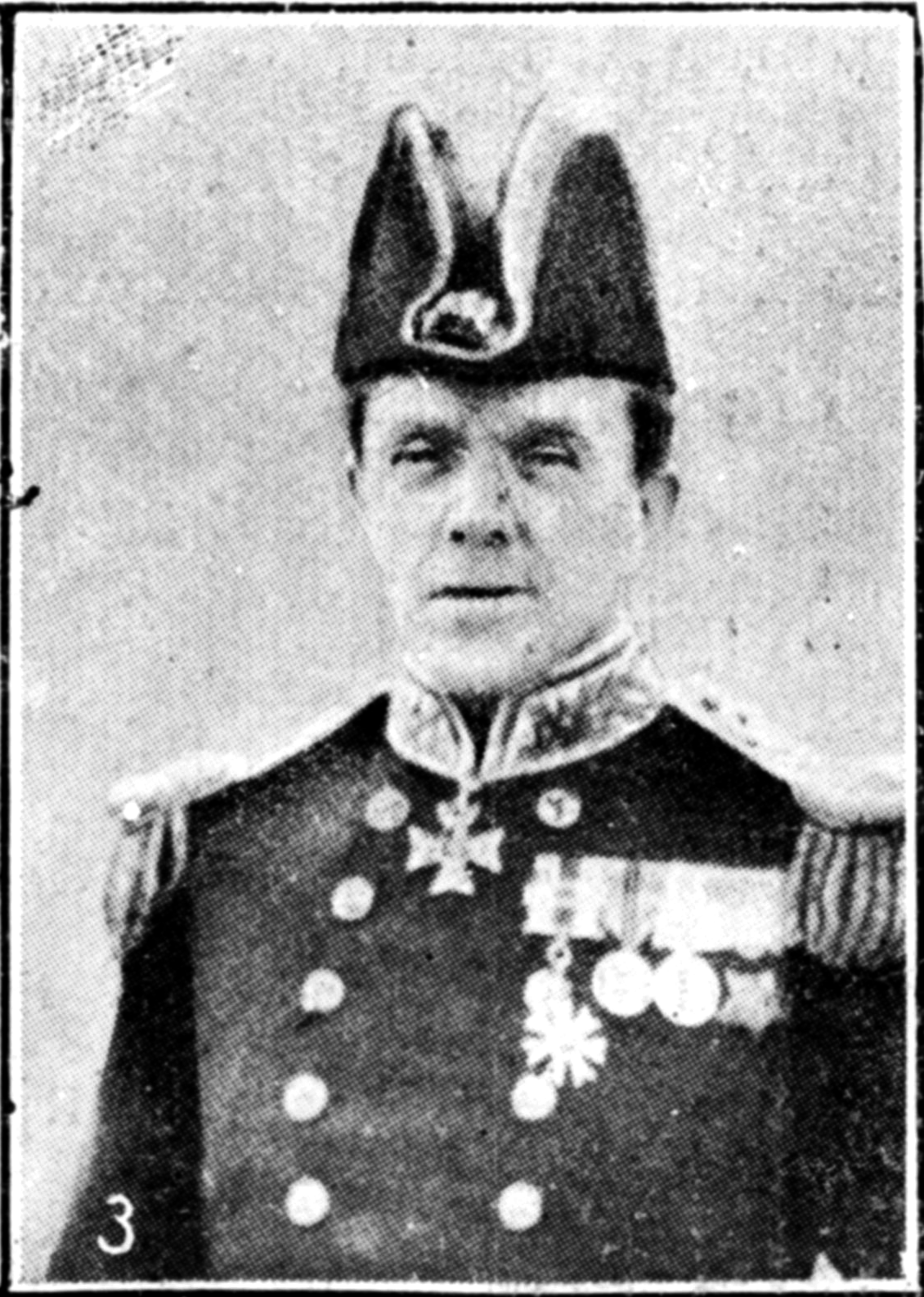
Doveton Sturdee tengernagy

Még november 4-én délután megérkezett a titkos parancs Jellicoe-hoz, miszerint a 2. csatacirkálóraj kötelékéből az Invincible-t és az Inflexible-t tengerentúli bevetésre való felkészítés céljából a dél-írországi Berehavenbe kell küldenie. Az admiralitás törzskarának eddigi vezetője, Doveton Sturdee altengernagy lett a kötelék parancsnoka, aki az Invincible-n vonta fel tengernagyi lobogóját. Kinevezése szerint ő lett a dél-atlanti és csendes-óceáni főparancsnok. A tevékenységi körzetének határa az Atlanti-óceánon az északi szélesség 5. foka mentén húzódott. Amennyiben a hadműveletei során ezt átlépni kényszerült, abban az esetben automatikusan az összes állomáshely az ő parancsnoksága alá került. Az általános utasítások szerint a csatacirkálókkal a legrövidebb időn belül Dél-Amerikába kellett vonulnia, ahol Stoddart tengernagy erőit maga mellé rendelve a Falkland-szigetekre kellett továbbhaladnia. Innen kiindulva az ellenséges erőket felkutathatták és megsemmisíthették, amennyiben az a nyugati parton tartózkodott, vagy épp az Atlanti-óceánra próbálkozott volna átjutni.
Arra az esetre, ha Spee a nyugati parton északnak hajózna, hogy áthaladjon a Panama-csatornán vagy a kanadai partvidék és a japán kereskedelem ellen tevékenykedne, a csendes-óceáni erőket a kaliforniai San Diegóval egy magasságban lévő San Clemente-szigetnél koncentrálták. A korábban az itteni partokhoz rendelt Newcastle és Idzumo cirkálók valamint Hizen csatahajó mellé erősítésként Fidzsiről az Australia csatacirkálót küldték, melyhez november 8-ai közlésük szerint a japánok Hawaiiról útnak indították az Asama páncélos cirkálót is, mely a Geier könnyűcirkáló internáltatása után más feladatot kaphatott. Ezen észak-csendes-óceáni hajóraj parancsnoka Patey altengernagy lett és az összevonása után déli irányba kellett megindulnia. A japánok emellett az I. csendes-óceáni hajórajukat megerősítették az Iwate páncélos cirkálóval és késznek mutatkoztak ezt az alakulatukat Patey haderői helyett a Fidzsi-szigetek és a Marquises-szigetek között állomásoztatni arra az esetre, ha Spee visszahajózna nyugati irányba.
A brit admiralitásnál számoltak annak lehetőségével is, hogy Spee a Horn-fokot megkerülve Német Délnyugat-Afrika vagy Kamerun partjainál tűnhet fel és az itteni harcokba avatkozhat be. Dél-Afrikában a búr felkelést még nem sikerült teljesen elfojtania a briteknek és tartottak attól, hogy a német hajóraj itteni felbukkanása újabb lökést adna az elnyomók elleni küzdelemnek, veszélyeztetve ezzel a Dél-Afrikai Uniónak a szomszédos német gyarmat megszerzésére tett erőfeszítéseit. November 4-én ezért Londonban rendelkeztek egy erős hajóraj felállításáról Dél-Afrika partjainál, melyhez az eddig a Német Kelet-Afrika előtt a Königsberg ellen operáló Goliath csatahajót és a Dartmouth könnyűcirkálót vonták le délnek, majd később az Indiai-óceánról a Weymouth könnyűcirkálót helyezték át ide a már itt állomásozó Albion csatahajó mellé. Mivel a Goliath nem volt azonnal bevethető állapotban, átmenetileg az Indiai-óceánról ide irányították a Minotaur páncélos cirkálót is.
Nyugat-Afrika partjainál nem számoltak az Ostasiengeschwader felbukkanásával november vége előtt, de eddigre de Robeck ellentengernagynak Sierra Leonében össze kellett vonnia a Warrior (zászlóshajó), a Black Prince és Donegal páncélos cirkálókból, a Highflyer védett cirkálóból és (szükség esetén) a Cumberland könnyűcirkálóból álló haderőt a nyugat-afrikai brit és francia gyarmatok biztosítására valamint Kamerun partjainak ellenőrzésére.
A Panama-csatorna továbbra is gondot jelentett az antant számára, mivel ott Spee erőinek zömével átkelhetett, miközben a többi hajója a csatorna bejáratánál várakozhatott. A Nyugat-Indiákon a Berwick és Essex páncélos cirkálók, valamint a francia Condé és Descartes cirkálók voltak jelen, de fő feladatuk a Karlsruhe elfogása és feltételezhető támaszpontjainak figyelemmel tartása volt a Karib-tengeren. Mivel az észak-atlanti állomáshelytől sem kívántak elvonni hajókat, nem tudtak olyan erőt összevonni, mellyel eséllyel vehették volna fel a harcot az Ostasiengeschwaderrel. Hornby tengernagy – aki a háború elején még Cradocktól vette át az észak-atlanti állomáshely parancsnokságát – azt a feladatot kapta, hogy november 12-től a Panama-csatorna keleti kijáratát a leggyorsabb cirkálóival őriztesse és azok a harc kerülésével tartsák szemmel az esetleg felbukkanó németeket.
Ezekben a napokban terjedt el az a téves híresztelés, hogy a von der Tann csatacirkáló elhagyta az Északi-tengert. A híresztelést az admiralitás komolyan vette és attól tartott, hogy a Kelet-ázsiai Hajóraj révén a La Plata és a csatacirkáló valamint esetlegesen az USA kikötőiből kifutó és felfegyverzett kereskedelmi hajók révén az észak-atlanti kereskedelmi útvonalak ellen indított egyidejű támadással a németek komoly károkat okozhatnak, mivel ezen útvonalaknak akár csak hetekig tartó blokkolása súlyos következményekkel járhatott volna a brit gazdaság egészére. E fenyegetés elhárítása érdekében november 12-én Cromarty-ból útnak indítottak egy harmadik csatacirkálót is a Grand Fleet állományából, a Princess Royalt az Atlanti-óceán túloldalán lévő Halifax irányába.
Sturdee csatacirkálói november 5-én éjfélkor hagyták el Cromarty-t és 8-án érkeztek meg a devonporti hajógyárba, ahol az Invincible szárazdokkba került javítási feladatok végett és itt a hajók számos olyan felszerelést is magukhoz vettek, melyet Stoddartnak kellett eljuttatniuk. Az admiralitás november 11-e délutánját szabta meg az elvégzendő feladatok határidejeként. Szükség esetén hajógyári munkásokkal a fedélzetén is ki kellett futniuk a hajóknak a rendelkezés értelmében. A megszabott határidőben Sturdee elhagyta a hajógyárat a hajóival. A november 9-én kapott utasítások szerint amennyiben Spee nem a Panama-csatorna felé vette az irányt (ez esetben a Nyugat-Indiák lett volna a következő állomás), akkor a Zöld-foki szigetekhez tartozó St. Vincent szigetnél kellett első alkalommal szenet vételeznie. A Zöld-foki szigetekről a titkos szenelő bázisként használt brazil Abrolhos-szigetekhez kellett hajóznia, ahol egyesülnie kellett Stoddart erőivel és útközben még csatlakoznia kellett hozzá a Bristol könnyűcirkálónak és a Macedonia segédcirkálónak, melyek a Rocas-atoll környékén kutattak ekkor a Karlsruhe után. (A Karlsruhe elleni fellépés háttérbe helyezését az Ostasiengeschwader kiiktatásának idejére már Cradock is javasolta és ez – számára már túl későn – ezennel teljesült.) A londoni admiralitás november 10-én szerzett tudomást az Emden kiiktatásáról és ekkor úgy döntöttek, hogy az Indiai-óceánon az ausztrál konvojok kísérésére már nem szükséges Sydney és Melbourne könnyűcirkálókat is átirányítják az Atlanti-óceánra, hogy a Karlsruhe felkutatásában vegyenek részt. (Ez a német könnyűcirkáló november 4-én egy belső robbanás következtében már megsemmisült.)
A Glasgow és a Canopus november 8-án érkeztek meg a Falkland-szigetekre, ahol az admiralitás utasításainak megfelelően a szénvételezés után tovább kellett volna hajózniuk, hogy Stoddart erőivel egyesülhessenek. Az Otranto egyenesen a La Platához igyekezett. Miután a német hajóraj rádiójeleit a valparaísói tartózkodás után Más Afuera mellől észlelték és nyilvánvalóvá vált, hogy Spee nem hajt végre gyors támadást a La Plata ellen kihasználva a Coronelnél elért sikerét, az admiralitás úgy ítélte meg, hogy a további hadműveletek áttevődhetnek a nyugati partra és ehhez a Falkland-szigetek kiváló támaszpontként szolgált. Emiatt a Canopust november 9-én visszairányították Port Stanley-hez, ahol Grant sorhajókapitánynak a hajóját úgy kellett pozicionálnia, hogy a kikötő bejáratát szemmel tarthassa és a sziget védelmében segédkezhessen. November 12-én a Canopus visszatért Port Stanley-be és itt nem ütközött ellenséges hajókba. Stoddart tengernagy a La Platánál a Defence (új zászlóshajó), Carnarvon, Cornwall páncélos cirkálókkal valamint az Orama és Otranto segédcirkálókkal rendelkezett ekkor. November 9-én azt a parancsot kapta, hogy a Glasgow csatlakozása után hajózzon északnak az Abrolhos-szigeteknél lévő szenelő bázishoz, elkerülendő a német hajórajjal egy újabb összetűzést. Amennyiben Spee a szirteknél bukkant volna fel, úgy az utasítások szerint Stoddart felvehette volna már vele a harcot.
A Glasgow november 11-én érkezett meg a La Platához. Stoddart ezt követően északnak haladt és csak ekkor szerzett tudomást a csatacirkálók útnak indításáról. November 17-én érte el Stoddart és Sturdee is a következő úticélját, az Abrolhos-szirteket illetve a St. Vincent szigetet. Stoddart a szirteknél találta az Edinburgh Castle segédcirkálót és a Kent páncélos cirkálót. Stoddartnak így már négy páncélos cirkálója is volt, de gyors könnyűcirkálója pillanatnyilag még egy sem, mivel a Glasgow-nak a Coronelnél szerzett sérüléseit Rio de Janeiróban javíttatták. A könnyűcirkáló 16-án reggel érkezett meg a riói kikötőbe. Este a kormányzati szárazdokkba került és csak 21-én került ki onnan, hogy aztán másnap a szénkészleteit feltöltve kihajózzon. Az eset révén Brazília súlyosan megsértette a semleges államokra vonatkozó nemzetközi egyezményeket.
A Coburg német kereskedelmi hajó jelentése szerint az Otranto november 14-én délelőtt érkezett meg Rióba, a hátulsó részén elhelyezett ponyvákkal, melyekkel a véleményük szerint nyilvánvalóan sérüléseket igyekeztek eltakarni. A valójában Coronelnél sérüléseket nem szerző segédcirkáló másnap délelőtt már el is hagyta a kikötőt.
A Luxor november 18-án Coronelből való kihajózása azt sugallta a brit hadvezetésnek, hogy Spee még mindig a nyugati parton tartózkodik. Ebből úgy ítélték meg, hogy Sturdee nála előbb el tudja érni a La Platát és a nyugat-afrikai partok már nem veszélyeztetettek többé, így az itteni páncélos cirkálókat a Grand Fleethez lehet küldeni, a Defence-t pedig a dél-afrikai hajóraj megerősítéséhez irányították át. A Spee jelentette fenyegetés miatt a Német Délnyugat-Afrika területén folytatott hadműveletek a partvonal védelmének hiányosságai miatt két hetes csúszást szenvedtek.
A három brit csatacirkáló egyidejű kivonása a Grand Fleet állományából rejtve maradt a német hadvezetés előtt. Amennyiben ez tudomásukra jutott volna, a megváltozott erőviszonyok miatt vélhetőleg nagyobb aktivitást tanúsított volna a Hochseeflotte az Északi-tengeren. A Grand Fleet ekkor a még újonnan szolgálatba állított és nem teljesen hadra fogható Tigerrel együtt is csak négy csatacirkálóval rendelkezett: Lion, Queen Mary, New Zealand, Tiger. A hivatalos német történetírást szerkesztő Raeder emellett megemlíti, hogy ezen ismeret nélkül is érdemesebb lett volna nagyobb nyomást kifejteni a fő hadszíntéren és ezáltal megakadályozni a kapitális brit hadihajók dél-atlanti vizekre való átcsoportosítását.
Egy november 23-án a britek által elfogott német rádiójel arról tanúskodott, hogy Spee hajói a chilei partoknál lévő St. Quentin-öbölben tartózkodnak. Ennek hatására egy 24-ei üzenettel Sturdee-t Londonból utasították, hogy a Stoddarttal való egyesülés után a Falkland-szigetekhez hajózzon, majd az itteni támaszpontról a chilei partok felé haladjon tovább és útközben a cirkálói kutassák át Tűzföld csatornáit és öbleit, de a két csatacirkáló jelenlétét ne fedje fel. Sturdee-vel közölték, hogy Patey tengernagy az észak-csendes-óceáni hajórajjal december 2-án fog a Galápagos-szigetekhez érkezni és az 1. japán csendes-óceáni hajóraj Fidzsi-szigetekről a Marquises-szigetek felé tart. A Suva támaszpontjáról tevékenykedő, Yamaya altengernagy parancsnoksága alatti japán hajórajhoz a Kurama, Isukaba és Ikoma csatacirkálók, az Iwate páncélos cirkáló és a Csikuma valamint a Jahagi könnyűcirkálók tartoztak.
Az admiralitás utasításait Sturdee november 26-án kapta kézhez, mikor elért az Abrolhos-szigetekhez. Első intézkedéseként a három leggyorsabb szénszállítóját külön útvonalakon elindította a Falkland-szigetek felé, majd az Orama kíséretében a maradék ötöt. Bár az Invincible felbukkanásáról a brazil partoknál az amerikai lapok is beszámoltak, ez az információ mégsem jutott el Speehez.
Az Invincible átvette a még a szirteknél lévő Defence Poulsen-típusú rádiókészülékét. A hasonló készülékkel felszerelt és az Ascension-sziget felé tartó Vindictive cirkáló közbeiktatásával igyekeztek a Cradock számára korábban nehézségeket okozó kommunikációs problémákat enyhíteni. November 28-án, két nappal azután, hogy Spee elhagyta a St.  Quentin-öblöt, ő maga is útnak indult Port Stanley felé. A korábban a vitorláshajók útvonalán, Santostól 300-400 mérföldre észlelt Kronprinz Wilhelm segédcirkáló elfogásához Sturdee a flottája alakzatát 50 mérföld szélességben széthúzva haladt délnek. November 28-án este azonban Rióból azt a hírt kapta, hogy a német hajórajt Montevideótól 400 mérföldre délre észlelték, ezért a segédcirkáló keresését megszakítva egyenesen ide vette az útját. Az információk beszerzésével megbízott Bristol december 1-ei csatlakozásakor tudta csak meg, hogy a Spee észleléséről szóló hír téves volt.
November 29-én érkezett Londonba egy információ, miszerint az észak-chilei Iquique előtt három cirkálót észleltek. Ebből arra következtettek, hogy Spee a Panama-csatorna felé vette az irányt és a Princess Royalt azonnal Jamaikába irányították át. E hajó parancsnoka lett ezennel a Nyugat-Indiák rangidős tisztje és ennek megfelelően utasították, hogy vegye fel a rádiókapcsolatot Patey észak-csendes-óceáni rajával. Sturdee-t ezen fejlemények nem érintették. December 3-án a rajához csatlakozott a Macedonia segédcirkáló.
Sturdee tartott attól, hogy míg ő a La Platától a Falkland-szigetek felé tart, addig Spee a part mentén északnak haladva kicsúszik a szorításából. Ezt az aggodalmát szertefoszlatta az a december 4-én a valparaísói konzultól kapott jelentés, miszerint a Prinz Eitel Friedrich segédcirkálót aznap reggel látták Valparaíso előtt, mivel ebből tévesen arra következtetett, hogy a német hajóraj egésze még a nyugati parton lehet.

## Port Stanley védelme

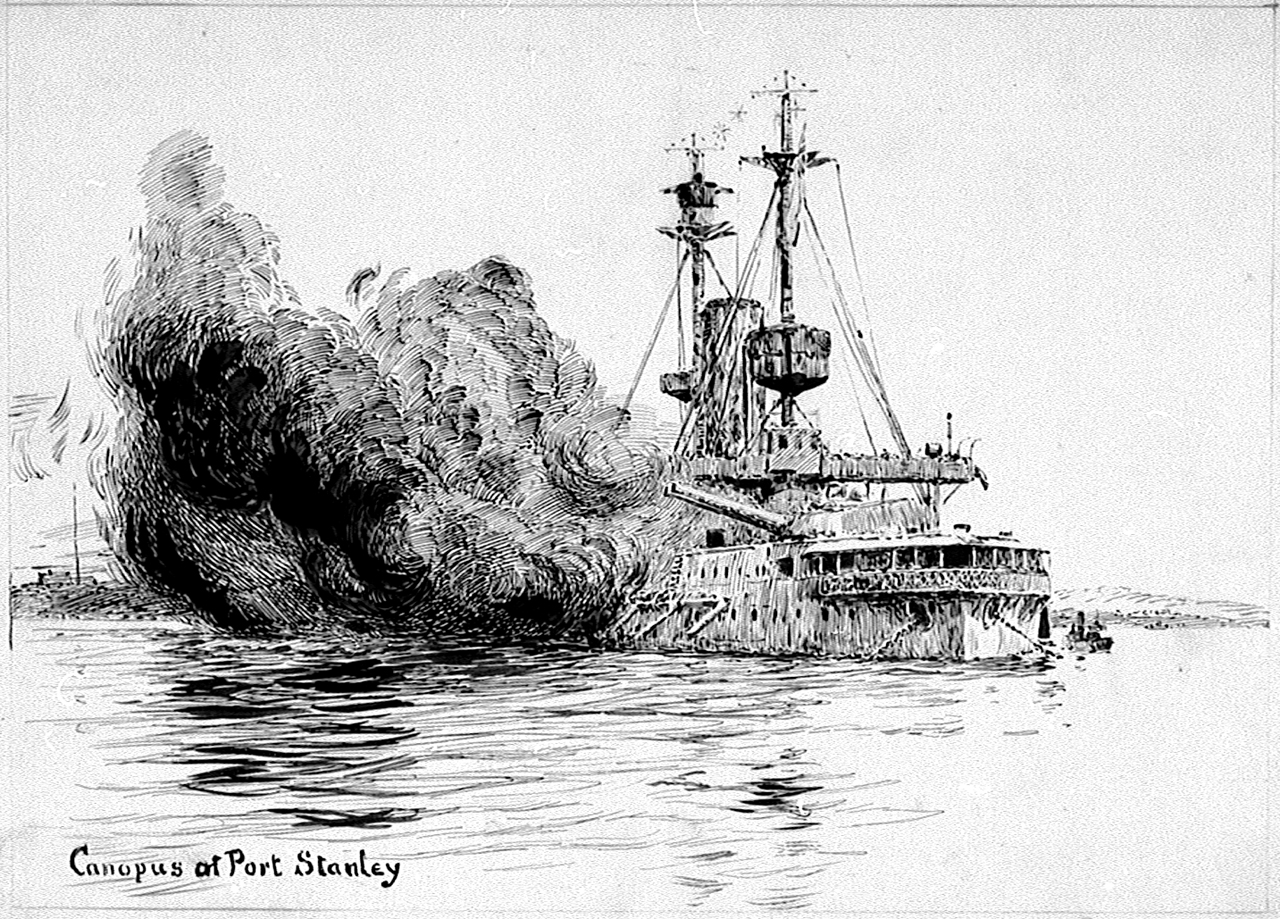
A Canopus Port Stanley-nél
(William Lionel Wyllie alkotása)

A Canopust a parancsnoka a belső kikötőben egy sekély, iszapos részen a tengerfenékre ültette, ahonnan jó kilövési pozíció kínálkozott a bejárat irányába. A külső kikötő, Port William felé vezető útvonalat egy sor aknazárral látták el, melyet a zár megnyitásához le tudtak süllyeszteni. A szárazföldön három 76 mm-es gyorstüzelő ágyút állítottak fel és berendeztek egy tűzvezetési központot, amely biztosította, hogy a Canopus minden olyan pontot tűz alatt tudjon tartani, ahonnan támadhatnák a támaszpont rádióállomását. December 4-re minden előkészülettel végeztek.
December 7-én a rádióforgalmat a minimálisra mérséklő Sturdee minden előzetes értesítés nélkül megérkezett flottájával a Falkland-szigetekhez. A hajói a külső kikötőben, az aknazáron belül vetettek horgonyt, leszámítva a Bristol és Glasgow könnyűcirkálókat, melyek Port Stanleyben kötöttek ki. A tengernagy tervei szerint a szénvételezés azonnali megkezdésével már december 9-én délután folytatta volna útját a Horn-fok felé. A raj szénszállítói (squadron collier) még nem érkeztek meg, a velük lévő három másik szénszállítóról pedig egyszerre nem tudott minden hadihajó üzemanyagot vételezni. Ezért először a Carnarvon, a Bristol és a Glasgow látott hozzá a szénvételezéshez, majd őket követte a két csatacirkáló. Ez az öt hajó szükség esetén már másnapra, december 8-ra bevethető válhatott a feltöltött raktárak miatt. Őket a Kent és a Cornwall követte a sorban. A hajóknak a Bristolt leszámítva, mely ekkor a gépeit javította, kétórás készültségben kellett lenniük 12 csomós sebesség eléréséhez. Az őrhajóknak a kifutásra felszólító parancs vételezése után fél órán belül el kellett tudniuk érni a 14 csomós sebességet. Másnap reggelig az Inflexible-nek, majd a Kentnek kellett ezt a szerepet betölteniük. A Macedonia segédcirkáló az éjszaka során a kikötőbejárat előtt 10 tmf-re foglalt el őrállást.
A horgonyvetés után Sturdee az összes hajó parancsnokát magához rendelte. A megbeszélés során megtárgyalták azokat a Brazíliából érkező híreket, miszerint Spee Dél-Afrikába tervezne áthajózni. Ezeknek az értesüléseknek nem adtak hitelt és inkább vélték úgy, hogy a megtévesztést szolgáló német híresztelések lehetnek. Miután a németek eddig nem bukkantak fel a nyugati parton, azon információkat is tévesnek ítélték, miszerint megkerülték volna a Horn-fokot. A német hajóraj hollétére utaló egyetlen jel a Prinz Eitel Friedrich észlelése volt Valparaíso előtt és ezért úgy vélték, minél előbb át kell hajózniuk a nyugati partra.
December 8-án, csütörtökön reggel 06:00 körül a Carnarvon és a Glasgow befejezte a szénvételezést. A Bristol olyan mértékben megromlott állagú szenet talált a számára kijelölt szállítóhajón, hogy inkább a Glasgow szénszállítójáról töltötte fel magát. A harmadik szénszállító a Carnarvon után az Invincible mellé állt be. Közben befutott az első rajellátó, így az eddig a Bristol miatt várakozni kényszerülő Inflexible is hozzáláthatott az üzemanyagvételezéshez 07:20 körül. Ekkor a Bristol hajtóművei még nem voltak teljesen üzemképesek, a Cornwall, a Kent és a Macedonia pedig még nem láttak hozzá a szénkészleteik feltöltéséhez.

## A csata

### A német hajóraj útja a Picton-szigetig

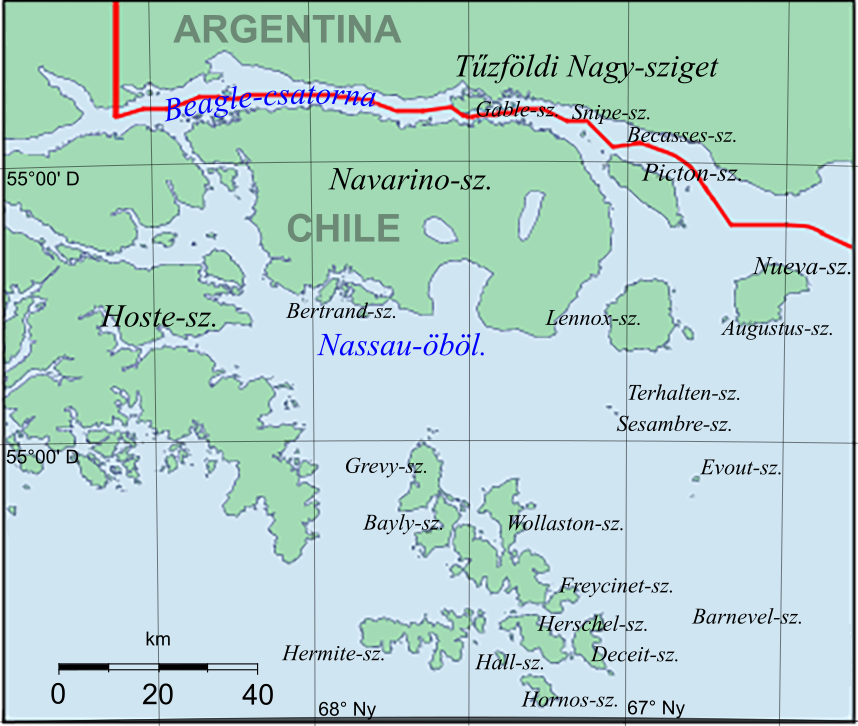
A chilei Picton-sziget fekvése a kontinens déli csücskén, az argentin határ mentén

Az Ostasiengeschwader november 26-án délután hagyta el a St. Quintin-öblöt a Horn-fok irányába. A hadihajókkal tartottak a Baden, a Seydlitz és a Santa Isabel gőzösök. A Penas-öböl elhagyása után nem sokkal az időjárás rosszra fordult és a következő napokban a német hajóknak a folyamatosan csökkenő hőmérséklet mellett erőteljes horn-foki viharokkal kellett megküzdeniük. A páncélos cirkálók jól állták a délnyugatról érkező hullámokat, de a könnyűcirkálók a felső fedélzetükön elhelyezett plusz szénkészletekkel nagyon küzdöttek az elemekkel. A víz átcsapott a középső fedélzetükön és a szénkészlet egy részét elsodorta. A szén sokhelyütt eltömítette a a vízkieresztő réseket és ezzel veszélyes helyzetbe sodorta a hajókat, melyek a tengerbe lesodródott szén kiemeléséhez időnként manőverezni kényszerültek. A Dresdennek a fedélzetén elhelyezett szén egy részétől, kb. 20–30 tonnától meg is kellett szabadulnia, így kétségessé vált, hogy ez az egyetlen turbinákkal felszerelt és emiatt nagy fogyasztású egység el tudja-e érni a Dos Bahias-fokot újabb szénvételezés nélkül. December 2-án a parancsnokának kérdésére a rajparancsnoktól azt a választ kapta, hogy útközben, esetleg a Falkland-szigetek egyik öblében alkalma lesz majd kiegészíteni a készleteit.

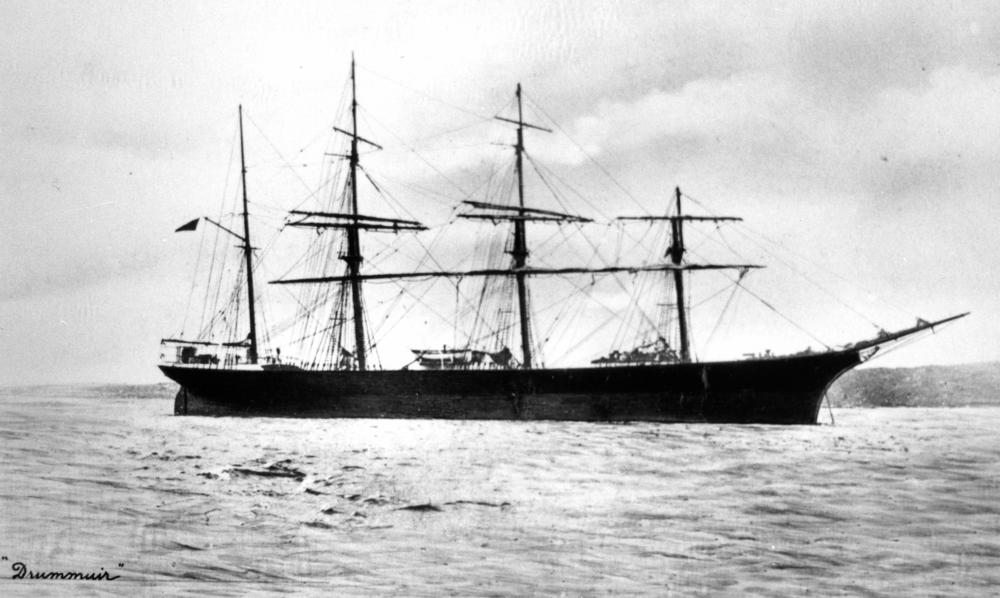
Drummuir

A németek eredetileg a Horn-fokot 100 tmf távolságot tartva tervezték megkerülni, de a rossz idő miatt csak 20–30 tmf távolságot tartottak a szárazföldtől. Ahogy a Horn-fokhoz közeledtek, javulni kezdett az időjárás. December 2-án a partok irányában észlelték a kanadai Drummuir teljes vitorlázatú vitorlást, mely 2750 t kiváló minőségű Cardiff-szenet és antracitot szállított San Franciscóba. A vitorlást a Leipzig megállította és a rakományának hasznosítása érdekében a hajóraj a Picton-sziget felé tért ki. December 3-án hajnali 03:00 körül kötöttek itt ki és azonnal megkezdték a zsákmány átpakolását a Badenre és a Santa Isabelre valamint a cirkálók szénnel való feltöltését a Seydlitzről. A nemzetiségüket leplezendő a hajókon nem vontak fel lobogókat és a parton a tisztek egy csoportja is igyekezett a tűzföldiekkel angol nyelven beszédbe elegyedni. A beszélgetés során két helybéli bizton állította a Leipzigről, hogy az a Bremen, mely cirkáló pár évvel korábban már megfordult itt. Ezek után számolniuk kellett az ittlétük gyors kitudódásával, mivel 40 mérföldre a szigettől volt egy angol tulajdonban lévő juhtenyészet, mely rádióállomással is rendelkezett. A Drummuir leürítésével december 6-án végeztek és dél körül felszedték a horgonyt. A Drummuirt a chilei felségvizeken kívülre vontatták és robbanópatronok segítségével elsüllyesztették. Mire folytathatták az útjukat keleti irányba már majdnem négy napos késést szenvedtek. A Picton-szigetnél eltöltött időt nem használták fel a Dresden szénkészleteinek feltöltésére, melyre a későbbi fejlemények tükrében nagy szükség lett volna.

### A Falkland-szigetek elleni támadás terve

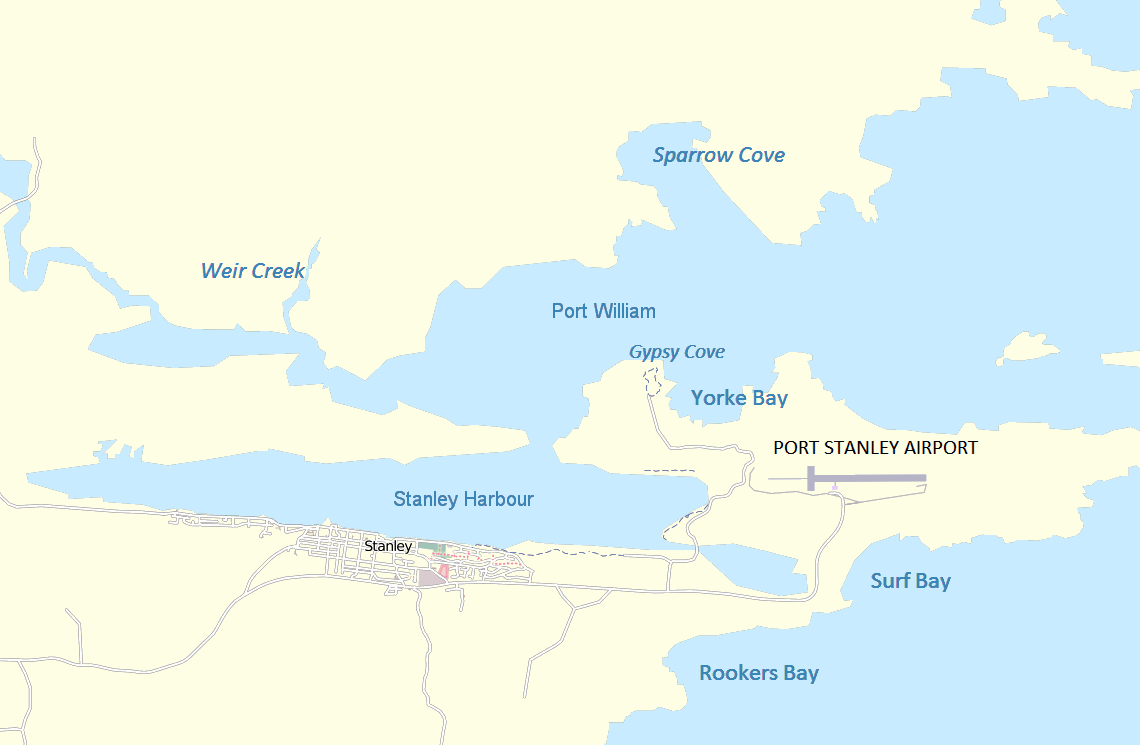
Port Stanley a Stanley Harbourral és Port Williammel egy újabb ábrázoláson (már repülőtérrel)

December 6-án, még a Picton-szigettől való útnak indulás előtt a Scharnhorston egyeztetést tartott Spee a hajóparancsnokaival. Ennek során közölte a jelenlévőkkel, hogy a Dos Bahias-fok felé haladva amennyiben nem érkeznek rendkívüli hírek, akkor támadást tervez végrehajtani a Falkland-szigetek ellen, melynek célja az ottani tengerészeti arzenál rádióállomásának kiiktatása, valamint Német Szamoa foglyul ejtett kormányzójának méltatlan bánásmódban való részesítésére válaszul az itteni kormányzó foglyul ejtése lenne. (Erich Schultz-Ewerth kormányzót habár polgári tisztviselő volt és vezetésével Szamoa a fegyveres ellenállás mellőzése mellett döntött, az új-zélandi megszállók hadifogolyként bebörtönözték és csak 1919-ben engedték szabadon megromlott egészségi állapotban.) A vállalkozás végrehajtásával a Gneisenaut és a Nürnberget bízta meg, mely egységeknek reggel 08:00-ra Port William elé kellett érniük. A Gneisenau parancsnokának, Maerker sorhajókapitánynak a Nürnberg parancsnokával kellett megbeszélnie a részleteket úgy, hogy Spee zászlójelzésére azonnal meg tudják kezdeni az akciót.
Nem teljesen ismert, hogy a tengernagy milyen megfontolásból döntött a brit támaszpont elleni támadásról, de vélhetőleg azok a hírek nyomtak leginkább a latban számára, miszerint az itteni cirkálók a dél-afrikai partokhoz vonultak át és mely híreket a Picton-sziget elhagyását követően az Amasis is megerősített. Ennek ellenére a megbeszélés során számoltak az ellenséges erőkkel való találkozás lehetőségével, de a nagyobb tűzerővel rendelkező, ugyanakkor lassabb Canopus elől bármikor kitérhettek. Nagyobb tűzerejű és egyben gyorsabb ellenfél felbukkanásával nem számoltak. A legrosszabb esetben is a Canopuson kívül a Defence, Carnarvon és Cornwall páncélos cirkálók valamint a Glasgow és Bristol könnyűcirkálók jelenlétét feltételezték.
A téves megállapításokra azért juthatott a hajóraj vezetése, mert a háború általános menetéről nem kapott pontos információkat, így nem tudtak arról, hogy az Északi-tengeren szemben álló két fő flotta – a Grand Fleet és a Hochseeflotte – visszafogott tevékenységet folytatott és arról sem, hogy a coroneli győzelmük hatása jóval nagyobb volt Londonban, mint ahogy ezt ők gondolták. Amennyiben ezzel tisztában lettek volna, számolhattak volna azzal, hogy a britek erősebb egységeket is képesek átcsoportosítani ellenük. Spee úgy ítélte meg, hogy csak a csatacirkálók jelentenének jelentős veszélyt a páncélos cirkálóira. Ehhez járult hozzá, hogy a La Plata-i etap számára nyilvánvalóan lehetetlennek tűnt az Invincible Abrolhos-szigeteknél való feltűnéséről szóló információ rádión a Scharhorstnak való továbbítása.
Az is mérlegelendő, hogy milyen előnyökkel járt volna a hadművelet sikeres kivitelezése és milyen hátrányokkal járhatott volna. Az egyetlen dél-amerikai partoknál lévő brit támaszpont kiiktatása az itteni arzenál és készletek, valamint a rádióállomás megsemmisítése révén – mely utóbbira a délkelet-amerikai brit hírszerzés lényegében teljes egészében támaszkodott – a morális hatáson túl, amit egy brit gyarmat elleni sikeres támadás jelentett, bizonyosan alkalmas volt arra, hogy az ellenség pozícióját meggyengítse a térségben és a hajóraj hadműveleteit is megkönnyítse, de csak átmenetileg, mivel a támaszpont huzamosabb ideig való megszállása nem jöhetett szóba.
A Falkland-szigetek elleni támadás a későbbi hadműveletek szempontjából azonban semmiképpen nem volt szükségszerű. A brit rádióállomás minden bizonnyal képes lett volna vészjelzést leadni a kiiktatása előtt, amivel Spee felfedte volna a jelenlétét az ellenséges hadvezetés előtt, holott a rejtőzködés az áttörési terv szempontjából a legnagyobb fontossággal bírt. A támadással lemondott arról az előnyről, hogy a La Plata előtt meglepetésszerűen bukkanhasson fel és zavarhassa meg az ottani hajóforgalmat, ami jelentős károkat okozhatott az ellenségnek és lehetőséget kínált újabb szénszállítók elfogására, ami a hazaúthoz szükséges lett volna a hajóraj számára. Amennyiben Spee a Falkland-szigeteknél ellenséges erőkbe ütközött és harcba keveredett volna velük, úgy már rögtön a hazaút elején a lőszerkészletének nagy részét felhasználta volna, még az előtt, hogy a Németországból útnak indítandó lőszerszállítmány elérhetné. Számolni lehetett a hajókat érő károsodással is a vállalkozás során, mely a végcélt nem szolgálta, sőt sok szempontból arra káros hatással volt. Mivel az ellenség feltűnésének esetére konkrét utasításokat fogalmaztak meg, nem feltételezhető, hogy a vállalkozást az a szilárd meggyőződés vezérelte, miszerint nem tartózkodnak itt ellenséges erők. Ezzel együtt a feladatok könnyű végrehajtásával számoltak.

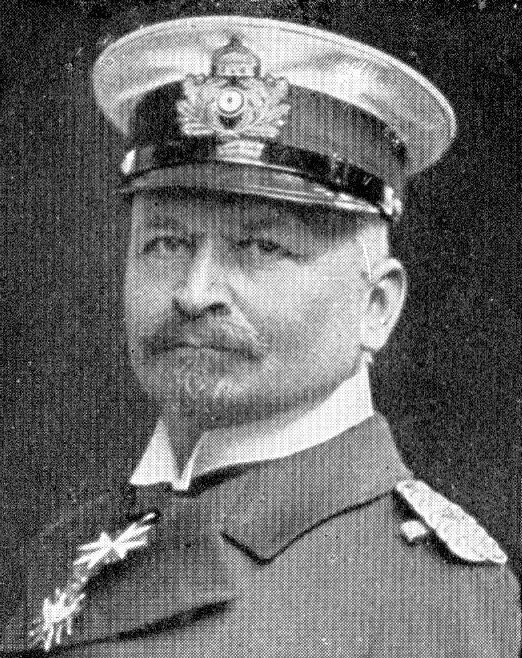
Karl von Schönberg sorhajókapitány, a vállalkozást egyedül támogató hajóparancsnok

Raeder megítélése szerint Speet és Fielitzet a katonai siker elérésének lehetősége vezérelte, melynek révén a hajóraj tiszteletre méltó részt mutathatott volna fel a haditengerészet által elért eredmények sorában. Spee-t az elhatározásában erősíthette az óceáni fronton tapasztalt kedvezőtlen helyzet és a cirkálói megfelelő ellátásának nehézségei, ami miatt a hajóraja életképességét erősen korlátoltnak ítélte meg. A kereskedelmi háború folytatásának és az Északi-tengerre való visszatérés lehetőségét csekélynek vélte.
A hajók parancsnokait megosztotta a vállalkozás ötlete és annak célszerűsége. Míg a törzsfőnök, von Fielitz sorhajókapitány és a Nürnberg parancsnoka, von Schönberg sorhajókapitány támogatta, addig a többi hajóparancsnok a Falkland-szigetek megkerülését stratégiai szempontból helyesebbnek vélte. A Leipzig parancsnoka, Haun fregattkapitány különösen azt emelte ki, hogy a brit erők Dél-Afrikába való átirányítása egy a brit terveket szolgáló álhír lehet és a szigetek keletről, 100 tmf távolságnyira való kikerülését, majd a La Plata előtt való felbukkanást tanácsolta.

### A német hajóraj felvonulása

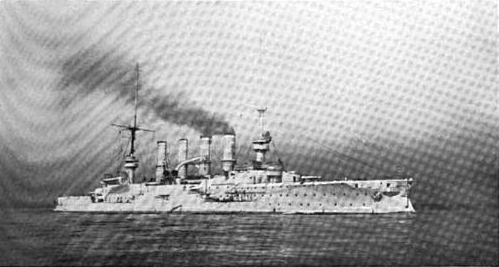
SMS Gneisenau

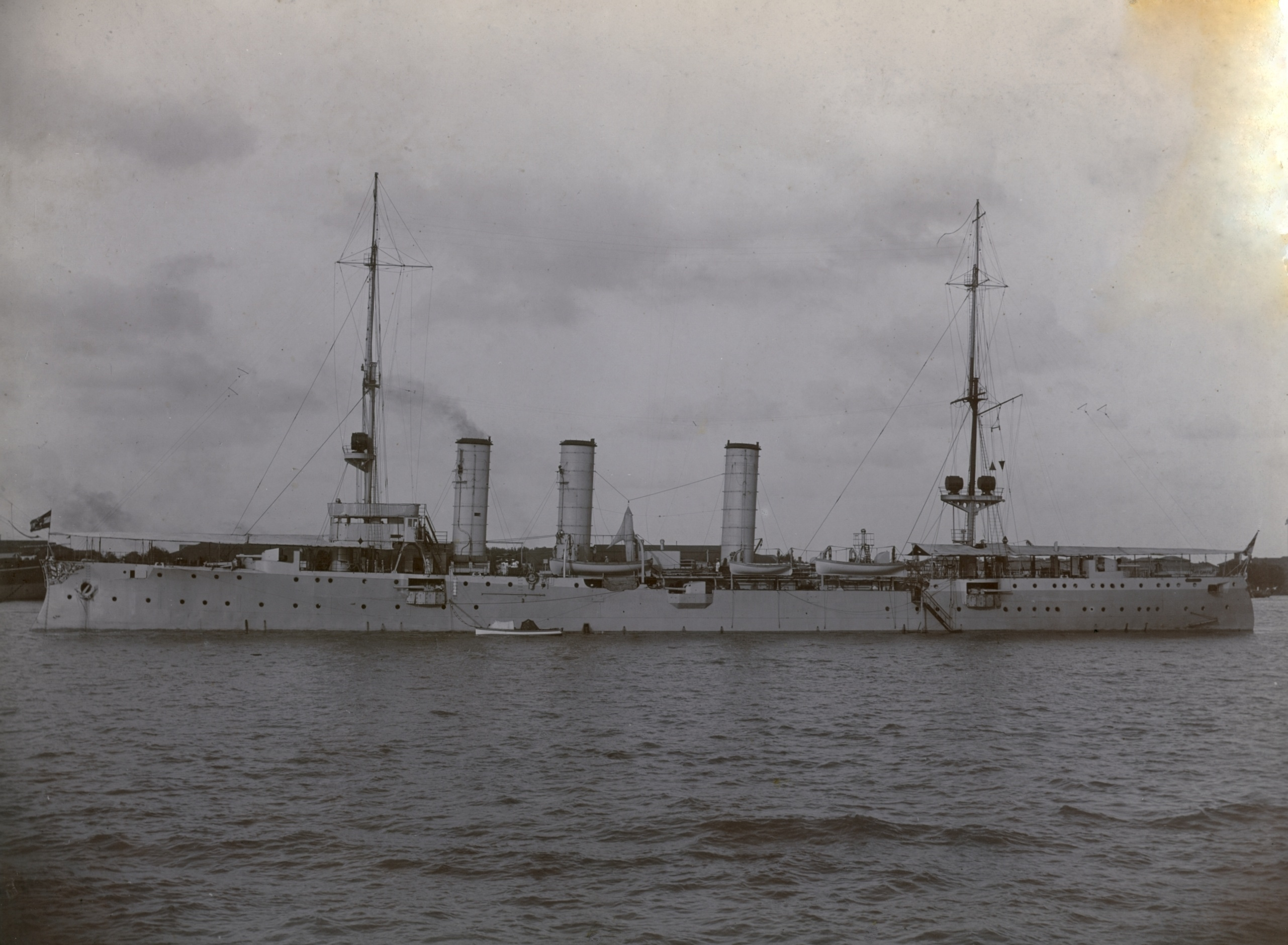
SMS Nürnberg

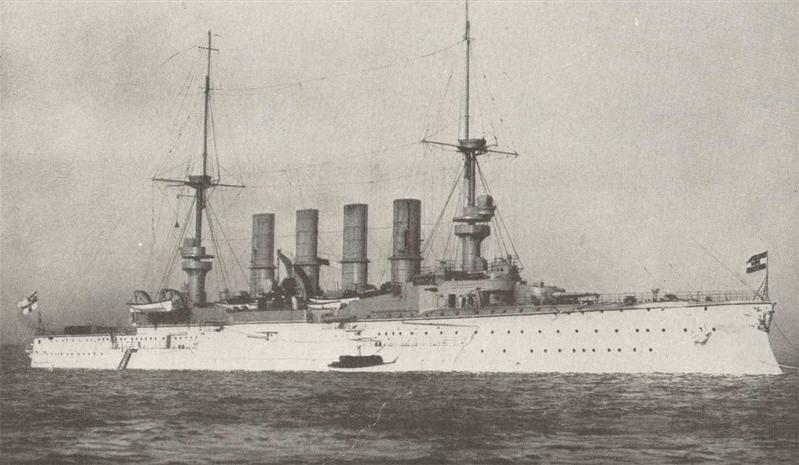
SMS Scharnhorst, a német zászlóshajó egy háború előtti felvételen

A német cirkálóraj december 6-án indult útnak Tűzföld partjai mentén keleti irányba. Az éjszaka folyamán kapták meg az Amasis rádióüzenetét, mely a brit erők Falkland-szigetekről való elvonulását erősítette meg (avagy inkább nem cáfolta meg ezt a hírt). Ezen az éjjel a Leipzig, másnap éjjel a Dresden látta el az elővéd szerepét a pár órás rövid sötétség alatt mindössze 2 tmf távolságra a raj előtt haladva. A Gneisenau parancsnoka, Maerker sorhajókapitány a támadás kivitelezésének esetére a következő tervet ismertette:
„Miután a Gneisenau és a Nürnberg december 8. reggelén kiválnak [a rajból], 14 tengeri mérföldes sebességgel a Pembroke-foktól keletre egy olyan pontra hajóznak, ahonnan beláthatnak Port Stanley-be. Amennyiben a kikötő ellenséges hajóktól mentes, úgy a Nürnberg északi irányba haladva egészen a Berkeley-szorosig feldertést végez, miközben a Gneisenau Port William előtt csónakokat enged le a bejáratnál [feltételezett] aknák keresésére. E csónakok mögött haladva a Nürnberg Port Stanley-ig halad előre, ott elvégzi a zsákmányszerzési és rombolási feladatait. A Gneisenau a Port Williamet és Port Stanley-t összekötő csatornáig követi őt, itt lehorgonyzik és felfegyverzett kuttereket küld a város felőli oldalra a Nürnberg fedezete alatt Kotthaus tengerészfőhadnagy vezetésével, aki egy ultimátumot ad át a kormányzónak és megpróbálja őt fedélzetre venni.”
A hajóraj egyesítését estére (legkésőbb 19:30-ra) tervezték. December 7-én a Maerker kérelmezte a rajparancsnokánál egy újabb könnyűcirkálónak az akcióban őrhajóként való részvételét, mire azt a választ kapta, hogy az egész hajóraj a kikötő előtt vesz majd fel állást.
December 7-én a vállalkozásra kijelölt hajókon előkészületeket tettek a partraszállási és aknakeresési műveletekre, majd az este folyamán a zászlóshajóról jelt adtak az akció 8-án történő kivitelezésére a következő üzenet révén:
„Délelőtt 5 órától a Gneisenau és a Nürnberg egy a Pembroke világtótoronytól 5 tengeri mérföldre lévő pont felé veszik az irányt, melyet délelőtt 8 órára kell elérniük. A zöm 15 tengeri mérföld távolságot tartva követi őket. Kazánokat felfűteni 18 tengeri mérföldes sebességhez.”
December 7-8. éjszakáján a hajók nyomvonalban haladva 10 csomós sebességgel közeledtek a Falkland-szigetek keleti feléhez. Közben a Scharnhorst egy hosszabb rádióüzenetet küldött a Port Santa Elenában horgonyzó Eleonore Woermann gőzösnek, mellyel feltehetőleg a hajóraj későbbi érkezését tudatták vele. December 8-án reggel az idő tiszta volt és a tenger nyugodt, enyhe északnyugati szél fújt. A szárazföldet már 60 tmf távolságból ki lehetett venni hajnali 02:00 körül. 05:00-kor a Gneisenau és a Nürnberg az előre egyeztetett jelzés után a Pembroke-fok (a szigetek legkeletibb pontja a Port William déli oldalán kinyúló földnyelv végén) felé vette az irányt és 14 csomóra fokozták a sebességüket. A szárazföldi objektumokból hamarosan megállapíthatták, hogy nem fognak tudni odaérni a kijelölt helyre a meghatározott időben, 09:00-re (helyi idő szerinti 09:30-ra).
A part felé közeledve [helyi idő szerinti] 08:30-tól megfigyelhetők voltak a rádióállomás oszlopai valamint egyes hajók árboccsúcsai, majd 08:30 után a Pembroke-világítótoronytól keletre egy gőzhajó kéményfüstjét észlelték a német hajókról, mely balra, azaz a kikötő bejárata felé haladt. Ez a Macedonia segédcirkáló volt. A két kikötőt ekkor még eltakarták a dombok, de egyre több kéményfüst vált látható felettük, melyek végül sűrű gomolyaggá egyesültek. A német hajókon először azt gondolták, hogy a szénkészleteket gyújtják meg itt is, mint korábban a Papeete elleni támadáskor a pánikba esett franciák tették. Lassan azonban megpillantották a kémények tetejét is és 09:00-re már nyilvánvaló volt, hogy hadihajók vannak a kikötőben. A típusukat még nem tudták meghatározni, de a Gneisenau néhány tisztje háromlábú árbocokat vélt felfedezni a nagy füstben, ami csatacirkálók jelenlétére utalt. A hajóparancsnok azonban úgy vélte, csak szintén háromlábú árbóccal rendelkező Canopus-osztályú csatahajókról illetve Kent-osztályú cirkálókról van szó valamint egy vagy két Glasgow-osztályú könnyűcirkálóról és a zászlóshajónak küldött rádióüzenetében mindegyik említett osztályból 2-2 jelenlétét említette. Hamarosan egy a kikötőből kifutóban lévő háromkéményes páncélos cirkálót észleltek a dombok mögül előbújni, melyet a Kentként azonosítottak. A Gneisenau ekkor 17 csomóra gyorsított, hogy a Kentet még a bejáratnál elkaphassa.

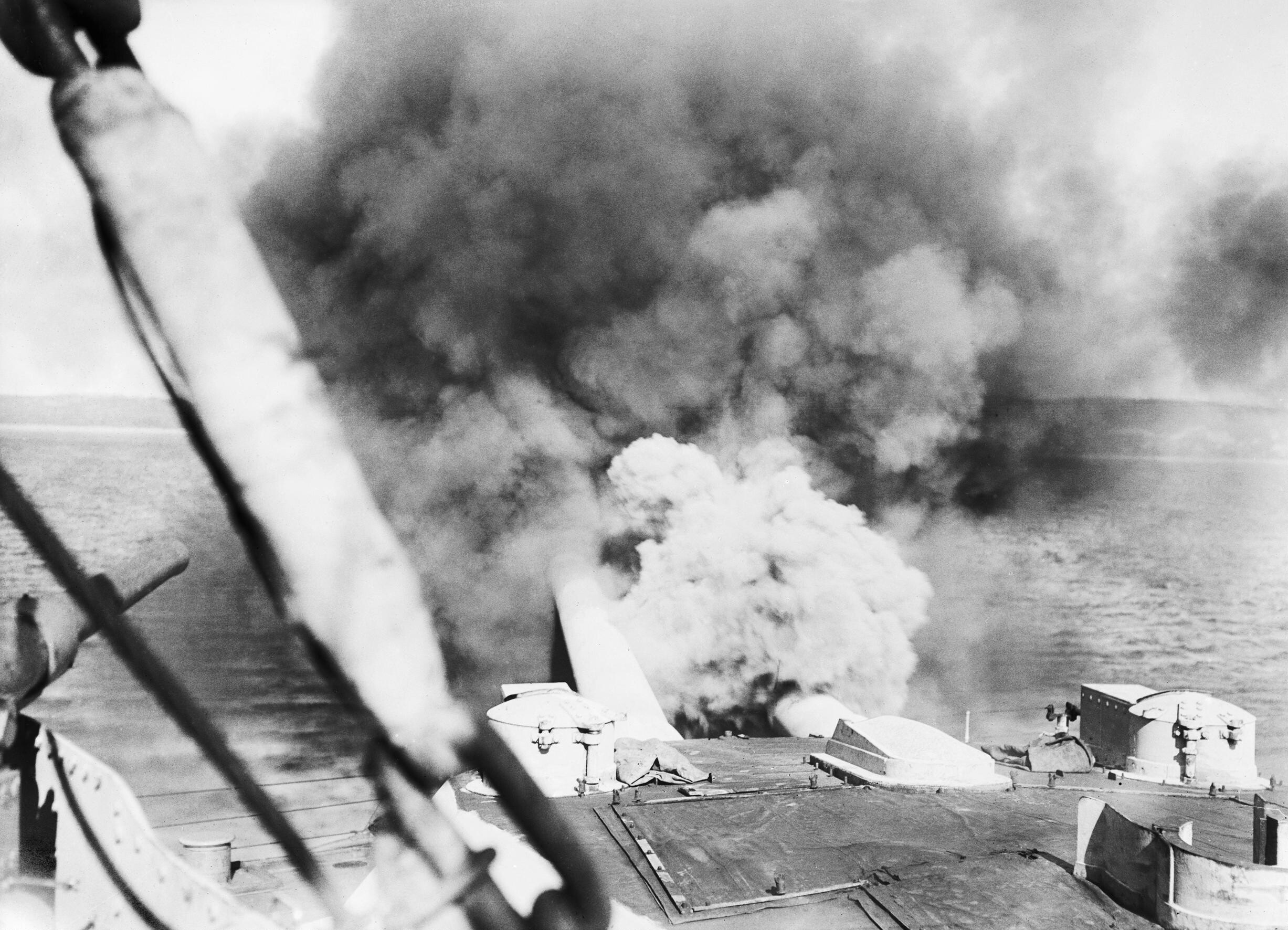
A Canopus 305 mm-es ágyúi elsütésükkor (Dardanellák, 1915. március)

Röviddel 09:30 előtt a Gneisenautól balra 2-3000 méter távolságban Port Stanley irányában két nagy kaliberű lövedék becsapódását észlelték a vízfelszínen, majd hamarosan újabb kettőét már közelebb hozzájuk. A Gneisenaun ekkor megszólaltak a harcra való felkészülést jelző dobok és felvonták a csúcszászlókat. A két német cirkáló keletnek fordult, hogy a belövést megnehezítsék, majd nyolc vonásnyit (90°) kanyarodva ismét a kikötő bejárata felé fordultak épp, mikor a zászlóshajótól rádióüzenet érkezett:
„Harcot kerülni, gyülekezni északkeleti irányon, nagy sebességet felvenni.” – majd röviddel rá egy újabb: „Minden kazánt felfűteni.”
Miután a Gneisenaut és a Nürnberget a feladat végrehajtására küldte, Spee a hajóraj nagyobbik részével változatlan útvonalon, csökkentett sebességgel haladt tovább. 09:00-kor a sebességet 18 csomóra fokozták és felkészültek egy esetleges összecsapásra. A Gneisenaura nehéztüzérség által leadott lövések nyilvánvalóvá tették, hogy a Canopus a kikötőben van és leadták a gyülekezésre utasító jelzést. A zöm hajói növelték a sebességüket lassan jobbra, keleti irányba kanyarodva. A kísérőhajókat a hajórajnak kijelölt helytől délkeleti irányban 20 tmf távolságra lévő pozícióra küldték, majd dél körül a D 54° Ny 57° koordinátákon jelöltek ki számukra gyülekezési helyet, délután pedig a Picton-szigethez való visszatérést kapták parancsba. Röviddel 10:00 után a Leipzigről figyeltek meg egy háromlábú árbocot a dombok vonulata között egy bevágásban. A Gneisenau és a Nürnberg nagy sebességgel haladt délkeletnek, hogy a zömhöz minél előbb csatlakozhassanak és 11:00-kor már meg is előzték azt, majd pedig lelassítottak, hogy a zöm felzárkózhasson mögéjük. Két kilométeres távolságból a Scharnhorst 18 csomós sebesség tartására utasított („18 Seemeilen laufen”). A sebességet fokozatosan 22 csomóra növelték, az irányt pedig jobbfelé módosították, mígnem délkeleti irányra álltak. A hajói hogy egymást ne zavarják, Spee engedélyezte számukra a nyomvonalon kívüli haladást. A Nürnberg a Gneisenau mellett haladva tartotta utóbbival a lépést. A Dresden engedélyt kért és kapott a saját sebessége szerinti haladásra és a bal oldalon hamar előretört, míg a legöregebb Leipzig valamelyest lemaradt.
Eközben a német cirkálókról láthatták, amint nyolc hajó hagyja el Port Williamet és közülük hat az üldözésükre indul. A legelsőként kifutó Kent hamarosan lemaradt, de a Glasgow a bal oldalon gyorsan közeledett és tartotta a vizuális kapcsolatot az elszakadni igyekvő németekkel. Az utána kifutó Cornwall és Carnarvon szintén lassabbaknak bizonyultak és hamarosan már csak a kéményfüstjüket lehetett látni. Az egymástól nagy távolságra haladó brit hajók vonalában hamarosan két újabb ellenség tűnt fel, melyek nagyobb sebességgel haladtak és nagyon erős füstöt eregetve közelítettek. Röviddel 11:00 után egyértelműen csatacirkálókként azonosították őket. Két másik füstfelhő, melyek a Bristoltól és a Macedoniától származtak, közben fokozatosan délnek, a kísérő hajók irányába távolodtak el. Az üldözés közepette mindkét fél hajóin a szokott időben mérték ki az ebédet.
Miután a csatacirkálók látótávolságon belülre kerültek, a Glasgow kihajózott a tűzvonalukból. 12:55-kor az Inflexible 16 km-es távolságból tüzet nyitott a német alakzat jobb szélén haladó és lemaradóban lévő Leipzigre. Az első sortűz rövid volt, majd a következő már a könnyűcirkáló orra előtt nem messze csapódott be, majd egy újabb már csak 100 méterre a bal oldalától a gépház magasságában. Az ezutáni ismét a hajóorron túllőve a közelben csapódott be, mely által keltett vízoszlopot kissé balra kormányozva kerülték ki. A következő Leipzigre leadott 12 lövés mindegyike rövidre sikerült. 13:15-kor a Leipzig a Scharnhorst jelzésére („Leipzig entlassen”) jobbra tért ki. Az Inflexible után az Invincible is alacsony tűzgyorsaságú tüzelésbe kezdett előbb a Leipzigre, majd a páncélos cirkálókra célozva. Spee gróf 13:20-kor a könnyűcirkálóknak az elszakadásra és külön-külön való elmenekülésre („Entlassen – versuchen zu entkommen”), a Gneisenaunak pedig a követésére („Dem Führer folgen”) adott utasítást, majd a Scharnhorsttal bal felé fordulva, kelet-északkeleti irányt vett fel. Ekkor a Nürnberg tőlük jobbra, a Gneisenau magasságában volt, míg a Dresden a bal oldalon előttük haladt. A Gneisenaunak szorosan mögötte kellett elhaladnia, hogy a Scharnhorst nyomvonalába kerülhessen, miközben a Dresden a Nürnberggel jobbra állított kormánylapátokkal elkanyarodott.

### A brit hajók kifutása

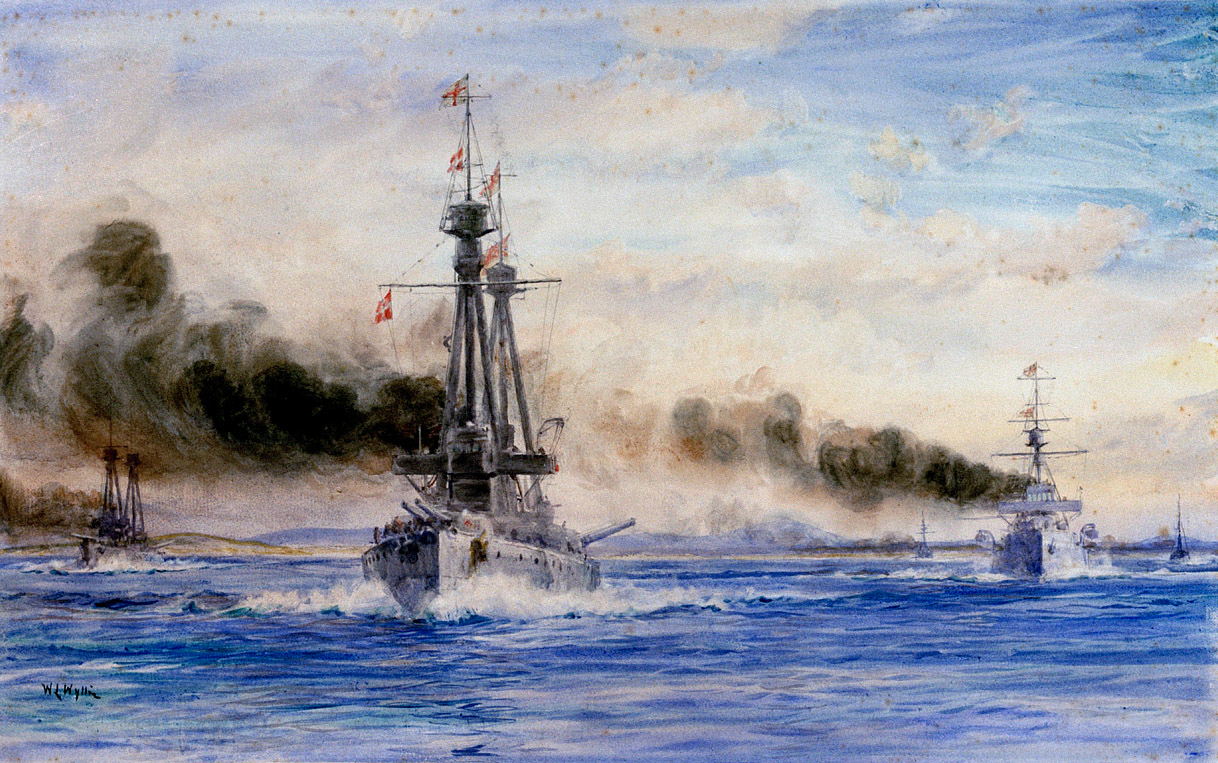
Az Invincible és az Inflexible kihajóznak Port Stanley-ből az üldözésre
(William Lionel Wyllie festménye)

December 8-án 07:50-kor jelentette a Canopus által a Sapper Hillen, egy Stanley-től három kilométerre nyugatra lévő, 60 méter magas dombon felállított jelzőállomás két idegen hajó felbukkanását déli irányban. A hajóraj tengerészeit nagyban lekötötte a szenelés, ezért a zászlóshajón csak 08:00 körül vették észre e jelzéseket, miután a Glasgow egy lövés leadásával felhívta ezekre a figyelmet. 08:10-kor az ekkor őrszolgálatban lévő Kent parancsot kapott a horgony felvonására, majd 08:14-kor az egész hajórajnak szóló „Horgonyfelvonásra felkészülni” zászlójelzést adták le. A Glasgow és a Bristol az összes kazánok azonnali felfűtésére kaptak parancsot, de utóbbi jelezte, hogy a hajtóművének karbantartása miatt csak 11:00-re lesz alkalmas erre, az előbbi pedig egy hajtóműhiba miatt eleinte nem tudta a teljes sebességét elérni. A csatacirkálókat még nem töltötték fel, mikor 08:30-kor a szénvételezést megszakították és a hajókat harcra kész állapotba hozták. Ekkortájt jelentette a jelzőállomás egy második füstoszlop feltűnését délnyugati irányban, majd szintén a jelzőállomásról észlelték és jelentették 09:15 körül a harmadik német csoportnak, az ellátóhajóknak a füstjét.
A németek felbukkanása teljesen váratlanul érte a briteket. Corbett észrevétele szerint nagyon kényelmetlen helyzetbe kerülhettek volna, ha az ellenség a kikötőben lévő, részben szénvételezés alatt álló illetve részben korlátozott mozgásképességű hajóik ellen támadást indítottak volna.
A Kent 08:45-kor futott ki azzal a paranccsal, hogy tartsa szemmel az ellenséget. A kikötő bejáratánál horgonyzó Macedoniát visszarendelték, mivel a Gneisenau és a Nürnberg már 8 mérföldnyire megközelítették, ugyanakkor a német zöm távolságát 20 mérföldre becsülték. A Canopus parancsnoka 09:00-kor engedélyt kért, hogy közvetett célzással tüzet nyithasson az ellenséges cirkálókra. A 10 000 méteres becsült távolságra röviddel 09:30 előtt a csatahajó elülső lövegtornya adott le lövéseket, mely jelentősen rövidre sikerült. A legnagyobb beállítható csőemelkedéssel leadott második pár lövedék repeszei egyes brit megfigyelések szerint eltalálták a Gneisenau tatját, de valójában ezek a lövedékek is távolabb érkeztek le tőle. A német hajók a lövések hatására elkanyarodtak, majd pár perccel később visszafordultak azzal a szándékkal, hogy a Kent ellen intézzenek támadást. Előzőleg Stoddart tengernagy már utasítást kapott, hogy a Carnarvonnal kifutva támogassa és intézzen támadást a német hajók ellen, amennyiben azok a Pembroke-fokot megkerülnék. Mikor azonban a Gneisenau a Kent felé fordult, a tengernagy olyan veszélyesnek ítélte meg a helyzetet, hogy a Kentet visszahívta – épp akkor, mikor Spee visszarendelte a két hajóját a zömhöz.

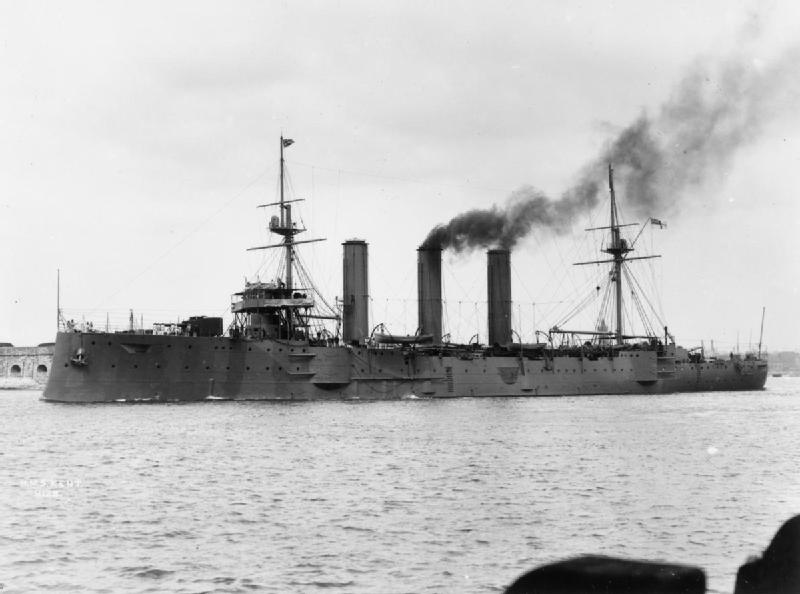
HMS Kent

09:45-re a Bristolt leszámítva az összes brit cirkáló felfűtötte a kazánjait. A horgonyait már felvonó Glasgow parancsot kapott, hogy csatlakozzon a Kenthez annak megfigyelőjeként, Stoddart pedig utasítást kapott a felderítés vezetésének átvételére. 10:00 órára az összes hajó áthaladt az aknazáron, sorban az Inflexible, az Invincible majd a Cornwall. A Glasgow jelentette az ellenséges hajók manővereit, melyeknek az árbocai és kéményei látszódtak a délkeleti horizonton. A kihajózás után 10:20-kor Sturdee zászlójelekkel általános üldözésre (general chase) adott utasítást. Mivel azonban a legnagyobb sebességgel való haladás melletti erős füstképződés teljesen eltakarta az ellenséges hajókat, fél órával később (10:50) Sturdee az Inflexible-nek jelezte, hogy 24 csomóra mérsékli a sebességet, majd a 10:48-kor a németek távolságát 12 mérföldben megadó Glasgow-nak a zászlóshajó előtti három mérföldes távolság tartására adott utasítást a brit tengernagy. Az Inflexible-t valamivel később a zászlóshajó jobb oldala mellé rendelték.
A Carnarvon és a Cornwall messze lemaradtak és Sturdee kérdésére jelentették, hogy csak 20 ill. 22 csomós sebességgel való haladásra képesek. A hajórajt hogy ne engedje túlságosan szétszakadni, röviddel ezt megelőzően a tengernagy elrendelte, hogy a Cornwall a Carnarvon jobb oldalán haladjon. Sturdee 19 csomóra mérsékelte a zászlóshajója sebességét, mivel a tiszta időben az ellenséges hajók jól kivehetők voltak, még a parancsnoki hídjaik is látszódtak, a Glasgow pedig 15 csomóban adta meg a sebességüket. Mivel Sturdee ilyen körülmények között kizártnak tartotta, hogy a németek elmenekülhessenek, a csatacirkálóival ezután is csak 20 csomóval haladt. Ezekkel a rendelkezésekkel a korábban általános üldözésre kiadott parancsa érvényét veszítette. A Carnarvon sebessége 18 csomóra esett vissza, mire dél körül a tengernagy a csatacirkálóihoz való felzárkózásra adott utasítást a Cornwallnak. 11:30-kor engedélyezte az ebédidőt és a szenelések után szükséges tisztálkodás elvégzését a hajók legénységeinek, majd ezt követően hamar 22 csomóra fokozta a sebességet.

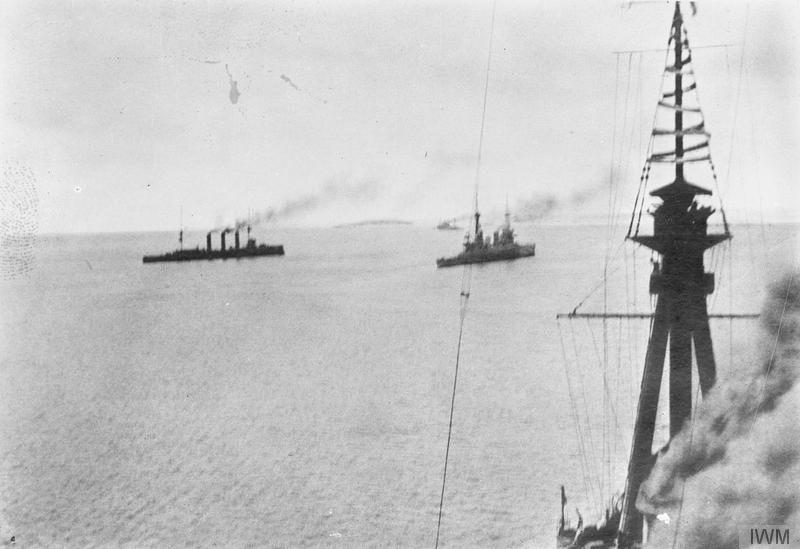
A Port Stanley-ből kifutó brit hajók egy része (Kent, Glasgow, Inflexible – az Invincible-ről fényképezve)

Röviddel 11:00 előtt a Bristol könnyűcirkáló is kifutott és a Port Darwinból beérkezett jelentést, miszerint három gyanús hajót észleltek Port Pleasant (egy Stanley-től 13 km-re délnyugatra lévő öböl) magasságában, továbbította a zászlóshajónak. Sturdee számos olyan jelentést kapott, melyek német tartalékosok dél-amerikai kikötőkből való elszállítását említették, ezért számolt annak lehetőségével, hogy az újonnan észlelt hajók partraszálló csapatokkal érkeznek. Ebből kiindulva a Bristol parancsnokát utasította, hogy a hajójával és a Macedoniával a szállítóhajókat keresse meg és pusztítsa el.
11:15-ig Sturdee a németekével páhuzamos irányban haladt nagyjából keleti irányban. Ekkor a Glasgow jelentette, hogy a német cirkálók jobbra térnek ki, mire 11:25-kor a hajóraját kelet-délkeleti irányra állította, amivel ismét párhuzamosan haladtak a németekkel. Az ebéd kiosztásának elrendelésével egyidőben (11:30-kor) újabb 2 vonásnyi irányváltást rendelt el a rajának, amivel már útiránya metszette a németekét. Ennek ellenére nem tudott a rajával közelebb kerülni hozzájuk, mivel a Carnarvon sebessége 18 csomóra esett vissza. Erre reagálva a tengernagy a csatacirkálóihoz való felzárkózásra adott utasítást a 4 csomóval nagyobb sebességgel is haladni képes Cornwallnak 12:05-kor. A csatacirkálók 20 csomós sebességgel haladtak, de 12:20-kor azt tapasztalták, hogy a németek ismét jobbra tértek ki és a formációjuk megbomlani látszott, amiből a britek azt gondolták, hogy új formációt készülnek felvenni. Ekkor döntött Sturdee a támadás megindítása mellett és ehhez a sebességét 22 csomóra növelte.
Sturdee 12:50-ig a csatacirkálói sebességét 25 csomóra fokozta és ezáltal a németekhez nagyobb tempóban közelített. Az Inflexible azt az utasítást kapta, hogy a zászlóshajótól öt kábelhossznyira (925 m) maradjon le, majd 12:51-kor jelet adott a támadásra. 12:55-kor az Inflexible, majd pár perccel később az Invincible is tüzet nyitott a 16 000 yard távolságra (kb. 14 600 m) lévő Leipzigre. A sebességet eközben maximálisra növelték.
13:20-kor a Scharnhorst jelzésére a könnyűcirkálók déli irányra állva igyekeztek elmenekülni, ő pedig a két páncélos cirkálójával északkeletnek fordult. A Gneisenau ezután a Scharnhorst mögött foglalt el pozíciót.
A könnyűcirkálókat a korábban egyeztetetteknek megfelelően a Kent és a Cornwall, 13:33-tól pedig már a Glasgow is üldözőbe vette. A csatacirkálók a három német könnyűcirkáló elszakadása után a páncélos cirkálókra helyezték át a tüzüket és az Inflexible a Scharnhorstot, az Invincible a Gneisenaut lőtte.

### A páncélos cirkálók harca

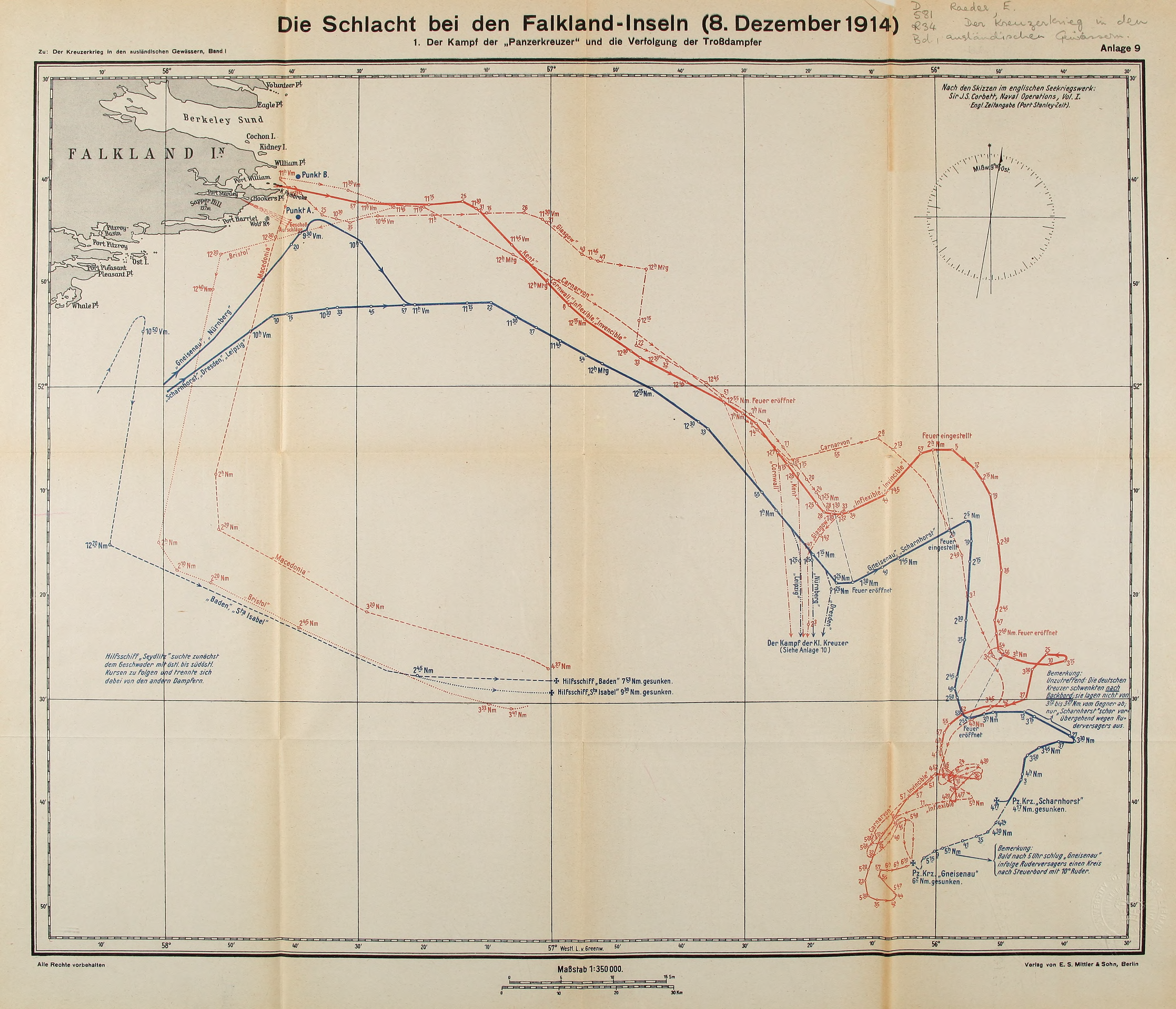
A páncélos cirkálók harca a csatacirkálókkal

#### Első fázis
Spee gróf felismerve, hogy a tiszta időben a jó látási körülmények miatt az egész hajóraja nem fog tudni megmenekülni, ezért úgy döntött, hogy a páncélos cirkálóival felvállalja a harcot a csatacirkálókkal, és ennek során igyekszik a tüzérségének kedvező taktikai helyzetbe kerülni. Az északkeleti irány felvételével a szélvédett oldalra tudott kerülni, ami a gyenge szél miatt a kedvezőbb volt. A britek csatacirkálói ekkor a szélfelőli oldalon voltak, és ezért sűrű, sárgásbarna kéményfüstjükbe voltak burkolózva, amit a lőporfüst még tovább fokozott. A hajók bal hátsó felét érő szél miatt ez olyannyira ellepte őket, hogy sokszor az árbocaikon kívül legtöbbször csak a tatjukat, ritkábban a bal oldalukat lehetett látni. A füst a brit cirkálók elől – főként a zászlóshajó mögött haladó Inflexible számára – elrejtette a német hajókat, így ezek fedélzetéről nehéz volt bemérni a távolságot, és megfigyelni a lövedékek becsapódásait, különösen a nagy távolságokból leadott lövések során. A nagy távolságok eleinte a német páncélos cirkálók közepes tüzérségének sem kedveztek, mivel a 15 cm-es lövegek maximális csőemelkedés melletti hatótávolsága 135 hm (13,5 km), a kazamatákban elhelyezett 21 cm-eseké csak 123 hm (12,3 km) volt. Ezért Spee a 13:30-kor végrehajtott baloldali fordulója utáni tűznyitásakor a 15 km-es távolság miatt először csak a lövegtornyokban elhelyezett négy 21 cm-es löveget használhatta, de az ellenség felé közelítő gyors manőverrel a távolságot hamar 11 km-re csökkentette, és a tüzérségét teljes mértékben kihasználhatta. A német tüzérek hamar belőtték maguknak a célpontokat, és a brit feljegyzések szerint már a harmadik sortűzzel elérték az első találatot az Invincible-n. A Scharnhorst által 13:44-kor elért találat az övpáncélján érte, és bár nagy rázkódást keltett, a hajóban nem esett kár. A 15 cm-es lövegek kezelői is gyorsan belőtték maguknak a távolságot, ezért Sturdee 13:44-kor egy két vonásos (22,5°) kitérő manővert rendelt el északi irányba, amit a német hajókról ennél jóval nagyobb mértékűként észleltek. A távolság így hamarosan ismét 15 km-re nőtt. Spee nem követte le a brit manővert, hanem a kínálkozó lehetőséget a túlerőben lévő ellenségtől való elszakadásra igyekezett felhasználni, és ennek megfelelően délnek fordult a távolság gyorsabb növelése céljából.

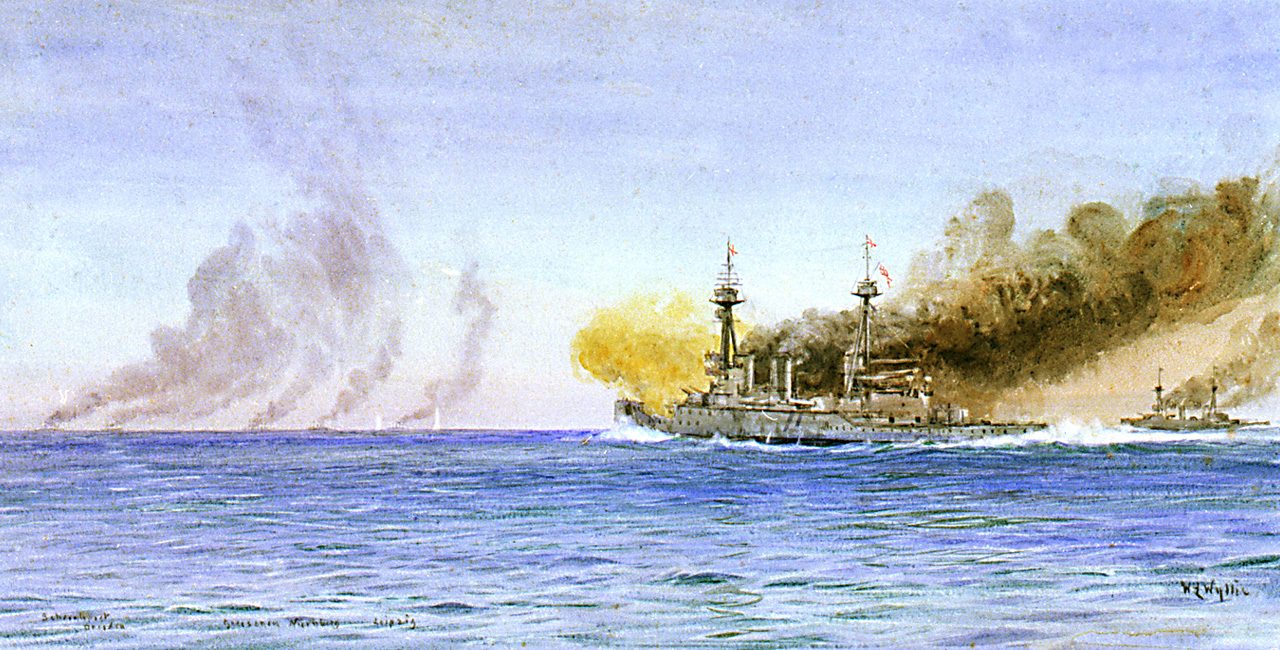
Falkland Islands
(William Lionel Wyllie alkotása)

A csata első fázisában a Gneisenaut két 30,5 cm-es gránát találta telibe, és elszenvedett egy víz alatti találatot is. A gránátok egy ember halálát és tíz sebesülését okozták. Az egyik lövedék a harmadik kémény hátsó részét érve robbant fel, és nagy repeszdarabok törték át a jobb oldali hátsó 21 cm-es ágyú kazamataállásának plafonját, egyes repeszek még az ez alatt lévő 15 cm-es ágyú kazamatáján át az ez alatti szénraktárba is bejutottak. A találat következtében a 21 cm-es ágyú átmenetileg üzemképtelenné vált. A második súlyos találat a középső fedélzetet érte, ahol összetörte a mentőcsónakokat, és a bal oldal felépítményfedélzetén jelentős pusztítást okozott. Számos repesz fúrta át a fedélzetet és hatolt be a zászlósok étkezdéjébe és a kantinokba, másikak a tiszti étkezdét tették tönkre. A harmadik kárt okozó lövedék az egyik rövidre sikerült sortűzből származott, és a hajó bal oldalának hátsó részén fúrták át a repeszei a hajó oldalát a vízvonal alatt és felett. Emiatt az itteni 8,8 cm-es lőszerraktárt a személyzetének el kellett hagynia. A Gneisenau tisztjeinek megfigyelése szerint a Scharnhorstot sem érték ennél nagyobb károk. A brit megfigyelések egy lehetséges találatot állapítottak meg a német zászlóshajón az összecsapás ezen első részében. A kilőtt 210 darab 30,5 cm-es lövedék melletti 3-4 találat (1,5% körüli találati arány) kiábrándtónak hatott a britek számára, miközben őket folyamatosan villába fogták a németek.

#### Második fázis – aScharnhorstelsüllyedése
A német páncélos cirkálók elfordulását a füstbe burkolózott brit csatacirkálókról nem vették észre azonnal, erre a Carnarvon hívta fel a figyelmüket rádión. A Gneisenau tisztjeinek megfigyelése alapján Stoddart zászlóshajója ezt követően is mint oldalsó megfigyelő szolgálhatott. Miután már előzőleg is enyhén jobbra kanyarodott, 14:05-kor Sturdee 4 vonással (45°) jobbra fordult, egyenesen Spee felé, és fokozta a sebességét. 14:50-kor 15–16 km (Corbett műve szerint 14 km) távolságból ismét tüzet nyitott, miután pár vonással balra fordult, hogy teljes sortüzet tudjon lőni. Spee 14:53-kor, 15 km (brit feljegyzések szerint 13,7 km) távolságra az ellenségtől kanyarodott kelet-északkeleti irányba, hogy hasonlóan tudja viszonozni a tüzet. A britek azonnal lekövették a mozdulatait. 14:55-től (Corbett szerint 14:59-től 12500 yardról – kb. 11,5 km – a 15 cm-es ágyúkkal is) a németek folyamatosan viszonozták a tüzet. A tűzpárbaj hasonló körülmények között zajlott, mint az első alkalommal. Az ellenséges vonalak közelítettek egymáshoz, a becsapódásokat nehéz volt megfigyelni. Sturdee eközben igyekezett meggátolni, hogy Spee a másodlagos tüzérségét is bevethesse, ezért amint a távolság 11,5–12 km-re csökkent, ismét növelni igyekezett azt.

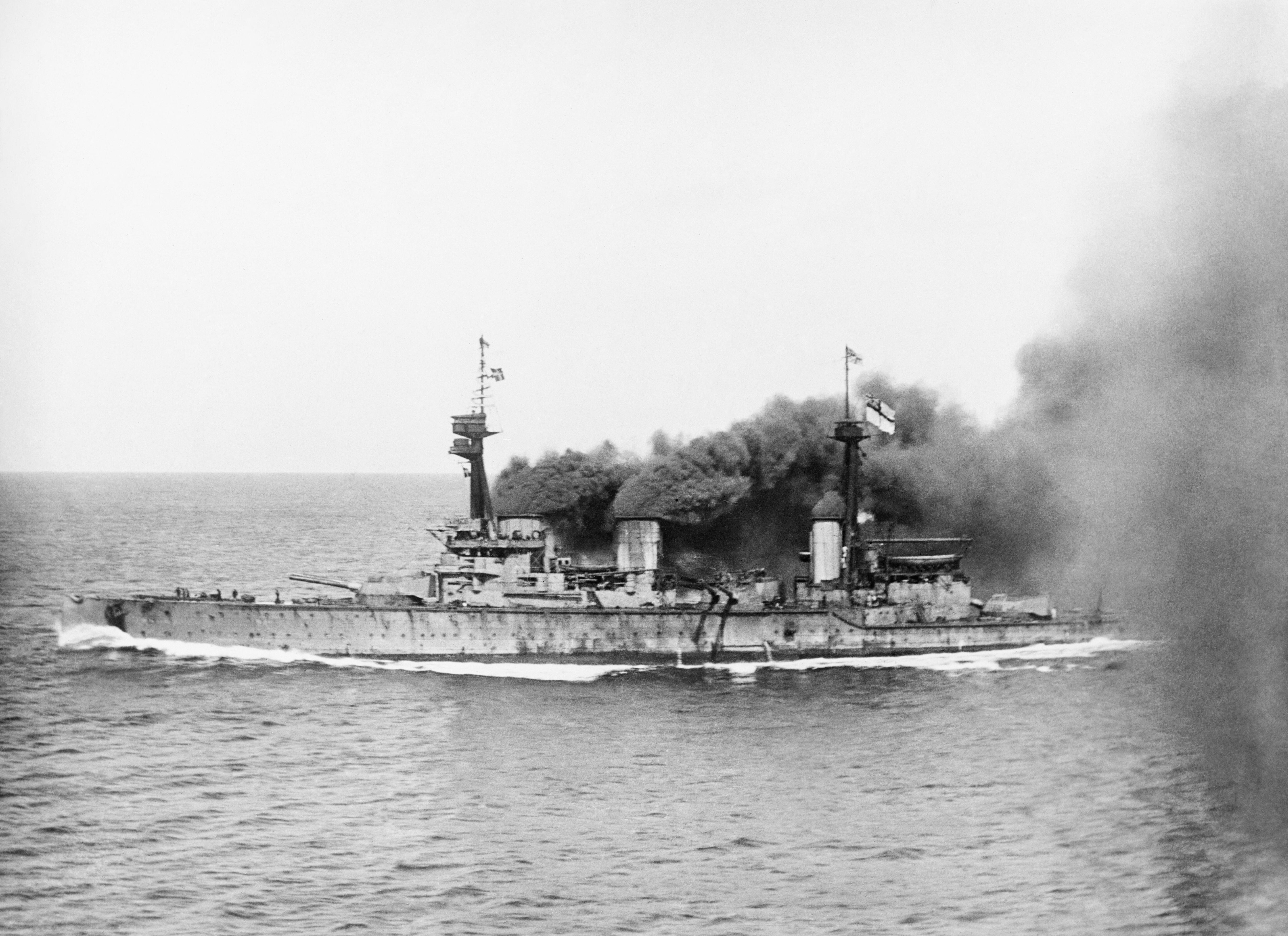
Az Invincible egy a csata idején készült fényképen

A Scharnhorstot számos súlyos találat érte ekkortájt, és több helyen lángba borult, a lövéseket kezdte ritkábban leadni. 15:15-kor ellőtték a harmadik kéményét. A csatacirkálókat is több találat érte közben, de jelentős károkat ezek nem okoztak. A kémények és a lőpor füstje azonban egyre elviselhetetlenebb lett, ezért Sturdee 15:15-kor bal oldalra kanyarodva kört írt le a hajójával, és így az Inflexible került az élre.
A német ágyúk célzóberendezését az ilyen nagy gyorsasággal haladó, és ilyen nagy távolságra (14 000 m) lévő célpontok ellen már nem lehetett beállítani, ezért a lövegparancsnokok azt az utasítást kapták, hogy a beállítható előretartáson túl még egy-másfél hajóhossznyit tartsanak előre célzáskor. Egy újabb 4 vonásos (45°) baloldali forduló azzal járt, hogy a kéményfüst okozta hátrányok ugyanolyanok lettek, mint korábban voltak. 15:27-kor Spee balra kanyarodott el, a britekével ellentétes irányra állva, hogy megakadályozza azok szélvédett oldalra való kerülését, melynek révén Sturdee körkörös haladás közbeni harcra (Kreisgefecht) kényszeríthette volna a páncélos cirkálóit. Sturdee – a németek szerint tévesen – úgy vélte, hogy Spee az ő vonala előtt akar elhaladni. Spee azonban a manőverrel csak arra törekedett, hogy a hajóit az új irány felvétele után is az élen tartsa. A német hivatalos történetírás a britek által közreadott térképvázlaton kifogásolja, hogy Spee irányát 15:12 és 15:27 között egy jobboldali kanyarodással elért dél-délkeletinek adják meg, holott az a Gneisenau túlélői szerint egy enyhe balra kanyarodás volt, melynek révén keleti irányban haladtak. A tévedést szerintük talán a Scharnhorst kormányművénél fellépő és rövid ideig tartó meghibásodás okozhatta, ami miatt valóban rövid ideig jobbra tartott, de hamar vissza tudott sorolni a Gneisenau elé.
15:37-kor a párhuzamos vonalak közötti harc nyugat-délnyugati irányban haladva 11 000 m (brit adatok szerint 9000 m) távolságból ismét megindult.
A zászlóshajó manőverei révén a Gneisenau tisztjei megfigyelhették az annak oldalát ért sérüléseket. A bal oldalának elülső és jobb oldalának hátulsó részén nagy lyukak keletkeztek, a merülése egy méterrel nőtt, a fedélzetén pedig nagy tüzek voltak láthatóak. Mivel ekkor az Inflexible haladt az élen, a Scharnhorst ezt a csatacirkálót vette célba időnként a 15 cm-es lövegeivel is, míg a Gneisenau a mögötte haladó Invincible-t lőtte.
A brit híradások a saját hajóik manővereiről innentől bizonytalanná válnak. Sturdee például azt jelentette, hogy az általa végrehajtott teljes forduló után az Inflexible elé került vissza, míg az Inflexible feljegyzései – a német állításokkal összhangban – arról számolnak be, hogy a zászlóshajójuk mögéjük érkezett meg, és ekkor ők haladtak az élen. A csatáról készített brit térképvázlat nem tartalmazza az ellenséges hajók helyzetére vonatkozó adatokat, ami miatt Raeder ezek tartalmát nem tartja kifogástalannak, és arra a következtetésre jut, hogy a brit oldalon a nyomasztó tűzerőbeli fölény ellenére is nagy idegesség és bizonytalanság lett úrrá. Megjegyzi továbbá, hogy a háború során minden német hajón folyamatosan elvégezték ezen adatok rögzítését harci körülmények között is.
A csata nagyjából ezen szakaszában Maerker és Spee között az alábbi üzenetváltás zajlott le:
„A Scharnhorstnak: Miért van a tengernagyi lobogó félárbócra eresztve? A tengernagy halott?”
„Tengernagy a parancsnoknak: Mostanáig még jól vagyok; sikerült eltalálnia valamit?”
„Parancsnok a tengernagynak: Itt nem lehetett megfigyelni semmit a füst miatt.”
„Tengernagy a parancsnoknak: Mégis igazuk volt.”
A zászlóshajóhoz intézett kérdés a tengernagy egészsége felől azért volt indokolt, mert Maerker sorhajókapitány volt Spee után a rangidős, így elhalálozása esetén neki kellett volna átvenni az irányítást. Az utolsó üzenetről feltételezik, hogy Maerkernek a vállalkozás elleni aggályaira utalt, mivel ő erősen ellenezte a Spee által szorgalmazott rajtaütést.

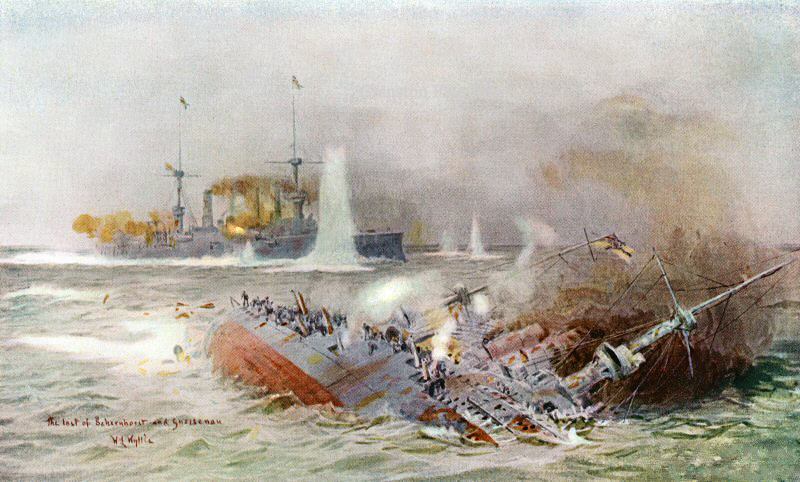
A Scharnhorst süllyedőben, míg a háttérben a Gneisenau tovább harcol William Lionel Wyllie alkotásán

Sturdee hamarosan 14 000 méteren túlra növelte a távolságot, így a németek ismét csak a lövegtornyokban elhelyezett 21 cm-es ágyúikra hagyatkozhattak. Az új irány felvétele ellenére a briteknek mégis hamar sikerült a németek elé kerülni, mivel azok sebessége a számos víz alatti találattól jelentősen lecsökkent. 15:55-től az ellenség már inkább igyekezett csökkenteni a távolságot, mivel vélhetőleg érezte a német zászlóshajó harcképességének erős visszaesését. Röviddel 16:00 előtt Spee a Gneisenau parancsnokának a következő zászlójelzést adta le: „Ha a gépei még érintetlenek, próbáljon meg elmenekülni.” Röviddel ezután a Scharnhorst egy 8 vonással (90°) jobbra tett kanyarodással az ellenség irányába fordult azzal a nyilvánvaló szándékkal, hogy elsüllyedése előtt még bevesse a torpedóit, és ezzel tehermentesítse a testvérhajóját. A Scharnhorst ekkor már jóval nagyobb mértékben meg volt süllyedve, mint a korábbi észlelés során, és a víz már a 15 cm-es ágyúk kazamatáiig ért, miközben erősen meg volt már dőlve balra. Nagy mennyiségű gőz áramlott ki belőle, a hídja alatt és a hátsó részén lángokban állt. Mikor az eleje már csak két méterre volt kint a vízből, az elülső lövegtorony lövegei még egyszer utoljára eldördültek, majd ezt követően felvont lobogókkal és járó hajtóművekkel felborult, és 16:17-kor gyorsan süllyedve elmerült a vízben. Az ellenség nem tett kísérletet a hajótöröttek kimentésére, habár a sérült és egyedül küzdő Gneisenaunak három ellenfele is akadt. Corbett ezt azzal magyarázta, hogy nem lehetett gondolni a mentésre, mivel a Gneisenau lekötötte a brit hajók összes figyelmét.
Azzal, hogy a láthatóan mentőcsónakokkal nem rendelkező hajótörötteket hátrahagyták, egyben a sorsukat is megpecsételték. Később már nem lehetett volna őket kimenteni, mivel bár a déli féltekén nyár volt, és ezen a messzi déli szélességen olyan hosszúak voltak a nappalok, mint egy június 10. körüli napon Berlinben, a víz mindössze 3-4 °C-os volt, és emiatt a túlélők nagyon hamar végzetesen kihűltek és életüket veszítették.

#### Harmadik fázis – aGneisenauelsüllyedése
A Gneisenau megfigyelése szerint a brit csatacirkálók a Scharnhorst közeledésére előbb erős kitérő manőverbe kezdtek még 16:17 előtt, majd tovább növelték az időközben 9000 méteresre csökkent távolságot a már csak 16 csomóval haladó, és korábbi útirányát tartó Gneisenautól. (lásd Ábra) A britek csak 13 000 m távolságból manővereztek újra a harc felvételéhez.
Az ettől eltérő brit verzió szerint a csatacirkálóik manőverei nem voltak összhangban. Míg az Invincible a németek nyugati irányvonalát keresztező déli irányt tartotta, tovább közeledve a már láthatóan megpecsételt sorsú Scharnhorst felé, addig az Inflexible megpróbált a Gneisenau mögött elhaladva annak a szélvédett oldalára kerülni, és így kedvezőbb pozícióba jutni. 16:30-kor fel kellett hagynia a kísérlettel, mivel a zászlóshajója a várakozások ellenére nem járt el hasonlóképp, hanem az Inflexible-nek és az időközben felzárkózó Carnarvonnak a „Nyomvonal” jelzést adta le, mire előbbi 16:44-kor visszatért testvérhajója mögé. Néhány perc eltelte után, 16:50-kor az Inflexible bal felé ismét kivált az alakzatból, azzal a nyilvánvaló szándékkal, hogy önállóan cselekedve úrrá legyen a füst okozta gondokon, melyen Sturdee eddigi manőverei nem tudtak segíteni. Corbett ezt a következőképpen írta le:

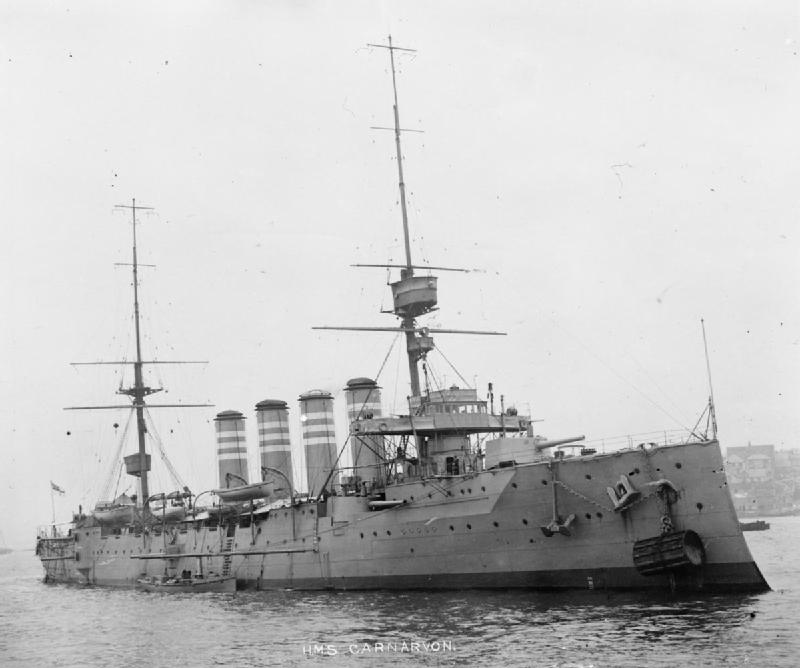
HMS Carnarvon

„Végül, az Inflexible-t olyannyira elvakította a fojtogató füst, hogy miután megpróbálta megelőzni a zászlóshajót a szél felőli oldalról, elkeseredettségében visszatért és 14 vonásnyira [közel 160°] helyezkedett balra a csatavonaltól…”
Míg az Invincible a Gneisenauval párhuzamosan haladt, és folyamatosan közeledett hozzá, addig a délkeleti irányba haladó Inflexible a jobb oldali tüzérségét is harcba vethette, és 17:00 körül a zászlóshajója felé kanyarodott, amivel a Gneisenaut ismét a bal oldalára vette. Ekkorra a Carnarvon is elég közel került a láthatólag már lassabban haladó Gneisenauhoz ahhoz, hogy tüzet nyithasson rá, így egyszerre három különböző irányból lőtték a német cirkálót, de az továbbra is ellenállt. Pochhammer korvettkapitány, a Gneisenau első tisztje, a csata rangidős német túlélője a hajója utolsó perceire a következőképpen emlékezik vissza:
„[A Carnarvon] Közben a Scharnhorst elsüllyedésének közvetlen közelében haladt el, de hajótöröttek kimentésére nem tett erőfeszítést. 16:30-kor a csatacirkálók a Gneisenau tüze elől kitérve 8500 méterről 13000-re növelték ismét a távolságot.
16:45-kor az Inflexible nagy ívben hátulról megkerülte a Gneisenaut azzal a nyilvánvaló szándékkal, hogy közrefogjanak minket. Míg az Invincible-re való kilátás a saját hajónk füstje, a lőporfüst és a röviden érkező lövedékek vízoszlopai miatt korlátozott volt, a Gneisenau, melynek a kormányművénél a Carnarvonról vagy már korábban az Inflexible-ről érkező tűz problémákat okozott, alacsony sebesség mellett 10°-kal jobbra kezdett kanyarodni és így [megfordulva] a bal oldala került harcba. 17:10-kor megpróbálkoztunk a tüzérség kaliber szerinti megosztásával – a 21 cm-es ágyúkkal az Inflexible-t, a 15 cm-esekkel a Carnarvont – mindkét hajót célba venni. A 15 cm-es üteg azonban már olyan mértékben károsodott, hogy a parancsot nem tudta végrehajtani. Három-négy a Carnarvonra leadott sortűz leadása után, melyek révén sikerült találatot elérni a páncélos cirkálón, a baloldali kazamatákban elhelyezett 21 cm-es lövegek is használhatatlanná váltak. A hátulsó torony egy ideje már 90°-os helyzetben elakadva állt. Egyedül már csak az elülső 21 cm-es lövegtorony volt harcképes állapotban. Mivel azonban az összes lőszerét ellőtte és a kazamatáktól kellett lövedékeket előre hozni, szünetet kellett tartania a tüzelésben. Az Inflexible abban a hitben, hogy a Gneisenau már le lett győzve, beszüntette a tüzelést, és ahogy később a parancsnoka elmondta nekem, igyekezett felhívni az angol tengernagy figyelmét a mi állapotunkra. Amikor azonban az elülső torony a következő utastást kapta: „Önállóan az Inflexible-re tüzelni” és ismét lőni kezdett, az Inflexible is újra tüzet nyitott. A Gneisenau többek között az oldalába kapott egy telitalálatot az elülső kötözőhelynél, mely a hátsó lövegtorony kiesése után sebesültekkel volt tele. A hatás a hajó közepén lévő lőszerfelvonóban is érződött és a tartalék muníció elülső toronyhoz való szállítását is megszakította. Mikor a lövegtorony a munícióutánpótlás elmaradását, a vezető mérnök a hajtóművek gőz nélkül maradását, az első tiszt pedig a szivattyúzás hatástalanságát jelentette, 17:20-kor a parancsnok kiadta a következő parancsot: „A hajót elsüllyesztéshez felkészíteni” – „Gőzt gyűjteni a hátramenethez”, utóbbit azzal a szándékkal, hogy a hajó elhagyását megkönnyítse a személyzet számára. A legénységet a fedélzetre rendelték és utasításba adták, hogy függőágyakat és más úszóképes tárgyakat vegyenek magukhoz. 17:25-kor a jobb oldali torpedóvető csőből kilőttek egy torpedót és a csövet a helyiség elöntéséhez nyitva hagyták. 17:35-kor a parancsnok a következő parancsokat adta ki: „Robbantás”, majd „Lassú menetben hátra”. Nem hiszem, hogy az utóbbit már végre lehetett volna hajtani. A hajó, mely már 10°-kal meg volt dőlve jobbra, előbb lassan, majd egy rövid rántással jobbra dőlt és leszámítva az előárbóc ellőtt lobogóját, teljes lobogózattal átfordult és 17:45-kor elsüllyedt, miután a parancsnok háromszoros hurrát kiáltatott Őfelségének a császárnak. („Drei Hurras für Seine Majestät den Kaiser”)
A Gneisenau kimentett tisztjeinek leveleiből szerzett további információk alapján a cirkáló utolsó percei a következőképpen rekonstruálhatók:
4 óra 50 perckor az Inflexible balra fordult és nagy távolságot tartva a Gneisenau bal oldalára került, folyamatosan lövetve azt.
5 órakor a Gneisenau jobb oldali kazamatákban elhelyezett 15 cm-es és 21 cm-es lövegei használhatatlanná válnak. Az összeköttetések megszakadtak. A hátsó torony 90°-os állásnál megszorul. A hajó már alig halad, így a füst, a lőporfüst és az Invincible lyddit-lövedékeinek vízoszlopai, melyek többnyire 50-100 méterre röviden csapódnak be, a jobb oldalra való tüzelést lehetetlenné teszik.
5 óra 10 perckor nagy távolságból vívott tűzharc a bal oldalon lévő Inflexible-vel. A 15 cm-es kazamatalövegekkel nincs már összeköttetés. Az összes 15 cm-es löveg használhatatlan, nincs már összeköttetés a 21 cm-es kazamatalövegekkel és toronnyal. Az elülső torony önállóan lő tovább. Az Inflexible beszünteti a tüzelést.
Az elülső torony lead egy lövést; a lőszerfelvonót ért találat következtében lehetetlen a muníció szállítása, a toronynak nincs több lőszere. Az Inflexible 14-15 lövéssel viszonozza a tüzet, az Invincible tovább lő. A tatnál lévő torpedóterem és a kormányműterem használhatatlan.
5 óra 10 perckor a vezető mérnök jelenti: „Nincs már több gőz, a szivattyúk nem bírják [kiemelni a betörő vizet]”.
A tüzérség már nem bevethető, a parancsnok utasítása: „Hajót elsüllyesztéshez felkészíteni.” 
5 óra 35 perckor a torpedóvető csöveket kinyitják és a robbantást a gépházban előkészítik. A hajóba sok víz ömlik be.
5 óra 40 perckor minden embert a fedélzetre rendelnek, három hurrá Őfelsége a Császár személyének.
A hajó jobb oldalára dőlve átfordul. Egy pillanatra a gerincével felfele lebeg és 6 óra fele előbb a tatja merül el, kísérve a vízben lévő személyzet háromszoros hurrá-kiáltásával.

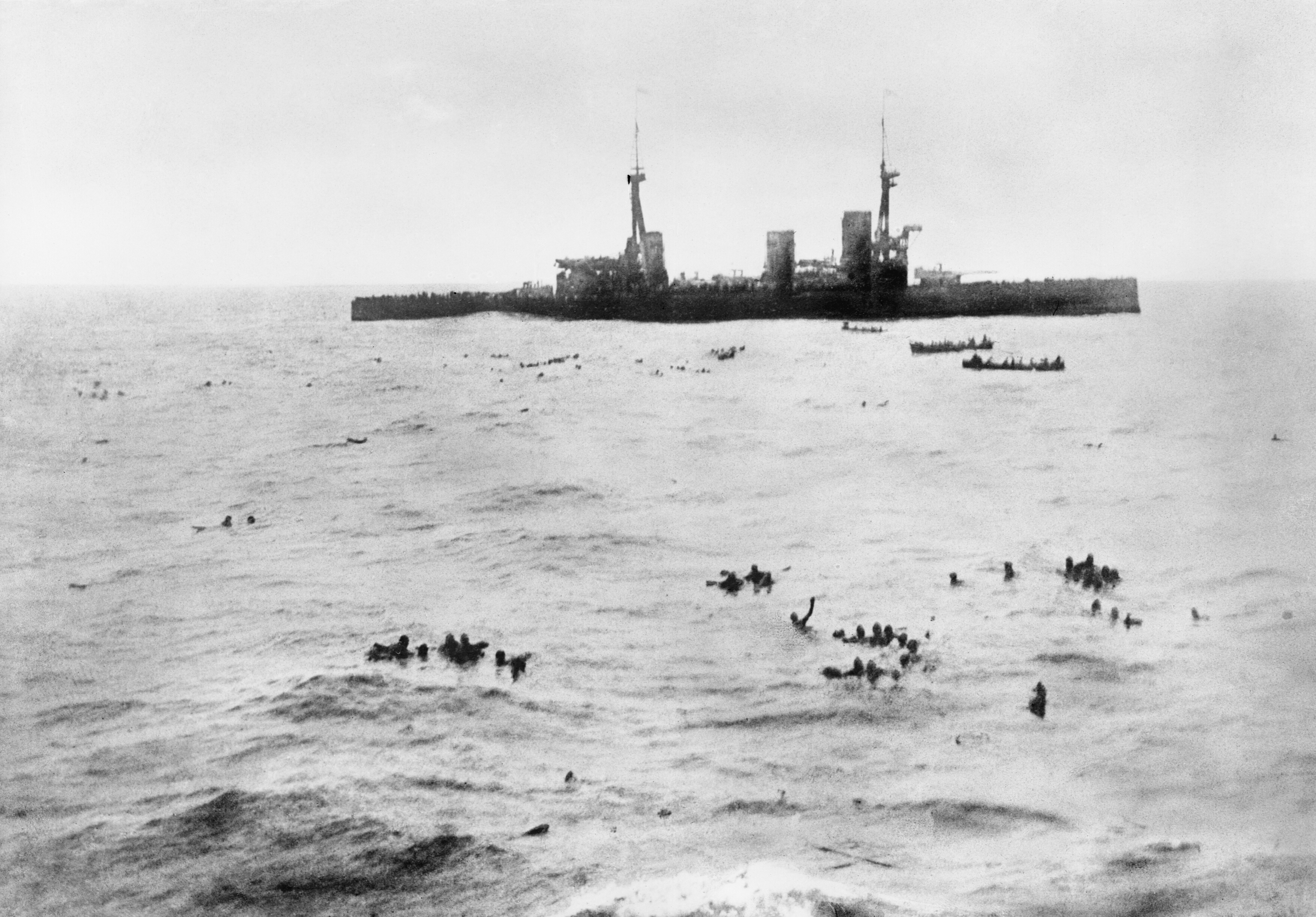
Az Inflexible a Gneisenau hajótörötteinek mentése közben

17:20-tól a brit cirkálók óvatosan közelítettek a Gneisenau felé. Mikor úgy tűnt, hogy felhagy a tüzeléssel, a britek is így tettek. A Gneisenau elülső lövegtornyának újbóli lövéseire ők is a tűz megnyitásával feleltek. Ennek során az Invincible délről, az Inflexible és a Carnarvon északról közelített a süllyedőben lévő hajóhoz és az elsüllyedésének pillanatában 2500-3500 méterre voltak tőle. A hajótöröttek közül 187 embert, köztük 15 tisztet, 1 tengerészmérnököt, 1 szanitéctisztet, 9 fedélzeti tisztet, 31 altisztet és 130 legénységi állományú tengerészt mentettek ki. Jó 200 ember, köztük a hajó parancsnoka, Maerker sorhajókapitány a vízbe fulladt vagy a 3-4 C°-os vízben töltött hosszú idő miatt kapott szívinfarktust és ebbe haltak bele. A mentés 19:30-ig tartott. Néhányan már a brit hajók fedélzetén hunytak el, őket katonai tiszteletadással temették el.
Sturdee tengernagy értesülve a Gneisenau első tisztjének, Pochhammer korvettkapitánynak a megmeneküléséről, az őt kimentő Inflexible-nek a következő rádióüzenetet küldte:
„A zászlóshajó az Inflexible-nek. Kérem továbbítsa a Gneisenau első tisztjének: A főparancsnok nagyon örvend, hogy Ön életben maradt és mi mindannyian úgy érezzük, hogy a Gneisenau nagyon bátran harcolt a végsőkig. Csodáljuk a két hajó jó tüzérségi teljesítményét és együttérzünk Önökkel a tengernagyuk és oly sok tisztjük és legénységük elvesztése miatt. Sajnálatos módon a két ország háborúban áll. A két haditengerészet tisztjei, akik a másikban barátot látnak, az országuk iránti kötelességüket kell teljesítsék, amit a tengernagyuk, hajóparancsnokaik és tisztjeik méltó módon tettek a végsőkig.”

### A könnyűcirkálók harca

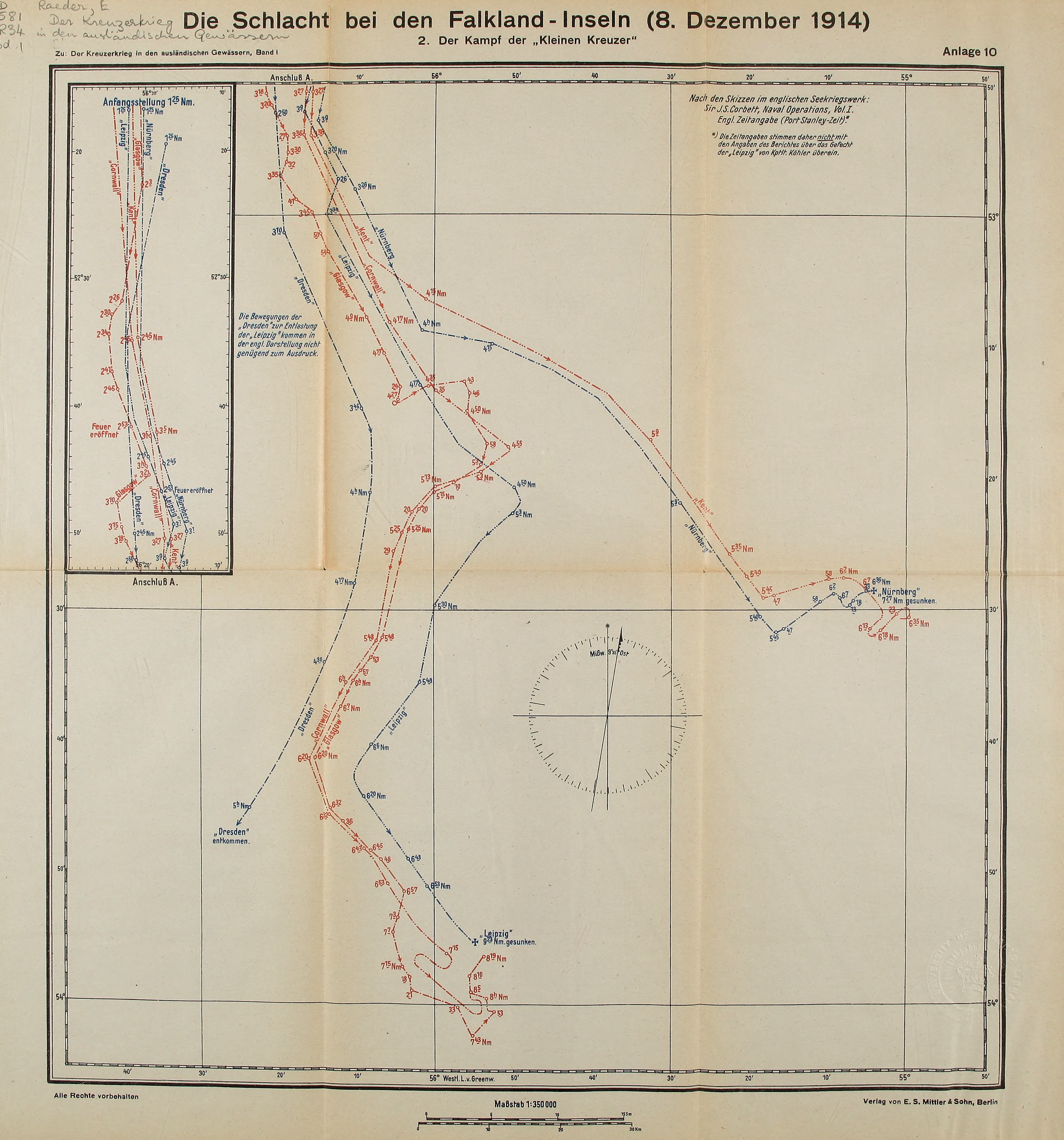
A könnyűcirkálók harca

A páncélos cirkálóktól való különválásuk, 13:25 után a könnyűcirkálók délkeleti-déli irányba menekültek tovább a legnagyobb sebességükkel. A Kent és a Cornwall páncélos cirkálók a nyomukba szegődtek, és később a Glasgow könnyűcirkáló is csatlakozott hozzájuk. A Carnarvon az alacsony sebessége miatt nem próbálkozott az üldözésükkel. Az elmenekülésre a német cirkálóknak kezdettől fogva rosszak voltak a kilátásaik. A pár héttel korábban Rio de Janeiro egyik úszódokkjában kijavított Glasgow mindegyik német cirkálónál jelentősen gyorsabb volt, még a Dresdennél is, mely a hazai vizeket nagyobb karbantartások elvégzése nélkül hagyta el. A Kent és a Cornwall a konstrukciós adatok szerinti 23 csomós legnagyobb sebességükkel a Leipzignél gyorsabbak voltak, és a Nürnberggel legalább egy szinten álltak. Viszont a Nürnberg kazánjai már a háború elején is rossz állapotban voltak, és szükség lett volna a karbantartásukra. A Leipzig hajtóművei és kazánjai a hosszú külhoni szolgálat és a háború kitörése óta megtett hosszú utak során nagyon elhasználódtak. Mivel alapos karbantartásra nem kínálkozott lehetőség, az esélyek nagyon a német könnyűcirkálók rovására tolódtak el.

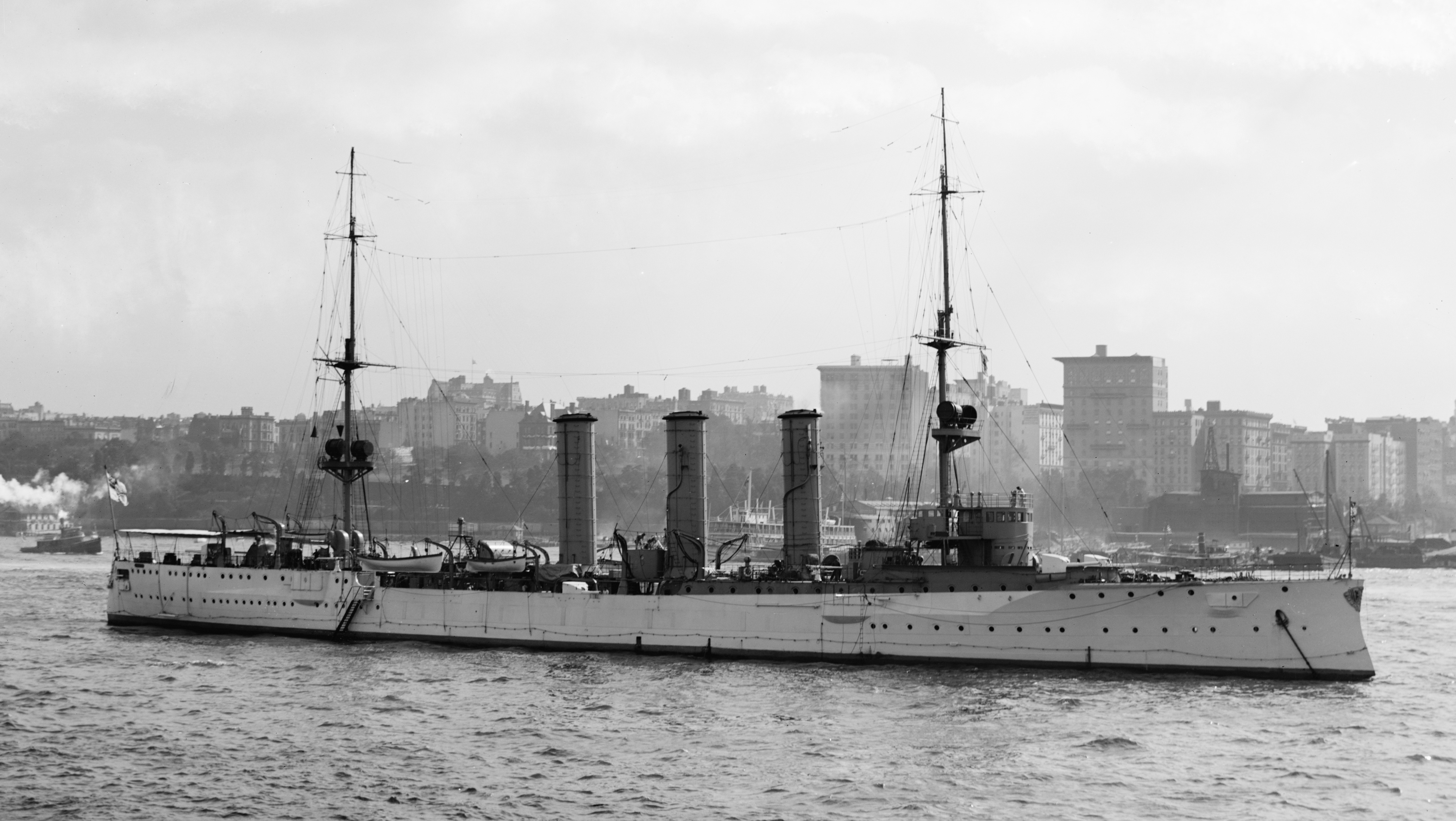
SMS Dresden

Míg a menekülés során a Leipzig és a Nürnberg inkább dél-délnyugat felé haladt, addig a turbinákkal felszerelt Dresden délebbi irányt tartott, mivel a nagyobb szénszükséglete miatt nem távolodhatott el nagyobb mértékben a szárazföldtől, és emiatt csak nyugati irányba, Tűzföld felé térhetett ki. A Dresden hamar a cirkálók élére került, a régebbi építésű Leipzig pedig hamar lemaradozott.

#### ALeipzigharca aCornwallés aGlasgowellen
Haun fragattkapitány a Leipziggel a szárazföld irányába kívánt elhajózni és a tűzföldi csatornákban, öblökben elrejtőzni. Ezt a szándékát tudatta is a Dresdennel, melynek parancsnoka, Lüdecke sorhajókapitány rangban idősebb volt nála. Erre a Dresden egy vonással (11,25°) nyugatnak kanyarodott. Ezt a lépést az ellenség felismerhette, mivel a Glasgow ekkor vált ki közülük és állt a csatacirkálók mögött elhaladva olyan irányra, mellyel a német könnyűcirkálók és a szárazföld felé vezető út közé kerülhetett. A Cornwall és a Kent a nyomdokvonalában követték a Glasgow-t, melynek parancsnoka, John Luce rangidősként vezette a német könnyűcirkálók üldözését.
13:30 körül a Dresden és a Nürnberg között a brit megfigyelések szerint négy, a Nürnberg és a Leipzig között egy mérföld volt a távolság. A Glasgow 25 csomós sebességével hamar megelőzte a két egymás mellett haladó páncélos cirkálót és előttük keresztben elhaladva a Dresden után iramodott, de mivel a páncélos cirkálók csak lassan közelítettek a németek felé, Luce úgy érezte, fel kell hagynia a Dresden üldözésével és a leghátsó német hajót kell megtámadnia, amennyiben harcot akar kezdeményezni. Ebből a megfontolásból 14:15-kor kellőképpen lelassított ahhoz, hogy a kísérői felzárkózzanak, de ugyanakkor ő is közelíthessen a Leipzig felé.

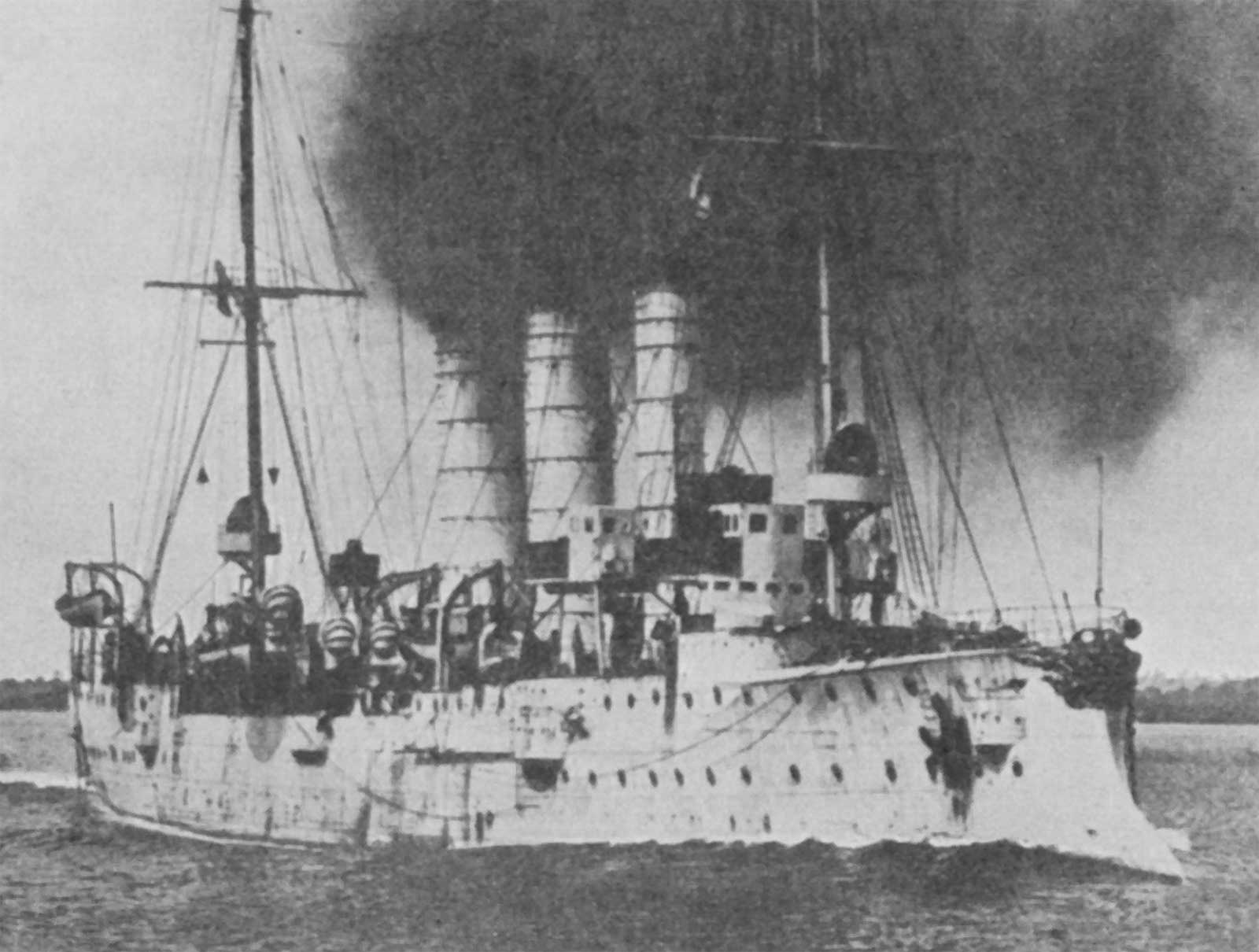
SMS Leipzig

A Leipzig nem tudta tartani a magas fordulatszámot a gépeinek erős elhasználódása miatt és a sebességét 21 csomóra kellett mérsékelnie. A kisebb baloldali iránymódosításai révén az üldözés délkeleti irányúvá vált. A Glasgow emiatt viszonylag gyorsan utolérte és 14:53-kor (német visszaemlékezések szerint 14:40-kor) az elől lévő 152 mm-es ágyújával tüzet nyitott rá. A brit leírások szerint a Leipzig válaszul jobbra fordult, hogy az összes lövegét ezen az oldalon bevethesse és sortüzet lőtt a Glasgow-ra. Ekkor kiderült, hogy a német 10,5 cm-es ágyúk lőtávolságán belül került a brit cirkáló, melynek a 102 mm-esei ugyanakkor még nem érték el a Leipziget. Amint a német lövedékek villába fogták a Glasgow-t, az jobbra tért ki és növelni kezdte a távolságot, míg a Leipzig fel nem hagyott a lövetésével. A Glasgow-t mindössze két találat érte és csak pár ember sérült meg a fedélzetén. Ezt követően többször megközelítette hasonló módon a Leipziget, mire az mindig oldalra való kanyarodással és jól irányzott sortüzekkel válaszolt. A brit történetírás a Glasgow ezen eljárásának tudja be, hogy a két páncélos cirkáló közben fel tudott zárkózni.
A német leírások szerint a Leipzig valóban azonnal viszonozta 10,5 cm-es ágyúival a Glasgow tüzét, de a 11 km-esnek mért távolságban alig volt kivehető a lövedékek leérkezése. A többi könnyűcirkálótól való leszakadása és a két ellenséges páncélos cirkáló egyre közelebb való kerülése miatt a Leipzig parancsnoka fokozatosan igyekezett jobbra, nyugati irányra kanyarodni, hogy közelebb kerüljön a szárazföldhöz (Tűzföldhöz). Ekkor a németek szerint a Glasgow 160°-ra, a Cornwall és mögötte a Kent 170°-ra volt tőlük, ami nem egyezik meg a brit térképvázlaton bejelölt pozíciókkal, miszerint a jobb illetve bal oldalon követték volna őket. A német verzió szerint amint a Glasgow tüzet nyitott a Leipzigre, a Dresden parancsnoka tovább kanyarodott nyugati irányba és mérsékelte a sebességét, hogy ezzel a Glasgow-hoz közelebb kerülve maga után vonja azt, tehermentesíteni próbálva ezáltal a Leipziget. A manőver azonban nem járt sikerrel, mert miután a Glasgow látszólag követni kezdte a Dresdent, végül mégis a Leipzig elleni harc felvállalása mellett döntött. (Ennek ellentmondóan a britek a Glasgow jobbra való kitérését – mint feljebb is szerepel – a Leipzig pontos tüzével magyarázták.)
Abból a megfontolásból, hogy a Leipzig és a Dresden együttes tüze a Glasgow ellen zavarná a tüzérségi megfigyelést, a könnyűcirkálók harca pedig nappal a brit páncélos cirkálók ellen kilátástalannak tűnt, a Dresden a legnagyobb sebességgel délnek hajózott és később, 17:00 körül sikerült az üldözők elől egy esőfüggönybe hajózva elmenekülnie.

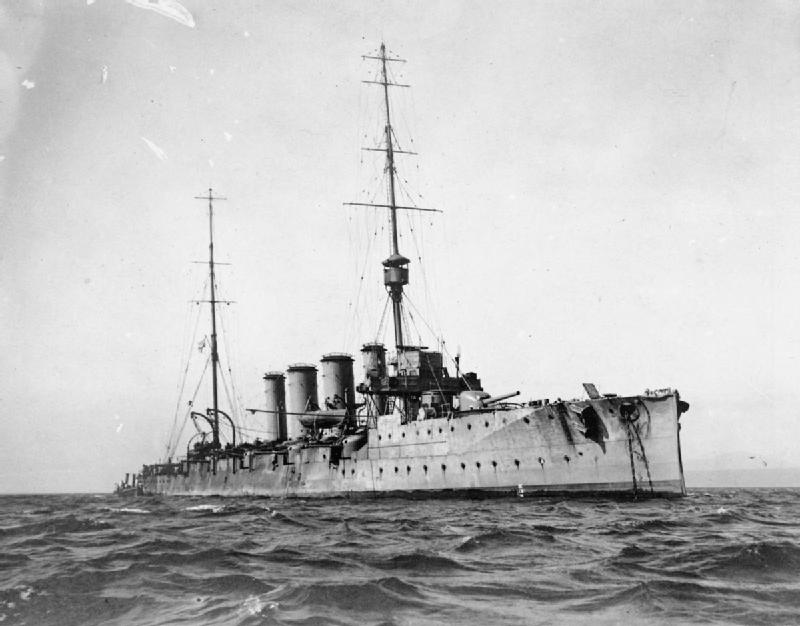
HMS Glasgow

15:13-kor (a németek szerint 15:00 körül), 20 perccel a tűzharc kezdete után kapta a Leipzig az első találatot. A 152 mm-es lövedék a harmadik kémény előtt csapódott a felépítménybe, a szilánkjai átvágták a hajó hátsó része felé, a kormányműhöz és a rádiószobához vezető kommunikációs vezetékeket. A lövedék nagyobb része a felső fedélzeten áthaladva az épp használatban lévő felső szénraktárba csapódott és a III. és IV. fűtőtérből a mesterséges légáramlás a keletkezett lyukakon át pár percig el tudott szökni, míg be nem tömték őket gyapjútakarókkal és egy vízzel teli edénnyel.
A Leipzig tüzérségéből csak a három hátulsó jobboldali löveg és időnként a bal oldal leghátulsó lövege volt bevethető. Ahogy a távolság 9600 méterre csökkent, a Leipzig parancsnoka fél vonással (5-6°) balra tért ki, hogy a Glasgow számára megnehezítse a célzást. Ennek révén a távolság ismét növekedni kezdett. Ahogy a német cirkáló tüze is fedni kezdte a Glasgow-t, a brit hajó szintén kitérő manőverbe kezdett. A nagy távolság miatt – a németek szerint 15:00 és 15:10 között – egy rövid szünet állt be a harcban, amit a károk elhárítására használtak fel.
A Glasgow azonban hamar felzárkózott és – német visszaemlékezések szerint 15:26-tól – a harc folytatódott. A tüzértiszt, Giseke tengerész főhadnagy kérésére egy csekély jobb oldali kanyarodást hajtottak végre, hogy mind az öt ezen az oldalon lévő löveget bevethessék az így már 135°-ra helyezkedő Glasgow ellen. A távolság csökkenésével a lövedékek leérkezése is könnyebben megfigyelhetővé vált. A Glasgow egyik találata kiiktatta a Leipzig jobb oldalon lévő első 10,5 cm-es ágyúját, kioltva két ember életét és súlyosan megsebesítve egy harmadikat. A fedélzetet borító linóleumot valamint a kötélzetet, melyre a készenléti lőszert helyezték, lángra gyújtotta a találat, de a tüzet azonnal sikerült eloltani. (A Dresden a harcnak ebben a szakaszában egy éles jobbrafordulással igyekezett a Glasgow figyelmét magára vonni, amire a Glasgow reagált is, de rövid idő múlva mégis a Leipzighez kanyarodott vissza.)
A távolság lassan 8600 méterre csökkent, és a Leipzig egyre több találatot kapott. Egy lövedék a jobb oldali hátsó-felső szénraktárban robbant, egy másik az előárbóc rádióantennáit szakította el, ami után már csak vételezni tudták a rádiójeleket. A legénység összes eredeti helyén nélkülözhető tagját a lőszerszállításhoz és a kazánok fűtéséhez osztották be. Röviddel 16:00 óra előtt egy a ruhatárba csapódó lövedék okozott tüzet, ahonnan erős füstképződés mellett a tűzvész előre terjedt tovább és a tűzfészek megközelíthetetlenné vált. A hajó hátsó része ezt követően az elsüllyedéséig lángokban állt. A taton lévő lövegek ennek ellenére zavartalanul lőhettek, mivel az izzás a fedélzet bal oldala felé terjedt tovább. A Glasgow-t közben a Leipzig sortüzei jól fedték, a németek több találatot is megfigyelni véltek és ennek tudták be, hogy a brit könnyűcirkáló balra kitért és a közeledő páncélos cirkálók felé visszavonult. A brit közlések szerint a korábbi két találaton kívül azonban újabbak már nem érték az ütközet során.

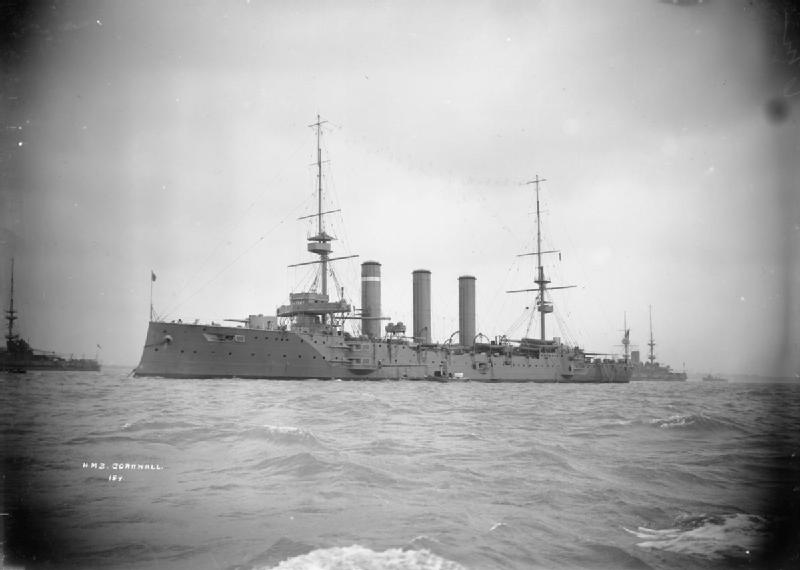
HMS Cornwall

A közben hátulról felzárkózó Kent és Cornwall páncélos cirkálók parancsnokai, Allen és Ellerton sorhajókapitányok (captain) megegyeztek abban, hogy előbbi a Cornwallal a Leipziget, utóbbi a Kenttel a Nürnberget bírja harcra. 16:00-ra a két páncélos cirkáló már csaknem lőtávolon belül volt, mikor Luce a Glasgow-val 9000 yardra (kb. 8200 m) megközelítette a Leipziget hátulról jobbról, ahonnan már a 102 mm-es ágyúival elérhette.
A brit leírás szerint a Kent és a Cornwall 16:15-kor nyitott tüzet a Leipzigre, de a lövedékeik ekkor még nem érték el. A balra kanyarodó és dél-délkeleti irányra álló Leipzig nem reagált a tüzükre, mivel teljesen lekötötte a Glasgow-val vívott küzdelem. A német visszaemlékezések ezzel szemben azt tartalmazták, hogy mikor a Cornwall 11 km-re megközelítette a Leipziget, a német hajó parancsnoka tűzparancsot adott ki rá a hátulsó lövegnek és erre a britek azonnal válaszoltak. A brit jelentések szerint csak 16:24-kor, mikor a Cornwall már belőtte magának a célpontot, kezdett volna el távolodni a Glasgow a Leipzigtől, hogy a Cornwallhoz felzárkózzon. A Leipzig nyomvonalán való áthaladáskor a jobb oldali lövegeivel vette tűz alá, majd ahogy a Cornwall közelébe került elhallgattak az ágyúi. A Cornwall tatja mögött elhaladva a bal oldala felől előzte meg a páncélos cirkálót, majd amint azt lehagyta és a Leipzig ismét tisztán a látómezejébe került, ismét tüzet nyitott rá. A parancsnokának az volt ezzel a manőverrel a szándéka, hogy a lehető legmagasabb tűzhatást érjék el az által, hogy a két brit cirkáló azonos oldal felől támadja a németet. A brit vázlat szerint a Glasgow jócskán a Cornwallon túlra helyezkedett ehhez és emiatt a célpontot ismét be kellett lőnie magának.
A német állítások szerint a Glasgow ezen manővere folytán – melyet az erős elhárító tűz kényszerített ki és melynek során több találatot és észlelni véltek a brit könnyűcirkálón – egy rövidebb szünet állt be a harcban és ennek köszönhetően mód nyílt a sebesültek összegyűjtésére és ellátására. Ekkor ismét megpróbálkoztak a hátul tomboló tűz eloltásával, de a füsttől védő maszkok felhelyezésével sem sikerült megközelíteni a lángokat, így azokat csak megfékezni igyekezhettek és megvárni, míg a tűz magától kialszik. A hajó sebességét közben 20 csomóra kellett mérsékelni, mivel a kazánokat ki kellett tisztítani és ezt sorban egymás után tervezték végrehajtani. Német részről ennek tudták be a páncélos cirkálók gyors felzárkózását.
Az időjárás közben kezdett megváltozni. A látási viszonyok romlani kezdtek, jobb felől erősebb hullámok érkeztek és esőfelhők jelentek meg erős szél kíséretében. A jobb tűzhatás érdekében a Leipzig egy vonásnyit fordult jobbra, így ennek az oldalnak az összes lövege bekapcsolódhatott a küzdelembe és a több kilőtt lövedék jobban megfigyelhetővé tette a lövedékek aláhullását. Ugyanakkor az ellenség is eredményesen lőtt és folyamatosan találatok érték a Leipziget.
16:20-kor (német beszámolók szerint egyidőben a Cornwallal, 16:15-kor) a Kent is lőtávolon belülre érkezett és bal oldalról, hátulról 20 percen át tűz alatt tartotta a német cirkálót. A Kent egyik találata átütötte a fedélzetet a hajó középső, jobb oldali részén és a lövedék két szénraktáron áthaladva a IV. fűtőteremben vízbetörést okozott, mely helyiséget 17:00 és 18:00 óra között el kellett hagyni. Találat érte még a felépítményt, egy másik a hajó elején gyújtotta lángra az itt repeszvédelem fokozásának céljából a csörlőnél elhelyezett ütközőket és kötélzetet. 16:00 órakor – német beszámolók szerint jóval később, 16:40-kor – a Kent hirtelen élesen balra fordult és a másik német könnyűcirkáló, a Nürnberg felé vette az irányt, majd röviddel rá beszüntette a tüzelést a Leipzigre, mely ezután szintén nem lőtt a Kentre.
Bal oldalról így elhárult a veszély, de közben a hátul helyezkedő Glasgow az elülső 152 mm-es ágyújával eredményesen kezdte lőni a Leipziget. A brit cirkáló mindvégig a német nyomdokvonalában maradt és nem tért ki abból. Később a brit tisztek ezt azzal magyarázták, hogy ki akarták kerülni a németek által vízbe dobott lebegőaknákat, mivel az elhasznált lőszer üres és vízbe dobott hüvelyeit ezeknek vélték. Amint a Glasgow lőtávon belülre ért, a három bal oldali hátsó ágyú tűz alá vette. A harc ezen részében súlyos veszteségek érték a Leipzig legénységét és a keletkező tüzeket emberhiány és a tűzoltó felszerelést ért károk miatt nem tudták megfékezni. A hajtóművet és a kéményeket ért sérülések miatt a sebessége 18 csomóra esett vissza. A tüzérségi megfigyelőtisztnek el kellett hagynia harcállását, mivel egy az árbóc alsó részénél becsapódó lövedék tönkretette a parancsnoki állással összekötő kommunikációs berendezését. Az ellőtt csúcszászlót egy árbóchátratartó kötélen helyezték el ismét.
Ellerton a Cornwallal lassan távolodott eközben a Leipzigtől, de 17:00-ra a távolság növelése már szükségtelen volt és ekkor élesen jobbra fordulva a másik oldali (bal oldali) ágyúkkal vette tűz alá. A Leipzig a Cornwall és a Glasgow kereszttüzében számos találatot kapott, de az alkalmazott taktika ellenére a brit történetírás szerint a két brit hajó tüze nem zavarta egymást. A német cirkáló sebessége olyan gyorsan lecsökkent, hogy tetszés szerint manőverezhettek a távolság 10 000 és 7000 yard (kb. 9200–6400 m) között való tartásához. Ilyen körülmények között ment tovább a harc egy óra hosszáig. A Cornwall időről időre az elülső lövegeit bevetve közelített, majd amint találatokat szenvedett el a Leipzigtől, elkanyarodva teljes sortüzeket lőtt ki rá, mígnem lőtávolságon kívül került tőle.
A Leipzig nem tudta bevetni a torpedóit az ellenség jelentős sebességbeli fölénye miatt, amivel az folyamatosan kellő távolságban tudta tartani magát. Az időjárás változásaiból és az ezzel járó korábbi sötétedés miatt még reménykedtek abban, hogy lehet még esélyük a megmenekülésre. Megpróbáltak egy jobbról közeledő zivatarba hajózva eltűnni az ellenség szeme elől, de ez a manőver nem járt sikerrel. Így nem maradt más lehetőség, mint az utolsó töltényig való küzdelem.
18:00-kor gyenge eső kezdett el esni és ez kissé elhomályosította a célpontot. A Leipzig hátulsó lövegeinek eddigre már csak 200 lőszere maradt. Nagyjából ekkor utasította Luce a Cornwallt a Leipzig megközelítésére, mivel az a szemerkélő esőben és a párásodó levegőben egyre nehezebben volt kivehető. A Cornwall ennek eleget téve 7000 méterre megközelítette a német cirkálót és ebből a távolságból vette tűz alá lyddit-lövedékekkel, aminek a brit jelentések azonnali hatást tulajdonítottak és nagy számú halálos áldozatot követelt a német hajón. A sortüzek mindegyike célba talált, nagy villanásokkal és fekete füstöt képezve. A találatok olyan gyors egymásután érkeztek, hogy a becsapódások zajától szájról szájra közvetített utasításokkal már nem lehetett irányítani. A tüzértiszt utasítására az összes lőszert hátravitték a használatban lévő jobb oldali ágyúkhoz és ezekkel lőtték el az összeset.
18:35-re a távolság 6500 méterre csökkent és a Cornwall baloldali ágyúival ekkor ismét teljes sortüzeket adott le, amelyek lángra gyújtották a Leipzig elülső és hátsó részét. A német cirkáló a sortüzeit innentől kezdte egyre ritkábban leadni, de a közelebb kerülő ellenségen továbbra is ért el találatokat.
Nagyjából 19:00-kor a tüzértiszt jelentette Haun fregattkapitánynak, hogy kimerültek a tüzérségi eszközök. A négy órán át tartó összecsapásban a német cirkáló összesen 18 találatot ért el a Cornwallon, melyek azonban csak csekély kárt okoztak. A német parancsnok ekkor torpedótámadás végrehajtására adott utasítást, aminek hatékony kivitelezését azonban a már 15 csomóra csökkent saját sebesség illetve az ellenség jelentős sebességi fölénye nem tett lehetővé. Ennek ellenére 19:10 és 19:15 között a jobb oldali vetőcsőből három torpedót is útnak indítottak, melyek nem érték el a hatótávon kívül helyezkedő Cornwallt és arról nem is észlelték ezt a kísérletet.
19:10-kor, miután a Leipzig az utolsó lövéseket leadta, az ellenség is beszüntette a tüzelést. 19:20-kor Haun a hajó elsüllyesztésére adott parancsot. Miközben a fenékszelepeket és egyéb nyílásokat megnyitották az utasítás végrehajtásához, mindenkit a fedélzetre rendeltek. A legénység mintegy 150 tagja a hajó orrának hátsó részén gyülekezett, ahol a fedélzet még valamennyire megmaradt egyenesnek. A felső fedélzet mindenhol másutt halottakkal és sebesültekkel borított romhalmazzá vált. Haun fregattkapitány rövid beszédet intézett a legénységhez, ami után háromszoros hurrával éltették a császárt, majd elénekelték a Flaggenliedet. Ezután összeszedték a függőágyakat és más vízen való lebegésre alkalmas tárgyakat.
A jobb oldalon időközben a Glasgow vezetésével az ellenség nagy ívben megközelítette a német cirkálót és elé helyezkedett, majd szemből közeledve morze-jeleket („Megadja magát?”) villogtatott, amit a Leipzigen azonban nem tudtak leolvasni és azt gondolták, a britek a hajótöröttek kimentésére érkeztek. A britek látták, hogy a Leipzig főárboca el volt lőve és két kéménye is, de a főárboc csonkján (pontosabban: annak egyik árbochátratartó kötelén) továbbra is ott lobogott a német hadilobogó, a Reichskriegsflagge. A britek számára bonyolult volt eldönteni, mit tegyenek. Úgy tűnt számukra, hogy a német cirkáló még mozgásban volt és így képes lehetett kilőni torpedókat, ezért Luce – fél órányi várakozás után – újbol a tűzparancs kiadása mellett döntött. A két ellenséges hajó 2–3 km távolságban élesen balra fordult és ahogy 45°-ra kerültek a Leipzigtől, 19:50-kor tüzet nyitottak a védtelen hajóra. Luce a San Francisco Examiner napilap tudósítójával való beszélgetés során erre így emlékezett vissza:
„A Leipzig az összes lőszerét ellőtte, a sérülései nagyon súlyosak voltak. A kéményei és a főárbóca eldőltek. A lángoló hajó mozdulatlan volt. A Glasgow 100 yardra közelített hozzá. A parancsnok a túlélőket a fedélzetre hivatta. Középen állt, kedélyes hangulatban beszélt hozzájuk és cigarettát osztott szét közöttük. Szorosan egymás mellett álltak és a Glasgow közülük 50-60 főt lekaszált és a testrészeiket szerteszét szórta. A brit ágyúkezelők végül ellenszegültek a további gyilkolásnak.”
A német túlélők a Glasgow legénységének tagjaitól is úgy hallották, maguk a lövegkezelők tagadták meg a lőparancsot a következő szavakkal: „Már süllyed, ez tiszta gyilkosság” („She is sinking now, that is sheer murder”). Az általuk hallottak szerint a Glasgow parancsnoka azzal magyarázta a tettét, hogy egy fellobbanó lángot vagy egy robbanást látott a fedélzeten, amit a tűz újbóli megnyitásának vélt és erre reagált a lövetéssel.
A német tengerészek közé csapódó lövedékek borzalmas mészárlást végeztek. A bal oldali kutterben előzőleg sebesülteket helyeztek el és sokan azon ügyködtek, hogy a vízre tegyék azt. A lövedékek az itt segédkezők közül oly sok emberrel végeztek, hogy a kutter vízre tételével többé már nem próbálkoztak. A kilátástalan helyzetben többen ekkor a vízbe vetették magukat és a közelben lévő brit hajók felé kezdtek úszni. Az első tiszt a következő felkiáltással ugrott a vízbe: „Én inkább elfutok, mintsem ennek a bandának a kezébe essek” („Ich will lieber verlaufen, als dieser Bande in die Hände zu fallen”). A mindössze 3 °C hőmérsékletű vízben azonban az emberek hamar elgémberedtek. Közülük senkit nem mentettek ki.
A brit jelentés szerint akkor szüntették be újfent a tüzelést, mikor a Leipzigről két zöld fényt villantottak fel, amit a Glasgow-n az átadás jeleként értelmeztek. Ilyen fényjelzéseket a német történetírás szerint a Leipzig nem adott le és ilyen tartalmú jelzést a német hadihajókon egyáltalán nem alkalmaztak. Ezzel ellentétben a német parancsnok személyesen akadályozta meg egy jelzőrakéta fellövését 21:00 körül a Glasgow egy újabb morze-jelzésére való válaszadásként, vélhetőleg azért, hogy bármiféle a jelzésből fakadó félreértést elkerüljenek.

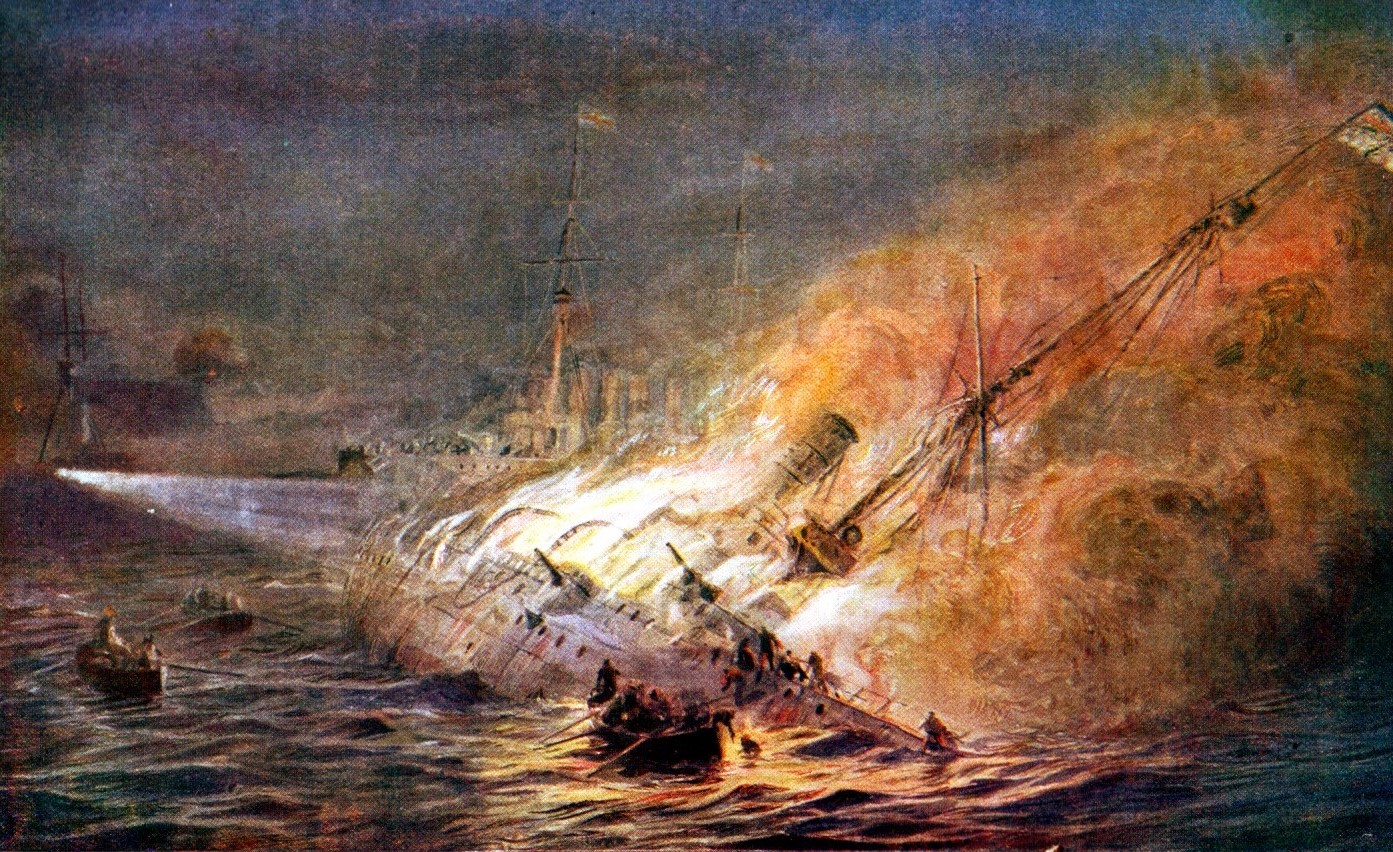
Az SMS Leipzig süllyedőben
(William Lionel Wyllie festménye)

A beálló sötétségben és a párássá váló levegőben a Glasgow szem elől veszítette a Leipziget. Az ekkor még életben lévő 24 túlélő, köztük Haun fregattkapitány, a hajó bal hátsó részén várta a hajó elsüllyedését, hogy az utolsó pillanatban hagyhassák el azt. 21:00-kor, már teljes sötétségben váratlanul felkapcsolódott egy fényszóró és a következő üzenetet adta le: „Küldök csónakokat ha lehetséges.” („I am sending boats if possible.”) Amint a 20:45-kor már vízre eresztett csónak (a britek szerint kettőt engedtek le) 100 méternyire ért hozzájuk, a parancsnok a hajó elhagyására adott utasítást. Emberei kérését, hogy a bármelyik pillanatban elsüllyedni képes és ezért ellenséges kézre már biztos nem kerülő hajót ő maga is hagyja el, a következő szavakkal utasította vissza:
„Önök nagyon is tudják, hogy a császár tett meg ennek a hajónak a parancsnokává, így aztán nem hagyom el előbb, minthogy víz alá kerülne.”
Haun ezután elbúcsúzott az embereitől és a parancsnoki állás felé távozott. A többiek röviddel ezután a vízbe vetették magukat és ezzel csaknem egyidőben, miközben a hajótörötteket húzták ki a vízből a csónakról, a Leipzig átfordult a bal oldalára. Az elől gyorsan süllyedni kezdő cirkáló jobb oldali hajócsavarja magasan kiemelkedett a vízből, majd 21:23-kor a hajó a felvont hadilobogóval teljesen elmerült.
A Leipzig túlélői között 4 tiszt, 5 fedélzeti tiszt, 2 altiszt és 7 matróz volt. A kimentett hajótöröttek Port Stanley-ben hagyták el a Glasgow-t. A fedélzetről távozóban Luce háromszoros hurrával éltette őket. Ez azonban a német tisztek szemében nem éppen sikerült próbálkozás volt a részéről az összecsapás során tanúsított viselkedésének helyrehozatalára.
A harcban a brit hajókat nem érte jelentős kár, bár a Cornwallt 18 lövedék is eltalálta és a víz alatti találatok következtében megdőlt a bal oldalára. A fedélzetén senkinek nem esett bántódása. A Glasgow-t két lövedék találta el, egy ember halálát és négy másik sérülését okozva.
A harc 70-80 mérföldre fejeződött be onnan, ahol a Gneisenau elsüllyedt. Sturdee értesülve a Leipzig elsüllyedéséről a koordináták után érdeklődött, hogy folytathassa a Nürnberg és a Dresden üldözését, de a sok végrehajtott forduló miatt a két brit cirkáló nem tudta megadni a pozícióját. Mivel a szén- és lőszerkészletük is alacsony szinten volt már, az üldözést nem tudták volna folytatni akkor sem, ha tudták volna melyik irányba kellett volna ehhez haladniuk.

#### ANürnbergharca aKentellen

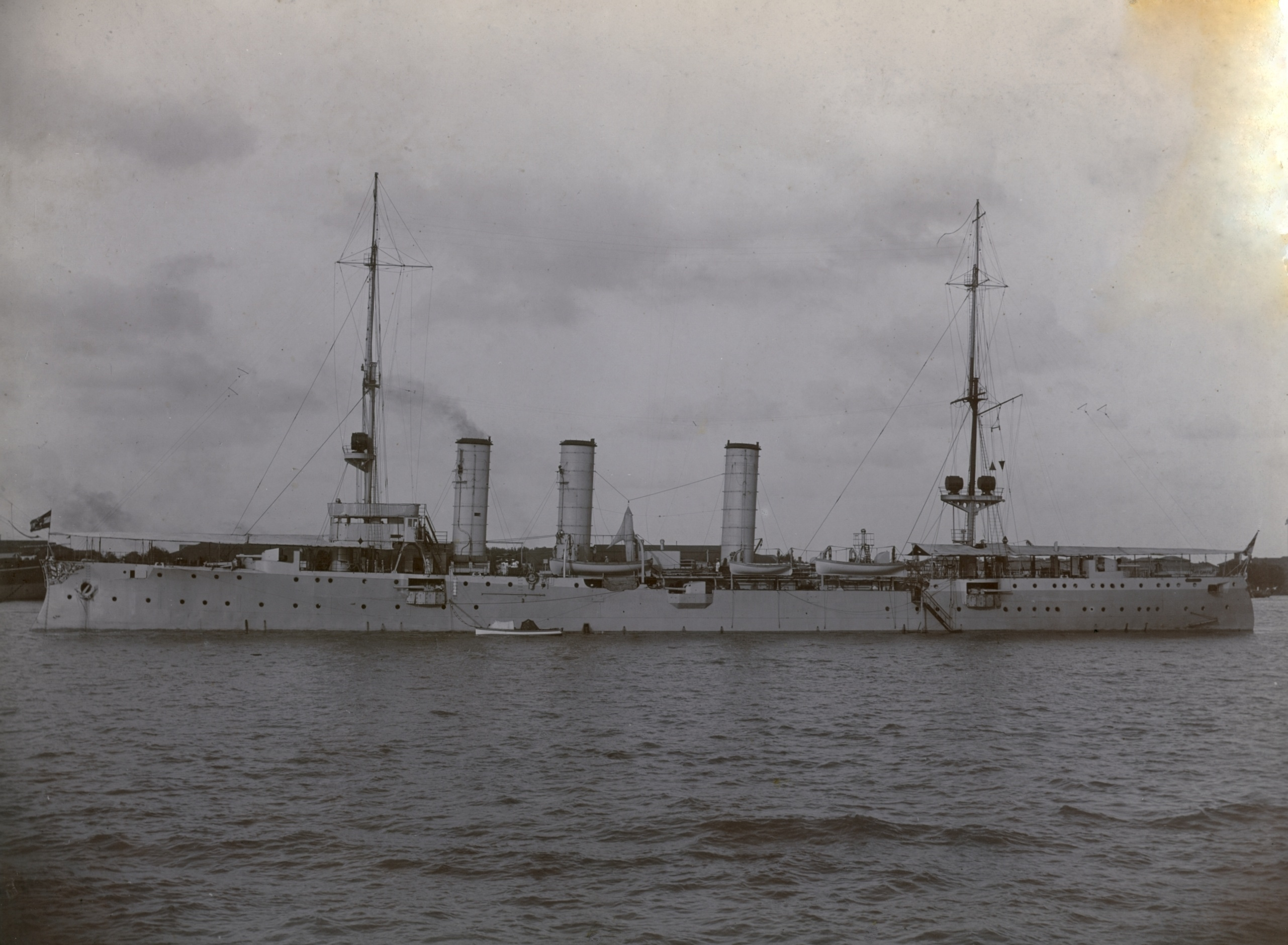
SMS Nürnberg

A Nürnberg harca jóformán csak a brit forrásokból rekonstruálható, mivel a tisztjei közül senki nem maradt életben. A Nürnberget a Kent páncélos cirkáló vette üldözőbe, mely a Leipzig üldözésében való időleges részvételekor amellett elhaladva a Nürnberg felé fordította a figyelmét az előzetesen megbeszéltek szerint. A Kent nem tudta kiegészíteni a szénkészleteit, ezért kényszerből a fedélzetén található összes faanyagot felhasználta a kazánok fűtéséhez. A brit beszámolók szerint az üldözés során a próbajáratain mért csúcssebességét messze meghaladóan a 25 csomót is elérte, ami viszont aligha felelhetett meg a valóságnak. A Nürnberg a Leipzigtől valóban jelentősen el tudott távolodni és az üldözés utolsó stádiumában viszonylag hamar be is tudták érni, azonban a német cirkáló kazánjainak már régen szüksége lett volna egy átfogó karbantartásra és a menekülés közben gőzvezetékeinek törése miatt több kazánja is üzemképtelenné vált, ami jelentősen csökkentette az amúgy sem nagy sebességét. A Kent vélhetőleg ezért tudta olyan hamar beérni. A faanyag hajókazánokban való elégetésével valójában nem lehetett nagy teljesítményt elérni.

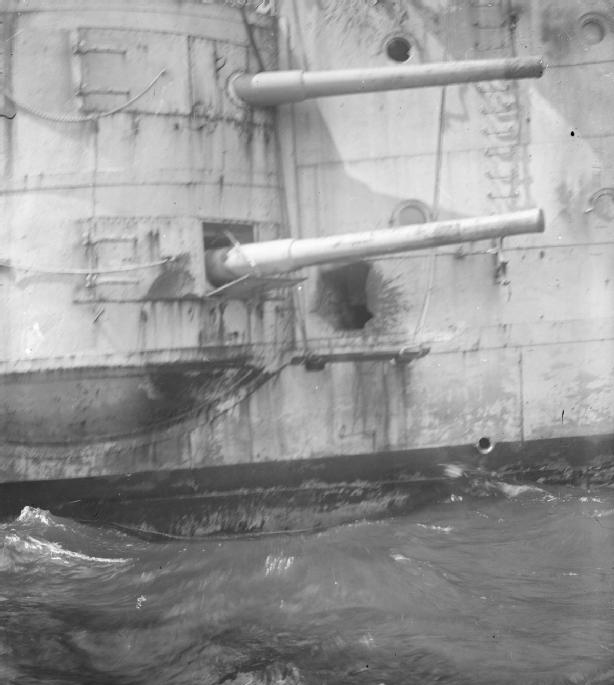
A Kentet ért egyik lövedék ütötte lyuk a hajó oldalán a kazamatalövegek mellett

17:00 körül a Leipzig tüzet nyitott 11 km (német visszaemlékezések szerint 10,5 km) távolságból a hátulsó lövegeiből a Kentre, melynek a nagyobb űrméretű, de régebbi 152 mm-es ágyúi ebből a távolságból még nem tudtak válaszolni. Az első német lövések túlmentek a célponton. A levegő közben párás lett és az ég kezdett beborulni. A Kent 10 perccel később viszonozta a tüzet, de ekkor még rövideket lőtt. A megfigyelés a közben megeredő szemerkélő esőzés miatt nagyon nehéz volt és a távolságmérést a nagy sebesség okozta erős vibráció nehezítette. A Nürnberg a Kent tisztjeinek megítélése szerint nagyon jól lőtt és hamar villába fogta a brit páncélos cirkálót, de a kezdeti fázisban csak egy találatot ért el. Ez a lövedéke ártalmatlanná tette a Kent egyik kazamatáját és csak az egyik brit tüzér lélekjelenlétének volt köszönhető, hogy nem következett be súlyos károkat okozó lőporrobbanás, ami megmenthette volna a Nürnberget szorult helyzetéből. A britek két találatot is elértek az összecsapás első részében, melyek közül az egyik a kormányműterembe csapódva az ott tartózkodók közül egy főt leszámítva mindenkivel végzett.
Miután a Nürnberg további gőzvezetékek törése miatt 18 csomóra lassult, a parancsnoka 17:45-kor 8 vonással (90°) való balra kanyarodást rendelt el, hogy teljes sortüzet lőhessen. A Kent követte ezt a manővert, így mindketten északkeleti irányba tartva és egymáshoz közelítő pályán vívtak tűzharcot (laufendes Gefecht). A tüzet 5300 m távolságból nyitották meg a britek. A mindkét oldal által elérni szándékozott további közeledés után 2700 méternél a Kent, hogy a torpedók jelentette veszélyt elkerülje, a gyorsaságbeli fölényét kihasználva előrébb helyezkedett. 18:00 körül a Nürnberg élesen jobbra fordult, amit a Kent az ellenséghez képest kissé féloldalasan helyezkedve követett, hogy eközben folyamatosan oldalsortüzeket tudjon leadni. A hajók közti távolság így 3300 méterre nőtt. A Nürnbergen hamarosan tűz ütött ki és már csak két lövege volt képes lövéseket leadni. A sebessége olyannyira visszaesett, hogy a Kent 18:10 körül megpróbált előtte 3600 méteres távolságban elhaladni, mire a Nürnberg 18:13-kor visszafordult északkeleti irányba, vélhetőleg azért, hogy a jobb oldali ágyúit bevonhassa a tőle már délkeletre helyezkedő Kent elleni küzdelembe. Miután a Kent is északkeleti irányt vett fel, ismét párhuzamosan haladva került sor tűzpárbajra köztük 4300-4600 m távolságból. Az elől haladó brit cirkáló lövedékeinek hatása megsemmisítő volt. Két lövedéke a német cirkáló elejét érte és ezek az itteni két ágyút kiiktatták.

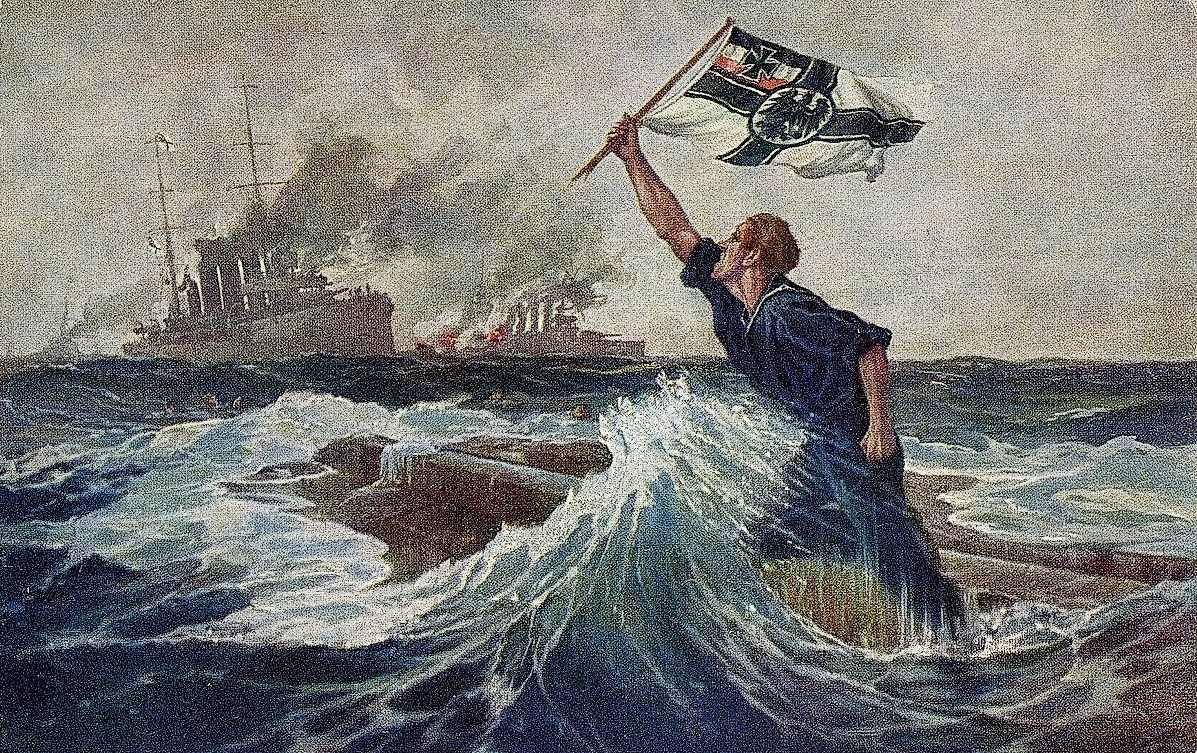
Der letzte Mann – Az utolsó ember
(Képeslap Hans Bohrdt festménye alapján)

18:25 körül a Nürnberg már alig volt képes haladni és ekkor a Kent 5000 m távolságra jobb fordulót végrehajtva szembe fordult vele. Az erősen megdőlt, hátulsó részén és az orr-részén lángokban álló Nürnberg beszüntette a tüzelést, életjelet alig adott már magáról. A Kent 3000 méterre megközelítette, majd miután megállapította, hogy a hadilobogója még mindig látható, ismét tüzet nyitott. Sturdee jelentése szerint a lobogót röviddel 19:00 előtt bevonták a megadás jeleként, mire a Kent is felhagyott a lövetéssel. Ezzel szemben a német túlélők tagadták, hogy a hadilobogót bevonták volna. Hivatalos jelentésében Sturdee a Nürnberg elleni harcnál ugyan említést tesz a hadilobogó bevonásáról, de pár sorral lejjebb a brit szemtanúk ezzel némileg ellentmondó beszámolóját is közli:
„(…) de miközben süllyedt, a legénység egy csoportjának közepén egy magasan tartott rúdon ott lobogott a német hadilobogó.”
A Nürnberg 19:27-kor bekövetkező elsüllyedésekor a brit jelentés szerint a megmaradt két csónakot engedték le a Kentről a túlélők kimentésére. Más hírek szerint azonban a Kentnek a harc során az összes mentőcsónakja szét lett lőve avagy léket kapott, ezért nem is próbálkozott ezek vízre eresztésével. Ehelyett az elsüllyedés helye felett sodródott és próbálkozott a fedélzetére húzni a túlélőket a 21:00-ig tartó mentési akció alatt. Csak hét főt, köztük három fedélzeti tisztet sikerült kimenteni. A Kent rádiószobáját találat érte, ezért nem tudta tájékoztatni Sturdee tengernagyot a harc kimeneteléről és a Kent – valamint a Nürnberg – sorsa egy ideig ismeretlen volt.
A Kentet ért 37 találat közül a legjelentősebbnek a rádiószobát megsemmitő bizonyult. A páncélzata jórészt ellenállt a 10,5 cm-es német lövedékeknek és ezek kevés kárt okoztak a hajó szerkezetében. Az egyik kazamata mellett a páncélzatot átütő lövedék azonban kis híján akár a hajó elvesztésével járhatott volna. A legénységéből mindössze négyen veszítették életüket és tizenketten sérültek meg.

### Az ellátóhajók üldözése

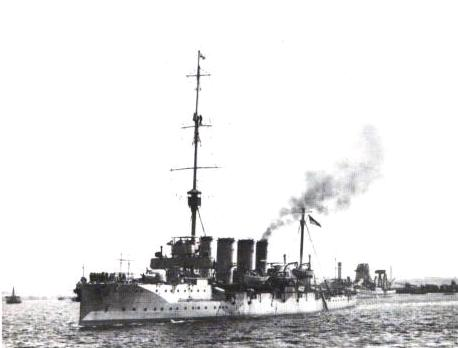
HMS Bristol

A szintén Spee cirkálóinak üldözésére induló Bristol 11:45-kor kapta meg Sturdee tengernagy parancsát a német ellátóhajók elfogására. Ekkor 15 mérföldre volt lemaradva a brit hajórajtól. A rádiójel vételezése után a Bristol nyugat-délnyugati irányra állt és 12:30-kor találkozott a Macedonia segédcirkálóval, majd vele a vizuális kapcsolatot tartva közelítettek a Port Pleasant-öbölhöz, de nem vették észre a keresett hajókat. 14:00 körül a Bristol épp dél-keleti irányt vett fel, amerre a német hajóraj eltűnt a láthatárról, mikor hírt kapott arról, hogy az öbölben lévő Fitzroyból megfigyelték, amint a német gőzhajók onnan eltávolodnak. Röviddel ezután észlelte két gőzhajó füstjét és délkeleti irányra állva feléjük indult. 15:00 körül megpillantotta a Baden és Santa Isabel ellátóhajókat és 15:30-kor éles lőszer használatával megállásra szólította fel őket.
A hajók azonosításakor némi zavart keltett, hogy a két hajó nem csapatszállító volt, melyeket a parancs értelmében el kellett volna süllyesztenie („Sink the transports!”), hanem nagy mennyiségű szén és értékes ellátmány volt a fedélzetükön. Végül a Bristol parancsnoka úgy ítélte meg, hogy így is tartania kell magát az eredeti parancshoz, ezért miután a parancsára a németek elhagyták a hajóikat és hozzáláttak a Macedoniára való átszálláshoz, 17:00 körül a hajórajparancsnoka utasításait szó szerint értelmezve hozzálátott a két ellátóhajó megsemmisítésének. Az elfogott hajók jellegéről felettesének előzőleg nem számolt be.
A Macedonia kapta a Baden elsüllyesztésének feladatát, a Bristol pedig a Santa Isabelre adott le 12 lövést és 19:00 fele elhajózott a helyszínről, hogy csatlakozzon a hajórajhoz. A süllyedő hajókat a Macedoniára bízta. E döntés révén a nagy értékű zsákmány, mely nagy hasznára lehetett volna a brit hajórajnak, mind odaveszett.
A kórházhajónak kijelölt Seydlitznek a német hajóraj jobb oldalán, attól valamivel távolabb kellett helyezkednie a parancsa szerint és már korán keleti, délkeleti irányba hajózott el nagy sebességgel eltávolodva a két másik ellátóhajótól és így sikerült elmenekülnie.
A német ellátóhajók elfogásában nagy szerepet tulajdonítottak Muriel Felton, egy fitzroyi juhtenyészet vezetőjének a feleségének, és szolgálónőinek, Christina Gossnak és Marian Macleodnak. Ők egyedül voltak, mikor Port Stanley-ből telefonon hírt kaptak a szigetek felé közeledő hajókról. A két szolgálólány a közeli domb tetejére lovagolt, hogy onnan figyeljék meg a hajók mozgását és Felton telefonon továbbította az észleléseiket Port Stanley-be. Az ő információik segítették a Bristolt és a Macedoniát az elfogáshoz legkedvezőbb pozíció felvételéhez. Az admiralitás később ezüsttárgyakkal jutalmazta meg a hölgyeket és Mrs. Feltont a Brit Birodalom rendjével tüntették ki.

## A brit kötelék hadműveletei a csata után
A Gneisenau elsüllyedését követően Sturdee tengernagy rádión próbált meg információkat beszerezni a Nürnberg és a Dresden sorsáról. Mivel nem járt sikerrel, a Carnarvont 20:30-kor északnak küldte a szénszállítók biztosítására, melyek egy része az Orama segédcirkáló biztosítása mellett Port Stanley-be tartottak. A két csatacirkálóval és a Bristol páncélos cirkálóval maga Sturdee 18 csomós sebességgel a Staten-sziget felé vette az irányt, hogy elvágja a Dresden útját, amennyiben az a Horn-fokot akarná megkerülni. Amint 23:25-kor tudomást szerzett a Leipzig megsemmisítéséről, a Glasgow-nak és a Cornwallnak a Magellán-szoros felé való hajózásra adott utasítást. A Glasgow üzenetére azonban, amiben tudatta, hogy mind a kettőjük csaknem a teljes lőszerkészletét felhasználta és a Cornwall már csak 250 t szénnel rendelkezik, a szénkészleteik kiegészítésére visszarendelte őket Port Stanley-be. Sturdee a három hajójával tovább haladt, anélkül, hogy utasítást adott volna a Magellán-szoros lezárására. Mire december 9-én 10:30-kor a Staten-szigettől már csak 50 mérföldre járt, a levegő már olyannyira párás volt, hogy a további keresést kilátástalannak ítélte meg. A brit tengernagy arra a feltételezésre jutott, hogy az elmenekült német ellátóhajók Dél-Amerika délkeleti partvidékéhez tartanak, ezért a csatacirkálóival észak-északnyugati irányba haladt tovább, a Bristolnak pedig meghagyta, hogy a Falkland-szigetek nyugati csoportját kutassa át. Újabb 24 óra elteltével, december 10-én 10:00 körül, felhagyott a kutatással és Port Stanley felé indult. Itt csatlakozott hozzá a Kent, mely a megrongált rádióberendezései miatt csak ekkor értesíthette a tengernagyot a Nürnberg megsemmisítéséről.
Sturdee azt tervezte, hogy a szénvételezés és a harc során elszenvedett károk kijavítása után a hajóit három csoportra osztja fel: az egyiknek Tűzföld öbleit, egy másiknak Dél-Amerika keleti partvidékét Montevideóig, a harmadiknak a brazil partokat kellett átkutatnia. Ezt a tervet az admiralitás december 11-ei parancsa hiúsította meg. Londont még nem értesítették a Dresden megmeneküléséről, így ott már a Prinz Eitel Friedrich és Kronprinz Wilhelm segédcirkálók valamint a – mostanra valójában már megsemmisült – Karlsruhe könnyűcirkáló elfogásán gondolkodtak. A még Valparaíso közelében gyanított Prinz Eitel Friedrich elfogására a Galápagos-szigeteknél lévő észak-csendes-óceáni hajórajt tervezték bevetni, melynek állományából az Australia csatacirkálót a Panama-csatornán át Nagy-Britanniába rendelték. A Kent páncélos cirkálónak az egyik segédcirkáló társaságában a chilei partok mentén északnak haladva kellett felvennie a kapcsolatot ezzel a hajórajjal. A két másik csoporttal Sturdee maga folytatta volna a keresést a feltételezése szerint az Atlanti-óceánon tevékenykedő német cirkáló után. A délkeleti partok mentén Stoddart tengernagy vezetésével a Carnarvon, a Glasgow és két segédcirkáló alkotta csoport kutatott volna, míg a többi egységet északnak rendelték. A Canopusnak őrhajóként az Abrolhos-szigeteknél lévő titkos szenelő bázist kellett védelmeznie, ahová a (Jóreménység foka felől érkező) Dartmouth könnyűcirkálót is várták.
Másnap, december 12-én megváltoztatták ezt a parancsot, mivel Londonban értesültek a Dresden sikeres megmeneküléséről és mert az északi-tengeri fronton fokozódó feszültség növelte a csatacirkálók hazarendelése utáni igényt. A két kapitális hadihajó mielőbbi hazahozatalának érdekében Sturdee-nek az összes többi egysége feletti parancsnokságot át kellett adnia Stoddartnak, neki pedig haza kellett indulnia. Stoddartnak előbb a Dresdent kellett megsemmisítenie, majd ezt követően az Atlanti-óceánon a Karlsruhét és a Kronprinz Wilhelmet kellett elfognia. Közölték vele továbbá, hogy az Australia a méreteinél fogva nem képes áthaladni a Panama-csatornán, ezért a tevékenységi körzete felé kell haladnia és Dél-Amerikát megkerülve juthat át az Atlanti-óceánra, valamint hogy a Melbourne könnyűcirkálót a Bermudákhoz küldik, mivel hírek érkeztek a Karlsruhe Bahama-szigeteknél való felbukkanásáról.
Egy órával ezen parancs kiadása után érkezett Londonba a hír a Punta Arenas-i brit konzultól, miszerint a Dresden a Magellán-szorosban tartózkodik. Sturdee-t a csatacirkálóival azonnal a könnyűcirkáló üldözésére rendelték. Négy órával később arról érkezett hír, hogy a chilei hatóságok engedélyezték a Dresdennek a szénvételezést Punta Arenasban. A parancsot ekkor úgy módosították, hogy a Dresdent megsemmisíteni kell, nem pedig internáltatni.
A Dresden Punta Arenasban való kikötéséről Sturdee december 13-án 03:00-kor értesült. Pillanatnyilag csak a Bristol volt kifutásra kész állapotban és két óra múlva elhagyta Port Stanley-t. 20:30-kor az Inflexible és a Glasgow követték, előbbi parancsnokának, Phillimore sorhajókapitánynak a vezetésével. Később Stoddartot a Carnarvonnal és a Cornwallal Patagónia partjainak átfésülésére küldték ki, majd 14-én a Kent és az Orama indult útnak a nyugati partra, hogy ott a Prinz Eitel Friedrich után kutassanak. December 16-án Sturdee tengernagy az Invincible-lel haza indult, ahova az Inflexible-nek legkésőbb 29-én követnie kellett. Azonban már 17-én parancs érkezett az admiralitástól, miszerint mindkét csatacirkálónak azonnal vissza kell térnie az Északi-tengerre és útközben a Zöld-foki szigeteken fel kell tölteniük a lőszerkészletüket. Ez az intézkedés kétségkívül a német cirkálók december 15-16-án Hartlepool és Scarborough elleni vállalkozásának következménye volt, ami súlyos aggodalmat váltott ki a brit oldalon és az Admiralstab azon feltételezett tervei is fokozták, mely szerint a von der Tann csatacirkálót az Atlanti-óceánon tervezték bevetni.
Miután a britek megállapították, hogy a Dresden elhagyta Punta Arenast, a már a Csendes-óceánon tartózkodó Inflexible december 19-én visszaindult a Brit-szigetekhez és a további hadműveletek irányítását Stoddart vette át.

## A csata megítélése

### A támaszpont elleni támadás kivitelezése
Spee gróf a szigetek elleni támadást azon feltevésből tervezte végrehajtani, hogy az Admiralstab bizonyosan értesítette volna, ha a térségben várható lett volna jelentős brit erősítések felbukkanása. De még a csatacirkálók útnak indítása sem zavarta volna meg a hadműveletet, amennyiben nem veszteget el napokat a Drummuirról való szénvételezéssel a Picton-szigetnél. Ha csak a Canopus-szal találkoztak volna, akkor teljes mértékben kivitelezhették volna a tervet. Amennyiben a Defence, Carnarvon, Cornwall és Kent páncélos cirkálók lettek volna jelen könnyű egységek társaságában, akkor alkalma nyilhatott volna a saját hajóihoz hasonló gyors ellenséges egységekkel legalább azonos körülmények között felvenni a harcot és leküzdeni őket, amennyiben azok a lassabb egységektől eltávolodtak volna, avagy amennyiben az ellenség egyben igyekezett volna tartani az erejét a leglassabb hajója sebességéhez igazodva, akkor lehetősége lett volna kitérni a harc elől. Spee ezen megfontolásai Raeder megítélése szerint helyesek voltak.
Feltételezhetően a november 8-ai erőviszonyok mellett is más menete lett volna az eseményeknek, ha nemcsak a Gneisenau, de a Scharnhorst is a kikötő bejáratához hajózott volna és a tengernagy személyesen győződhetett volna meg a rendkívül kedvezőtlen erőviszonyokról. Nagy valószínűséggel feltételezhető, hogy Spee erőteljes támadást intézett volna a szénvételezéssel lekötött és a szénszállítók által mozgásukban korlátozott, jórészt harcra nem kész állapotban lévő brit hadihajók ellen, mint tette azt a Gneisenau parancsnoka a kifutóban lévő Kent páncélos cirkálóval szemben annak ellenére is, hogy nagy kaliberű lövegekkel vették tűz alá. Ebben az esetben az ellenség fölénye nem tudott volna érvényesülni teljes mértékben és a támadók akár sikerrel is járhattak volna. Annál nagyobb lett volna az esély a sikerre, minél közelebb a napkeltéhez érkezett volna a hajóraj a kikötő elé. Az ellenséges kikötőre és az abból eredő viszonyokra való személyes rálátás hiányában ilyen irányú utasítást Spee nem tudott kiadni. Emellett a támadást csak akkor lehetett volna eredményesen végrehajtani, ha a hajóraj a kikötő bejáratánál zárt alakzatban és meglepetésszerűen bukkant volna fel. A dolgok december 8-ai alakulása és a Gneisenau rövid üzenetei alapján Spee nem hozhatott más döntést, minthogy elrendelte erőinek a gyülekezést a helyzet tisztázására, és lehetőség szerint kerülje a vélhetőleg fölényben lévő ellenséges haderővel való harcot.

### A csata megítélése taktikai szempontból (német szemmel)
A csatában részt vevő brit egységek jóval nagyobb erőt képviseltek a németekénél. A páncélos cirkálók harcában a vízkiszorításban több mint kétszeres, tűzerőben csaknem négyszeres volt a brit fölény. A könnyűcirkálók harcában vízkiszorításban nagyjából négyszeres, tűzerőben hatszoros volt ez az előny. Míg a coroneli csata során Spee gróf páncélos cirkálói az erős hullámverés jelentette nehézségek ellenére is 50 perc alatt tüzérségi tűzzel leküzdötték a hasonló típusú hajókból álló ellenséget, addig a brit csatacirkálóknak közel ennyi idő kellett az első találat eléréséhez a csatában, holott az időjárás nem zavarta őket és sokáig Spee lőtávolságán kívülről zavartalanul tüzelhettek. Ezzel szemben mikor a távolság már kedvezett a német páncélos cirkálóknak és tüzérségük egy részével már harcba bocsátkozhattak, már a harmadik sortűzzel találatokat jegyezhettek. A harc a britek kitérése miatt 13:44-kor beálló első szünetéig a Gneisenau mindössze két telitalálatot kapott. A Scharnhorstot a közel négyszeres túlerő végül csaknem három órás küzdelem után tudta legyűrni, a Gneisenaut négy és fél órás küzdelme végén a saját legénysége süllyesztette el. A későbbi skagerraki csata során a Scharnhorst-osztályhoz mérhető Defence, Warrior és Black Prince páncélos cirkálókat az Invincible-éhez hasonló űrméretű lövegekkel felszerelt német kapitális hadihajók – igaz kisebb távolságból – percek alatt tették harcképtelenné.
A hétszeres tüzérségi túlerővel szemben küzdő Leipzignek négy órányi harc után nem volt már bevethető lövege és a fenékszelepek megnyitásával a saját legénysége süllyesztette el. A Nürnberg viszonylag hamar, másfél óra után veszett el, mivel a Kent a rosszabbodó látási viszonyok miatt vállalta a kockázatot és közelebb hajózott hozzá. Végül ezt a hajót is a legénysége süllyesztette el.
A brit hajók gyenge tüzérségi teljesítményének csak részben volt oka a rendkívül óvatos taktika, amivel a hajóik épségét igyekeztek megóvni és ami miatt közepes távolságra sem nagyon próbálták megközelíteni az ellenfelet. A gyenge teljesítmény oka nagyobbrészt az elégtelen felkészítés következménye volt. Megfelelő kiképzéssel a jelentős anyagi fölényüket nagyobb távolságokból is hamarabb és hatékonyabban érvényesíthették volna.
A brit zászlóshajót 22 (más források szerint 25) találat érte, közülük kettő a vízvonal alatt. Az egyik az övpáncél alatt jutott be a hajótestbe és egy 100 tonnás szénraktárban robbant fel, aminek következtében a túloldali raktárt is el kellett árasztani a hajó stabilitásának növelése érdekében. A másik víz alatti találat a hajóorrt érte, ami megtelt vízzel. Egy lövedék az elülső tornyot érte a két lövege között, egy másik a háromlábú árbóc egyik lábát ütötte át, a stabilitását azonban nem befolyásolta. Két lövedék teljesen elpusztította a tiszti étkezdét. Egy lövedék érte a kötöző helyiséget, melybe egy sérült olajtartályból olaj ömlött be, egy találat érte a kantint. A Gneisenau által kilőtt utolsó 21 cm-es tömör acéllövedék elvitte egy 102 mm-es ágyú csövét, majd három fedélzeten áthatolva a tengernagy személyes ellátmánya közé csapódott. Egy 15 cm-es gránát a bal oldalon a hátulsó szárnytorony magasságában ütötte át a hajó oldalát a vízvonal felett. A felépítményt több találat is érte, egy csónakdaru megsemmisült. A fedélzetet több helyütt átütötték a lövedékek és a repeszek, lejárati lépcsősorok tűntek el, emberveszteség ennek ellenére nem volt. Csak az első tiszt sérült meg könnyebben. Ennek oka az volt, hogy a harc ideje alatt a két 20 fős tüzoltócsoportot leszámítva mindenki páncélzattal erősen védett helyen tartózkodott.
Az Inflexible-t három találat érte és ezek egy ember halálát, két-három sebesülését okozták. A rajta elért csekély találatok számának oka az volt, hogy ez a hajó folyamatosan füstbe volt burkolózva, ami nagyban megnehezítette a Gneisenau számára a rá kilőtt lövedékek becsapódásának megfigyelését.
A Cornwallt a Leipzig 18 lövedéke találta el. A találatok közül több a vízvonal alatt érte, ami miatt a bal oldalára kissé megdőlt. Személyi veszteség azonban nem érte. A Cornwall mellett a Leipziggel harcoló Glasgow-t két találat érte. Legénységéből két fő veszítette életét és négyen sebesültek meg.
A Kent a Nürnbergtől 37 találatot kapott, de élőerőben a vesztesége csak 4 halott és 12 sebesült volt. Közülük 10 főt az egyik 15 cm-es lövegének lőrésén betaláló és néhány lőportöltetet begyújtó lövedék sebesítette meg. A cirkáló rádióállomása teljesen megsemmisült.
A csatacirkálókat távolról kísérő és a harcba csak 17:00 körül bekapcsolódó Carnarvon sértetlen maradt.
A brit hajók a nagyszámú elszenvedett találat ellenére is csak kis mértékben sérültek és csak kevesen sérültek meg a fedélzetükön. Ennek az oka az, hogy igyekeztek olyan nagy távolságot tartani a célpontoktól, ahonnan azok már nem érhették el őket ágyúikkal, avagy amennyiben a német ágyúk hatótávolságán belülre kerültek, azok kilőtt lövedékei a röppályájuk vége felé már erősen veszítettek páncélátütő képességükből és ezért nem okozhattak jelentősebb károkat. A német páncélos cirkálóknak végül a fedélzetükön lévő régebbi típusú tömör acéllövedékeket is fel kellett használniuk, melyeknek bár jó páncélátütő képességük volt, nem rendelkeztek robbanótöltettel. A német cirkálók a torpedóikat nem tudták eredményesen alkalmazni, mivel a brit hadihajók nagyobb sebességüknek köszönhetően mindig ki tudtak térni ezen fenyegetés elől.
A britek lőszerfelhasználásáról hiányos adatok állnak rendelkezésre. Luce sorhajókapitány jelentése szerint a Glasgow és a Cornwall közel a teljes lőszerkészletét ellőtte arra a Leipzigre, amelyik Coronelnél már a készlete csaknem ötödét felhasználta (407-et a 2250-ből). Balfour lövegtoronyparancsnok szerint az Invincible elülső lövegtornya a csata során 180 lövedéket lőtt ki és már csak hat maradt a lőszerraktárában. A lövegtorony ezután a másik három torony lőszerraktárából kapott muníciót, mivel azok nem tudtak ilyen intenzitással részt venni a harcban.
Az ütközet során a csatacirkálók közül az Invincible 513 lövést, az Inflexible 661 lövést adott le a fő tüzérségével.
Az Invincible tüzértisztje, Hubert Edward Dannreuther a csatához kapcsolódó jelentésében a következőket írta:
„Egész idő alatt az első árbócon elhelyezett tűzvezetőállás irányította a tüzünket. A tűzvezetés időnként nagyon nehéz volt, mert folyton a szélvédett oldal irányába lőttünk és a fenti kilátást erősen korlátozta a lőpor és kémények füstje. A távolságmérőknek nem sok hasznát vettük és a lövedékek becsapódásának a távolság meghatározásához való megfigyelését (range finding plotting) lehetetlenné tették a látási viszonyok (observation) és a nagy távolság. Lényegében ami ezt az összecsapást illeti, nem számított volna, ha a hajónak nem lett volna egyetlen távolságmérője sem vagy Dumaresq-je, vagy bármi más grafikai felszerelésre (plotting outfit). A Gneisenauval vívott harc későbbi szakaszában a német hajó folyamatosan cikk-cakkban haladt igyekezvén elkerülni a találatokat és a haladási irányát pár percenként folyamatosan változtatta két vonással [22,5°] valamelyik irányba kitérve a normális útirányától. Ezt az iránymódostást nem lehetett észlelni a távolságmérőkkel vagy szabad szemmel és ezért folyamatos korrekciókra (spotting corrections) volt szükség. (…)”
A német hajók lényegében az összes (elérhető) lőszerüket ellőtték a harc során. Ezek a coroneli csata után 445 darab 21 cm-es és 1100 darab 15 cm-es lövedéket jelentett külön-külön a páncélos cirkálóknál, az előbbihez jött még közel 200-200 tömör acéllövedék is. A könnyűcirkálók 1860 darab 10,5 cm-es gránáttal rendelkeztek.
A brit taktika alapja az volt, hogy az ellenfelet a hajóik jelentősebb sérüléseknek való kitétele nélkül győzzék le. Ez leginkább a páncélos cirkálók és a Leipzig elleni harcban mutatkozott meg. Sturdee-nek a kapott parancs értelmében a lehető legrövidebb időn belül kellett megsemmisítenie a Kelet-ázsiai Hajórajt, amit követően a honi vizeken hiányolt csatacirkálókat is harcképes állapotban kellett hazavezetnie. A britek óvatosságának másik oka az ellenfelük teljesítményének nagyrabecsülése volt, ami már a háború elejétől fogva tapasztalható volt és a coroneli csata után még inkább kifejezésre jutott. Ez megmutatkozott a két német páncélos cirkáló csatacirkálók általi üldözése során valamint a Glasgow-nak a Dresden és a Leipzig elleni fellépése során is. Sturdee tengernagy szükségesnek vélte az általános üldözésre (general chase) felszólító parancsát további korlátozó utasításokkal kiegészíteni, majd a parancsot visszavonni, amivel az erőinek egybentartását igyekezett elérni, annak ellenére, hogy egyetlen csatacirkálójának energikus fellépésével egymás után leküzdhette volna a német páncélos cirkálókat. Ez az eljárása ellentétben állt Spee Coronelnél alkalmazott taktikájával, ahol a zászlóshajójával egymaga tört előre, hogy ezzel az ellenséget elvágja a parttól és ezzel biztosítsa az előnyösebb szél felőli oldalt a felzárkózó erői számára. Az összecsapás során Sturdee nem szánta rá magát olyan intézkedések meghozatalára, melyek révén a tüzérségét kedvezőbb taktikai helyzetbe hozta volna és ezzel gyorsabban és hatékonyabban leküzdhette volna az ellenségét. Azt az egyszeri próbálkozását, hogy a kéményfüst okozta kedvezőtlen látási viszonyokon hátraarcot végrehajtva javítson, Spee gróf ellenkező irányú (eltávolodó) manőverrel akadályozta meg. Tekintettel a német páncélos cirkálók gyors ütemben való sebességvesztésére az újabb próbálkozások a szél felőli oldalra kerülésre minden bizonnyal sikerrel jártak volna. Mivel a zászlóshajója végig kitartott a kedvezőtlen pozícióban való maradás mellett, az Inflexible maga döntött úgy, hogy megpróbál átkerülni a kedvezőbb oldalra, ami keserű kritikaként értelmezhető Sturdee hadvezetésével szemben.
Különösen fontos szerep jutott a csata során a Glasgow könnyűcirkálónak, mely egyedüliként a brit cirkálók közül minden német egységnél gyorsabb volt. Testvérhajója, a Bristol hajtóműproblémái miatt csak 10:45-kor tudott útnak indulni és ezért már nem vehetett részt a német cirkálók üldözésében. Raeder megítélése szerint a Glasgow feladata kellett volna legyen energikus fellépéssel, a sebességét kihasználva a német könnyűcirkálókat lekötni és iránymódosításokra késztetni illetve amennyiben lehetséges tűz alá venni őket és találatok révén a sebességüket lecsökkenteni. E taktika révén a brit páncélos cirkálók hamarabb felzárkózhattak volna és a tőlük jóval gyengébb német cirkálókat megsemmisíthették volna. A Glasgow gyorsabb volt az összes német hajónál és ez volt az a brit hajó a nap egésze folyamán, mely a német oldalon leggyorsabb Dresden elfogását elvégezhette volna. Eleinte talán lehettek kétségei afelől, hogy a többi brit hajó be tudja-e fogni a Leipziget és a Nürnberget és ebből fakadóan az lett volna a feladata, hogy ezeket a közeledő páncélos cirkálók karjaiba terelje. A parancsnokának azonban már akkor a Dresden után kellett volna erednie, mikor már látható volt, hogy a Cornwall és a Kent gyors ütemben zárkóznak fel a két másik német könnyűcirkáló mögé. 14:15-kor – Corbett leírása szerint – oly mértékben csökkentette a sebességét, hogy miközben a Leipzighez való távolságát csökkentette, közben a két brit páncélos cirkáló a közelébe érhetett. Ebből látnia kellett a hajó parancsnokának, hogy a Leipzig előbb vagy utóbb a páncélos cirkálók áldozatául fog esni. Csak 14:53-kor nyitotta meg a tüzet a Leipzigre, amit már energikusabb üldözés esetén jóval korábban is megtehetett volna és találatok elérése esetén a Dresden üldözésére válthatott volna.
Raeder megítélése szerint a Glasgow viselkedésére a magyarázat csak az lehet, hogy a parancsnoka óvakodott a hajó hajó elleni küzdelemtől, miután a coroneli csatában a német könnyűcirkálóktól számos találatot kapott míg elérni rajtuk egyet sem tudott. Luce a feladatának azt látta, hogy a Leipziget lekösse addig, míg a Cornwall beérkezik. A Glasgow még akkor sem indult a Dresden után, mikor 16:45-kor a Cornwall tüzet nyitott a Leipzigre. A Leipzig tisztjei pedig úgy ítélték, hogy ekkor még beérhette volna, vagy legalábbis a vizuális kapcsolatot fenntarthatta volna az amúgy már csak szükös szénkészletekkel rendelkező Dresdennel, mely Coronel után lőszerrel sem rendelkezhetett többel, mint a Glasgow. E tisztek megfigyelése szerint úgy tűnt, a Glasgow igyekezett a Cornwall mögé helyezkedni, hogy mögötte találjon fedezéket magának. A Glasgow bátortalan fellépése miatt a csata kezdetén lényegében már megpecsételt sorsú Dresdennek végül sikerült elmenekülnie és további három hónapot és nagy erő- és anyagi ráfordítást követelt a felkutatása az antanttól.
A német hivatalos történetírás szerint a britek végrehajtott taktikai lépései, gyenge tüzérségi teljesítménye valamint a Scharnhorst túlélői iránt tanúsított lovagiatlan magatartása miatt a falklandi csata nem sorolható a brit flotta dicső tettei közé a győzelme ellenére sem. A Scharnhorst hajótörötteinek magára hagyása mögött német feltételezés szerint egy parancs állhatott, amivel a coroneli csata halottait igyekeztek a britek megbosszulni – holott az ottani hajótöröttek kimentésére a Glasgow jelentése alapján sem kerülhetett volna sor a rossz időjárás miatt. A Glasgow parancsnokának magatartása sem volt lovagiasnak nevezhető. Miután a hajó hajó elleni küzdelmet nem vállalta fel, a Leipzig már védekezésre képtelen legénységét közvetlen közelről vette tűz alá és lövette halomra. Annak ellenére tett így, hogy világosan felismerte, az ellenfele már nincs abban a helyzetben, hogy ellenálljon és nincsenek is ilyen szándékai. Embertelen magatartását jól mutatja, hogy végül a tüzérei tagadták meg a mészárlás folytatását. Habár a hadilobogó még felvont állapotban volt a német cirkálón, sem a Glasgow-t, sem a Cornwallt nem fenyegette erősebb ellenségtől érkező támadás, mint korábban Coronelnél a Nürnberget mikor összetalálkozott a Monmouth-szal és a többi brit hajó holléte felől még kétségek lehettek. A Kent parancsnoka, Allen sorhajókapitány sem cselekedett méltóbb módon, mikor röviddel 19:00 óra előtt ismételten kiadta a tűzparancsot a már roncs állapotban lévő Nürnbergre.

## A csata után
A német hadifoglyok sorsa
Stanley-be visszaérkezve december 11-én Sturdee tengernagy zászlóshajója fedélzetére invitálta Pochhammer korvettkapitányt vacsorára és mint díszvendég a tengernagy jobbján foglalhatott helyet. A beszélgetés során Sturdee szemére vetette Pochhammernek, hogy hajójáról aknákat szórtak még akkor is a tengerbe, mikor a brit hajók a hajótöröttek kimentésére közelítettek hozzá. Sturdee állítása szerint puskákkal lövette ezeket az aknának vélt lebegő tárgyakat. Pochhammer döbbenetesnek érezte magát a feltételezést is, hogy egy teljesen szétlőtt cirkáló fedélzetén még egyáltalán lehetnek aknák. Ennek megfelelően ismertette vele azt, aminek feltevése szerint a tengernagy nagyon is tudatában volt, hogy ezek nem aknák voltak, hanem a lőpor tárolására szolgáló fémhüvelyek. Ezeket a vízen lebegni képes tartályokat sok hajótörött használta a felszínen maradáshoz és több német tiszt beszámolt arról, hogy ezekre akkor is lődöztek a britek, mikor hajótöröttek voltak a közelükben.
Sturdee egy másik figyelemre méltó állítása az volt, miszerint Spee meg akarta szállni a Falkland-szigeteket. Ez a feltételezés vélhetően onnan eredt, hogy a brit értesülések szerint Chilében nagyszámú önkéntes csatlakozott Spee hajórajához. Mikor Sturdee-t értesítették a sziget közelében észlelt három kereskedelmi hajóról, ő arra gondolt, hogy ezek szállítják a szárazföldi katonaságként felszerelt csapatokat és céljuk a szigetek elfoglalása. Bár közülük kettőt is sikerült elfogni, de ezeken csak a hajók személyzete tartózkodott. Sturdee ennek ellenére láthatólag továbbra is ragaszkodott a téves feltételezéséhez és úgy vélte, hogy a harmadik német hajón lehettek a „szárazföldi csapatok”. Bár a Seydlitz hamarosan Argentínában kötött ki ahol internálták és katonaság ennek fedélzetéről sem került elő, ez a legenda a későbbiek során is megmaradt.
Valójában összesen csak mintegy 120 fő csatlakozott a német hajórajhoz az országban tartózkodó tartalékosok közül és az itt horgonyzó német kereskedelmi hajók személyzetéből, így nyilvánvalóan a németeknek nem lett volna meg az erejük a Falkland-szigeteki támaszpont megszállására.
A vacsora végi pohárköszöntő egy kellemetlen incidenssé fajult, melyre Pochhammer így emlékezett vissza:
„Ekkor [Sturdee] emelte is a poharát: „Nos, bizonyára nem várja el, hogy a Kaiser egészségére igyunk, így…”, itt szünetet tartott. Nem sejtettem semmi jót. A lélegzetem elakadt. – Ekkor kifakadt belőle: „így hát igyunk György király egészségére!” Mindenre fel voltam készülve, de erre nem. Egy pillanatig eltartott, míg e szavak értelmét, a mögöttük rejlő szörnyű rosszindulatot felfogtam. Nem sok hiányzott hozzá, hogy a pohár a kezem szorításában szétpattanjon, olyannyira fel voltam háborodva bensőmben. Egy pillanatra arra gondoltam, hogy a pompás tartalmát a magasrangú úr arcába löttyintsem. Visszagondolva néha meg is bánom, hogy nem tettem ezt meg. Végül uralkodtam magamon, poharamat anélkül, hogy ittam volna belőle letettem az asztalra és nem hagytam kétséget afelől, mennyire erősen hatott rám ez az otromba tapintatlanság. Csend ült a teremre. Az Inflexible parancsnoka számára kínos volt az incidens. A témáról elterelve a szót igyekezett a felettese segítségére sietni. Én azonban fagyos szótlanságba burkolóztam.”
Sturdee ezzel ellentétben később valótlanul azt állította, hogy a német tiszt a vacsora végén a brit uralkodó egészségére ivott tisztjeivel. Másnap Sturdee a következő szöveges üzenetet küldte Pochhammernek, mely Raeder megítélése szerint rávilágít egyes brit parancsnokok számára érthetetlen gondolkodásmódjára:
H. M. S. „Invincible” Port Williamnél (Falkland-szigetek)
(Memorandum No. 44) 1914. december 12.
Fel szeretném hívni a figyelmét arra a tényre, hogy az életüket emberiességből mentettük meg. Az Önök hajói mikor legyőzték őket nem adták meg magukat, ezért nem volt szükséges kimenteni Önt és az embereit.
Ennélfogva elvárom Öntől, használja fel a befolyását annak érdekében, hogy ne törjön meg ez a bizalom az Angliába vezető hosszú út során. Az ellátás amiben részesülnek az út során a tisztek és a legénység viselkedésétől fog függeni.
J. C. D. Sturdee
Altengernagy, főparancsnok.
Ez alapján Sturdee úgy vélte, hogy a német tengerészek „különleges kegyben” részesültek, mikor kimentették őket. Ugyanakkor a britek a németek szemére vetették, hogy a tengeri hadviselés szabályaival szemben a harcképtelenné vált hajóikon nem vonták be a hadilobogót és nem adták át azokat a győzteseknek. (Arról Corbett itt láthatólag megfeledkezik, hogy hasonlóan kilátástalan helyzetben Coronelnél a Monmouth sem vonta be a hadilobogót.)
Raeder a memorandumnál felhívja a figyelmet arra, hogy Sturdee hangsúlyos állítása szerint egyik német hadihajó sem adta meg magát. Ezzel egyben rámutat azokra az antant médiáiban megjelent valótlan állításokra, miszerint a Nürnberg bevonta volna a hadilobogót a megadás jeleként.
A csatában hadifogságba esett német tengerészeket Port Stanley-ben előbb a Canopus fedélzetén szállásolták el, majd a Macedonia és a Crown of Galicia segédcirkálókon Angliába szállították őket. A foglyok a velük való bánásmódot csaknem kifogástalannak ítélték meg, leszámítva azt a brit haditengerészetnél látszólag gyakran folytatott gyakorlatot, hogy a hadifoglyok tulajdonával saját belátása szerint rendelkezett.
Sturdee fogadtatása
Az egy német könnyűcirkáló túlélésének hírét nem fogadták pozitívan a londoni admiralitásnál. Fisher tengernagy úgy vélte, hogy korábban Sturdee kezdetbeni rossz döntései vezettek a coroneli vereséghez, és ezért a Dresden megmenekülésében újabb támadási felületet talált rajta. A két csatacirkáló hazai vizekre való visszarendelése is vélhetőleg a türelmetlenségének megnyilvánulása volt Sturdee iránt. Sturdee-nek hazafelé tartva részletesen be kellett számolnia az események lefolyásáról. Egy sor üzenetváltás következett, melyekben Fisher kétszer is rákérdezett, hogy miért nem küldte egyik hajóját sem azonnal Punta Arenas-ba, mikor az admiralitás értesítette a Dresden ittlétéről. Egy korábbi üzenetére visszautaló válaszát ebben a nyers formában utasították el: „Az ön által küldött 30. [számú üzenet] nem ad választ a kérdésre.”
Sturdee erre öt nyomós okkal válaszolt és az üzenetet a következőkkel zárta:
 „… Őlordsága a két ellenséges páncélos cirkáló elpusztításával bízott meg engem főparancsnokként és én azon fáradoztam, hogy legjobb képességeim szerint teljesítsem ezt a parancsot. Alásan utalok arra, hogy a cselekedeteimet három különböző üzenetben kifejtettem és az ezt követő intézkedések nem kecsegtettek a siker reményével…”
Az admiralitás válasza a következő volt:
„Az ön táviratának utolsó szakasza helytelen. Ilyen jellegű megfigyelési feladatok előzőleg nem meghatározandók. Őlordsága várja az írásbeli jelentését, mielőtt további végkövetkeztetések levonásra kerülnének.”
Sturdee a sikere elismeréseként bárói rangot kapott, azonban Fisher számos általa ajánlott kitüntetést és előléptetést megtagadott, miután a beosztottja lett. Mikor 1915 februárjában Sturdee a 4. csatahajóraj parancsnokságának átvételéhez északra utazott és ez előtt még berendelték az admiralitáshoz, Fisher és Churchill mindössze öt percet szántak rá és ez idő alatt a falklandi csatát még csak meg sem említették.
„Zsákmánypénz”-vita
A csata után a brit oldalon kisebb vita alakult ki a harcképtelenné tett hajók után járó „fejpénzek” szétosztása miatt. 1916-ban a Canopus egykori parancsnoka, az ekkor már ellentengernagyi fokozattal bíró Grant igyekezett a zsákmánypénzből (Prize Money) részt szakítani magának és a hajója legénységének arra hivatkozva, hogy a hajója erődítette meg Port Stanley-t, az első lövések leadásával elűzte a Gneisenaut és a Nürnberget, biztosította Sturdee rajának a szénvételezését és ellátmányozását december 7-én és 8-án, megfelelő módon értestette a rajt a németek érkezéséről és a hajójának az egyik gellert kapó lövedéke végzett a Gneisenau öt tengerészével. (A német hajókkal kapcsolatos állításai tényszerűen valótlanok voltak.) 1916. december 21-én a zsákmánybíróság (Prize Court) úgy ítélkezett, hogy a tengerészeti zsákmányjogi törvény (Naval Prize Act) értelmében a Canopus nem volt annak a hajórajnak a tagja, amely a német hajókat megsemmisítette és visszautasította Grant követelését. Raeder leírása szerint a németek elítélték ezt a brit haditengerészetnél dívó gyakorlatot.

## Következmények
A csata következményeképpen Németország egyetlen tengerentúli hajóraja, az Ostasiengeschwader mint katonai alakulat megszűnt létezni. A Dresden későbbi elsüllyedését követően a távoli vizeken reguláris német hadihajók már nem veszélyeztették az antant kereskedelmi hajózását. Németország azonban a háború végéig még több felfegyverzett kereskedelmi hajót indított útnak a kereskedelmi háború megvívására, melyek jelentős károkat tudtak okozni az ellenségnek (Möwe, Wolf, Seeadler).
A győztes csata révén a britek négy csatacirkálójukat visszarendelhették a honi vizekre, és ezt követően itt jóval aktívabban léphettek fel. A tengeren túli állomáshelyek páncélos cirkálóinak nagy részét is visszarendelhették, és bevethették őket az Északi-tenger blokádjánál, amelynek fenntartása még inkább a brit hadműveletek előterébe került. Ezzel megszűnt a Hochseeflotte tehermentesítése, mely számára a brit csatacirkálók kivonása az Északi-tengerről jó alkalmat biztosított volna a Grand Fleettel való kedvezőbb erőviszonyok melletti megmérkőzésre. Erre a legkiválóbb alkalmat a december 15-16-án végrehajtott angol partok elleni támadás kínálta volna.
A brit értékelések megjegyzik, hogy a Dél-Amerika nyugati partjainál folyó kereskedelem, melyet Falkland után csak a Dresden és a Prinz Eitel Friedrich veszélyeztettek, ismét teljes mértékben beindult. Más források szerint valójában azonban az antant áruforgalma ezeken a vizeken a Dresden 1915 márciusi elsüllyedéséig lényegében teljesen leállt, és csak ezt követően indult be ismét. A brit történetírást szerkesztő Corbett szerint a győzelem nem tekinthető a brit tradíciók felfogása szerinti teljes győzelemnek, mivel a Dresden elmenekülése miatt a vizek nem váltak szabaddá (szabadon hajózhatóvá az antant számára).
Míg Coronel után a németpárti hangok megerősödtek Dél-Amerikában, addig a Falkland-szigeteknél elszenvedett súlyos vereség az antant befolyását erősítette a térségben. A csata lefolyásának részletei nagy tiszteletet váltottak ki ezen országokban Spee és hajóraja iránt, de azt már biztosra vették, hogy a német katonai jelenlét nem fog visszatérni a háború során Dél-Amerikába, így pedig gazdaságilag egyre inkább az antanthoz sodródtak.

## Emlékezete

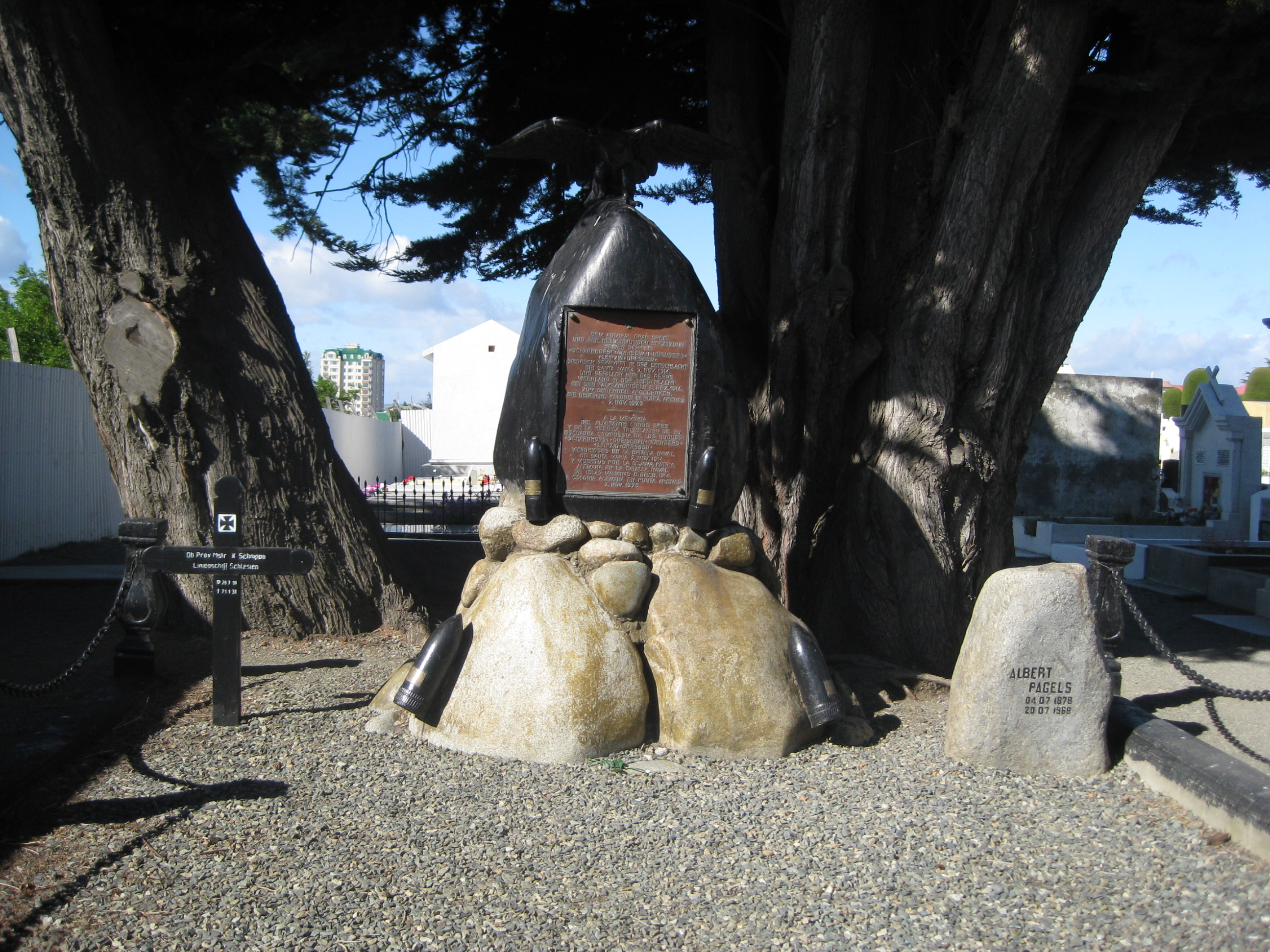
A német hajóraj csatában elesett tengerészeinek emlékműve a Punta Arenas-i temetőben

- A tengerészeti témák megfestéséről ismert Hans Bohrdt professzor a Nürnberg matrózainak kitartását örökítette meg „Az utolsó ember” (Der letzte Mann) című festményén. Az alkotó ábrázolása annyiban pontatlan volt, hogy a képen csak egy matrózt festett meg, továbbá a jelenetet tévesen a Leipzighez kötötte. A festménynek 1916-ban nyoma veszett.
- A Punta Arenas-i német közösség a háború után emlékművet állított az elveszett német hajórajnak, melyen német és spanyol nyelven a következő szöveg áll:

„Gróf Spee tengernagynak és hajói • Scharnhorst • Gneisenau • Nürnberg • Leipzig • Dresden • hősi bátorságú legénységének. Győzedelmesen harcoltak a Santa Mariánál vívott csatában 1914. nov. 2-án és elestek a távoli Hazáért a Falkland-szigeteknél vívott csatában 1914. dec. 8-án. Méltó emlékül állította a Punta Arenas-i német kolónia. 1925. nov. 2.”
- A háború utáni Reichsmarine (későbbi Kriegsmarine) első csatahajóosztályának (Scharnhorst-osztály) és második könnyűcirkálóosztályának (Leipzig-osztály) két-két egységét a Falkland-szigeteknél elveszett német cirkálók után nevezték el, míg a hajóarajt vezető Spee tengernagy tiszteletére az egyik zsebcsatahajó (nehézcirkáló) az Admiral Graf Spee nevet kapta.
- December 8-ikára a Falkland-szigeteken minden évben megemlékeznek és ez a nap munkaszüneti nap (Battle day).

## Függelék
„Az Admiralstab Spee altengernagy számára 1914. október 10-én elküldött
és november 18-án kézbesített üzenete
1. Tanácsos a cirkálóháborút olyan mértékben folytatni, amennyire a zsákmányjog megengedi.

Franciaország előreláthatólag hamarosan szén- és gabonahiánytól fog szenvedni. A külhoni hadműveletekre vonatkozó parancsoktól eltérve ezen nyersanyagok szállítási útvonalainak zavarása is nagyon fontos.
2. A Csendes-óceánon folytatott cirkálóháború kevés sikerrel kecsegtet.

Az Atlanti-óceánon a cirkálóháború az erős ellenőrzés miatt, amit az ellenség a fő kereskedelmi útvonalai biztosítására bevezetett, csak akkor lehetséges, ha több olyan hajó tevékenykedik együtt, melyeknek nem kell tartaniuk az ellenséges hadihajók megtámadásától.

A csoportokban operáló hajók szénnel való ellátása másrészről nehézkes és egyre inkább nehezebb lesz, mivel a semleges államok angol nyomásra egyre több kiviteli korlátozást léptetnek életbe. A New York-i etap közvetítésével való szénellátással aligha lehet már számolni. A szénellátás elfogott hajókról való megoldása a csoportokban tevékenykedő cirkálók esetén aligha lesz elégséges.
3. Ennélfogva azt tanácsoljuk Önnek, hogy a cirkálóháborút, amennyiben Ön ennek idejét elérkezettnek látja, szakítsa meg és az összes hajójával, melyeket össze tud vonni, induljon haza. Az összes összevont hajó az Ön parancsnoksága alá kerül.

A „Kronprinz Wilhelm” segédcirkálót ebben az esetben fel kell adni, mivel nagy a szénfogyasztása és csekély a harcértéke.
4. A honi vizekre való áttörés nem tűnik lehetetlennek abban az esetben, ha kellőképpen elő van készítve és szerencse kíséri. Előfeltétele az, hogy Dél-Amerikában olyan sok szén kerüljön beszerzésre, hogy az a Kanári-szigetek, avagy legalább a Zöld-foki szigetek eléréséhez elég legyen.

A legkedvezőbb az lenne, ha sikerülne az Atlanti-óceán északi részén futó angol kereskedelmi utak védelmét olyan meglepetésszerűen áttörni, hogy az ellenséges cirkálók ne tudjanak gyülekezni az áttörés elhárításához. Ennek sikere mindazonáltal valószínűtlen.

Az ellenség északi-tengeri előőrseinek vonalán lehetőleg a Hochseeflotte erőinek közreműködésével kell áthaladni. Emiatt kérjük a szándékát idejekorán jelezze.
5. A hírközlést innen Nauenen és Norddeichen, esetleg Hannoveren keresztül bonyolítjuk. További részleteket a mellékletben talál. (A melléklet pontos adatokkal szolgál a Németországgal való rádión keresztüli kapcsolatfelvétel lehetőségeiről, a rádiójelzések leadásának időpontjairól, hullámhosszáról, hívásokról.)
6. A 6-os szakasz pontos információkkal szolgál az Atlanti-óceánon és az Északi-tengeren lévő ellenséges erők helyzetről, a brit kereskedelmi útvonalakat védelmező rendszerről, az Északi-tenger blokádjának vonalairól, az angol [flotta] zömének magatartásáról, a tengeralattjárók előfordulásáról és a Belten és a Sundon való áthaladás lehetőségeiről.
7. Argentína és főképp Brazília kevéssé barátságos, Portugália egy ideig közel volt ahhoz, hogy csatlakozzon az ellenségeinkhez, de most láthatólag meggondolta magát. Hogy ez meddig tart ki, kétséges.

Spanyolország semleges.
8. Az afrikai gyarmataink közül Togo teljesen az ellenségeink kezén van, az ottani rádióállomást lerombolták. Kamerunban Dualát megszállták az angolok. A belső területeken győzedelmesen vissza lettek verve. Délnyugat-Afrikába Fokföld felől tengeren érkezett csapatok törtek be.

A földközi-tengeri helyzet. Próbálkozások vannak rábírni Törökországot egy Oroszország elleni csapásra és egy Egyiptom ellen indítandó expedíció megindítására (a Szuezi-csatorna lezárását célozandó). A Goeben és a Breslau Konstantinápolyban vannak, hogy később a rendelkezésre álló török hajókkal, melyek legénységét ők képzik ki, a Fekete-tengeren lépjenek fel Oroszország ellen. A török hajók fedélzetén és a Dardanellák valamint a Boszporusz erődítményeiben német különítmények vannak. A Dardanellák le vannak zárva (aknákkal).

Az osztrák[-magyar] flottát az Adrián blokádolja a francia flotta.

Az angol földközi-tengeri flottakötelékéből az „Invincible”, „Inflexible” és „Indomitable” valószínűleg vissza lettek vonva. A többi hajó rombolókkal és tengeralattjárókkal a Dardanellák előtt és görög vizeken állomásoznak. A páncélos cirkálók egy részét a Vörös-tengeren látták.

Konstantinápolyban építés alatt áll egy nagy rádióállomás. Hívójele még nem lett meghatározva. Várhatóan november közepére készül el.

A Gibraltári-szorosban nincsenek aknák, ellenben folyamatosan járőröznek itt rombolók.
9. a–c) pontjai a Kanári-szigeteken lévő szénkészletekről szolgáltat adatokat, melyeket 14 000 tonnára becsülnek, valamint semleges gőzösökét, melyeket részben a honi tengerészhatóságok, részben a New York-i etap bérelt 40 000 tonna körüli mennyiségben; ehhez jött még két német gőzhajó 11 000 tonnával.
d) Amennyiben Portugália addig az ellenséges táborhoz csatlakozna, ami ebben az esetben Nauenen és Hannoveren keresztül közlésre kerülne, akkor esetleg lehetséges lenne a portugál szigeteken (Zöld-foki szigetek, Azori-szigetek, Madeira).
e) Izlandtól nyugatra egy találkozási vonal lett kijelölve, amely 65° 0’ Észak, 26° 0’ Nyugat koordinátákon lett kijelölve és nyugati irányban 30 tengeri mérföld hosszan nyúlik el, emellett arra az esetre, ha a jég az adott vonalon a tartózkodást lehetetlenné teszi, a 64° 30 Észak, 26° 0’ Nyugat koordinátákon lett kijelölve egy találkozási pont. Izland nyugati partja télen általában jégmentes szokott maradni és a szakértők információi szerint a jégakadályok szélvédett oldalán a szénvételezés gőzhajókról való vételezése megoldható. Adott esetben Izland egyik öblében kellene védelmet keresni, számolva a felfedezés és jelentés lehetőségével, azzal az előfeltétellel, hogy az ellenség ellenlépést csak olyan későn tudjon megindítani, hogy elég idő maradjon a szénvételezéshez. (Legközelebbi angol bázis: Feröer-szigetek).

Erre a találkozási vonalra a Norddeutscher Lloyd „Brandenburg” gőzöse lesz kiküldve, mely jelenleg 5000 tonna szénnel várakozik Drontheimben [Trondheim] és amennyiben sikerül kifutnia. A gőzhajó fel van szerelve rádiókészülékkel és a kereskedelmi hajó rejtjelkulcsa megtalálható a fedélzetén; a továbbiakban kísérlet tettetik arra, hogy Európa semleges országaiból vagy Amerikából semleges szénszállítók küldessenek oda. Az eredmény Nauen, Hannover, Norddeich [rádióállomásain] át kerül ismertetésre.” ”

Az alábbi rész Sturdee altengernagy falklandi csatáról az admiralitásnak tett, Naval-History.net oldalon fellelhető jelentésének fordítását tartalmazza.

„Sturdee altengernagy 1912. december 12-én kelt jelentése a falklandi csatáról
Admiralitás, 1915. március 3.
A tengeren hajózó Invincible fedélzetén, 1914. december 12.
URAM, 

Tisztelettel küldöm az 1914. december 8-ai, egy német hajórajjal a Falkland-szigetek közelében vívott ütközet jelentését.
Az a megtiszteltetés ért engem, Uram, hogy alás szolgád lehetek,

F. C. D. STURDEE, altengernagy, főparancsnok
Titkárság, admiralitás
(A.) Megelőző hadmozdulatok.
(B.) A páncélos cirkálókkal vívott ütközet.
(C.) A könnyűcirkálókkal vívott ütközet.
(D.) Az ellenséges csapatszállítók elleni fellépés.
(A.) MEGELŐZŐ HADMOZDULATOK.
Az Őfelsége zászlóshajómként szolgáló, Percy T. H. Beamish kapitány parancsnoksága alatti "Invincible", a Richard F. Phillimore kapitány parancsnoksága alatti "Inflexible", az Archibald P. Stoddart ellentengernagy zászlóshajójaként szolgáló, Harry. L. d’E. Skipwith kapitány parancsnoksága alatti "Carnarvon"; a Walter M. Ellerton kapitány parancsnoksága alatti "Cornwall"; a John D. Allen kapitány parancsnoksága alatti "Kent", a John Luce parancsnoksága alatti "Glasgow"; a Basil H. Fanshawe kapitány parancsnoksága alatti "Bristol" és a Bertram S. Evans kapitány parancsnoksága alatti "Macedonia" hajói 1914. december 7-én, hétfő d. e. 10:30-kor megérkeztek a Falkland-szigeteki Port Stanley-be. A szénvételezés azonnal megkezdődött annak érdekében, hogy a hajók készen álljanak az ellenség hajórajának felkutatásának folytatására másnap, december 8-ikán este.
December 8-án, kedden d. e. 8 órakor a parton lévő jelzőállomásról egy jelzés érkezett:
"Egy északnak tartó négykéményes és egy kétkéményes hadihajó látható a Sapper Hillről."
A raj hajóinak elhelyezkedése ekkor a következő volt:
"Macedonia": Megfigyelőként lehorgonyzova.
"Kent" (őrhajóként): Port Williamben horgonyzott.
“Invincible" és "Inflexible": Port Williamben horgonyoztak.
"Carnarvon": Port Williamben.
"Cornwall": Port Williamben.
"Glasgow": Port Stanley-ben.
"Bristol": Port Stanley-ben.
A "Kent" azonnal parancsot kapott a horgony felvonására és egy általános jelzés került leadásra a kazánok teljes sebesség eléréséhez szükséges felfűtésére.
D. e. 8.20-kor a jelzőálloms egy újabb füstoszlop feltűnését jelentette déli irányban és a "Kent" d. E. 8.45-kor a kikötőn áthaladva a bejáratnál foglalt állást.
A Heathcoat S. Grant kapitány parancsnoksága alatti "Canopus" d. e. 8.47-kor jelentette, hogy az első két hajó 8 mérföldnyire vannak és a d. e. 8.20-kor jelentett füst két nagyjából 20 mérföldre lévő hajó füstjének tűnik.
D. e. 8.50-kor a jelzőállomás egy újabb füstoszlop észlelését jelentette déli irányban.
A "Macedonia" a horgony felvonására kapott parancsot a másik hajók belső oldalán és további parancsok bevárására.
D. e. 9.20-kor az ellenség két élen haladó hajója (a "Gneisenau" és a "Nürnberg"), ágyúikat a rádióállomásra irányozva, a "Canopus" lőtávolságán belülre kerültek és az tüzet nyitott rájuk a sík területen át 11,000 yard távolságból. Az ellenség hirtelen felvonta a hadilobogóit és elkanyarodott. Ekkor az ellenség árbócai és füstje láthatóvá váltak az "Invincible" felső hídjáról körülbelül 17,000 yard távolságból a sík területen át Port Williamtől délre.
Néhány perccel később a két cirkáló az irányát balra módosította, hogy ezáltal a kikötő bejáratánál lévő "Kent" felé közelítsen, de úgy tűnik hogy a szárazföldön át észlelték az "Invincible" és "Inflexible" csatacirkálókat, mivel hirtelen irányt változtattak és növelték a sebességüket, hogy csatlakozzanak a kísérőikhez.
A "Glasgow" felvonta a horgonyt és d. e. 9.40-kor elindult azzal a paranccsal, hogy csatlakozzon a "Kent"-hez és figyelje meg az ellenség mozgását.
D. e. 9.45-kor a hajóraj – leszámítva a "Bristol"-t – felszedte a horgonyt és kifelé indult a kikötőből a következő sorrendben: Carnarvon," "Inflexible," "Invincible" és "Cornwall".A Pembroke világítótorony mellett való elhaladáskor az ellenség öt hajója tisztán kivehető volt délkeleti irányban, egész hajótestükkel együtt. A látótávolság maximális, a tenger nyugodt volt fényes napsütéssel, tiszta égbolttal és gyenge északnyugat felől fújó széllel.
D. e. 10.20-kor általános üldözésre felszólító jelzés lett leadva. A csataacirkálók gyorsan a "Carnarvon" elé kerültek és megelőzték a "Kent"-et. A "Glasgow" az "Invincible" előtt két mérföldre való haladásra kapott parancsot és az "Inflexible" a zászlóshajótól jobbra és mögötte foglalt állást. D. e. 11.15-kor a sebesség 20 csomóra lett mérsékelve, hogy a többi cirkáló is felzárkózhasson.
Ekkor az ellenség[es hajók] kéményei és hídjai még épp látszódtak a horizont felett.
A "Bristol"-tól d. e. 11.27-kor az az információ érkezett, hogy három ellenséges hajó tűnt fel Port Pleasant előtt, valószínűleg szénszállítók vagy csapatszállítók. A "Bristol" azt az utasítást kapta, hogy "Macedonia"-t vegye a parancsnoksága alá és pusztítsa el a csapatszállítókat.
Az ellenség még mindig tartotta a távolságot és d. u. 12.20 órakor úgy döntöttem, hogy a két csatacirkálóval és a "Glasgow"-val támadást intézek.
D. u. 12.47 órakor a “Tüzet nyitni és harcba lépni az ellenséggel” jelzés lett leadva.
Az "Inflexible" d. u. 12.55 órakor nyitott tüzet az elülső lövegtornyából az ellenség jobbkéz felől lévő hajójára, egy könnyűcirkálóra, pár perccel később az "Invincible" nyitott tüzet ugyanerre a hajóra.
A 16,500 és 15,000 yard közti távolságokból a jobb kéz felőli, leszakadóban lévő könnyűcirkálóra leadott tűz túlságosan fenyegetővé vált és ahogy d. u. 1.20 órakor az egyik lövedék közel csapódott be az oldalához, az (a "Leipzig") a "Nürnberg"-gel és a "Dresden"-nel egyetemben délkeleti irányba kanyarodott. Ezeket a könnyűcirkálóknak a "Kent", a "Glasgow" és a "Cornwall" azonnal a nyomukba szegődtek, megfelelően az kapott utasításaiknak.
Az ütközet végül három külön összecsapássá fejlődött, a másodlagos jelentőséggel bíró partraszállás jelentette fenyegetés elhárításán felül.
(B.) A PÁNCÉLOS CIRKÁLÓKKAL VÍVOTT ÜTKÖZET.
A csatacirkálók tüzükkel a "Scharnhorst"-ot és a "Gneisenau"-t vették célba. Ennek hatása hamar megmutatkozott, miután d. u. 1.25 órakor a "Scharnhorst"-tal az élen 7 vonással való bal oldali, sorban végrehajtott kanyarodást hajtottak végre és d. u. 1.30 órakor tüzet nyitottak. Röviddel ezután a sebességet 24 csomóra csökkentettük és a csatacirkálók parancsot kaptak az együtt való kanyarodásra, ami által csatasort alkottak az "Invincible"-el az élen.
A távolság 13,500 yard körüli volt a kanyarodás végén és növekedett, míg d. u. 2 órára elérte a 16,450 yardot.
Ekkor (d. u. 2.10órakor) az ellenség 10 vonással jobbra fordult és az üldözés egy második fázisa kezdődött meg, mígnem d. u. 2.45 órakor a csatacirkálók ismét tüzet nem nyitottak; ami az ellenséget arra késztette, hogy line ahead forduljanak bal felé és d. u. 2.55 órakor tüzet nyissanak.
A "Scharnhorst" elején tűz ütött ki, de nem jelentős és a lángok érezhetően alábbhagytak; a "Gneisenau"-t az "Inflexible" súlyosan megrongálta.
D. u. 3.30 órakor a and "Scharnhorst" led round mintegy 10 potnyival jobb felé; közvetlen előtte a tüzelése érezhetően csökkent és egy lövedék ellőtte a harmadik kéményét, néhány ágyúja már nem tüzelt és úgy tűnt, a kanyarodást az a szándék vezérelte, hogy a job oldali ágyúival bocsátkozhasson harcba. A tűz hatása a "Scharnhorst"-on egyre inkább nyilvánvalóvá vált a tüzek okozta füst és az elszökő gőz révén; időnként egy-egy lövedék az oldalán nagy kiterjedésűnek tűnő lyukat ütött az oldalán, melyen át halványan (dull) láthatóvá váltak a vörösen izzó lángok. D. u. 4.4 órakor a "Scharnhorst", melyen az utolsó pillanatig fel volt vonva a hadilobogó, hirtelen erősen balra dőlt és egy perc múlva világossá vált, hogy megpecsételődött a sorsa, mivel a dőlés nagyon gyorsan nőtt, mígnem a keresztárbócai már a vízbe értek és d. u. 4.17-kor el nem tűnt.
A "Gneisenau" az egykori zászlóshajójának túlsó oldalán haladt tovább és folytatta az eltökélt, de hatástalan harcát a két csatacirkáló ellen.
D. u. 5.8 órakor az első kémény elborult és a második kéménynek dőlve állapodott meg. És szemmel láthatólag komoly gondban volt és az ágyúinak tüze erősen lelankadt.
D. u. 5.15 órakor a "Gneisenau" egyik lövedéke eltalálta az "Invincible"-t, ami az utolsó hatásos próbálkozása volt.
D. u. 5.30 órakor a zászlóshajó felé fordult erősen jobbra megdőlve és úgy tűnt megállt, gőz áramolva ki a kieresztő vezetékein [escape-pipes] és a becsapódó lövedékek és tüzek füstje gomolygott mindenütt. Ekkor a “Tüzet szüntess” jelzés leadására adtam parancsot, de még mielőtt ennek a zászlóit felvonták volna a “Gneisenau” ismét tüzet nyitott és egy ágyúval időnként lőve folytatta a tüzelést.
D. u. 5.40 órakor a három hajó megközelítette a “Gneisenau”-t és ekkor az elülsö (at her fore truck) lobogóját láthatólag bevonták, de a csúcszászlója továbbra is fent lobogott.
D. u. 5.50-kor ki lett adva a “Tüzet szüntess” parancs.
D. u. 6 órakor a “Gneisenau” nagyon hirtelen átfordult és látni lehetett a fedélzetén összegyűlt embereket, akik az oldalán sétáltak amint egy percig az oldalára volt dőlve és mielőtt elsüllyedt. 
A “Gneisenau” hadifoglyai arról számoltak be, hogy mire felhasználták az összes lőszerüket mintegy 600 fő meghalt vagy megsebesült. Az életben maradt tiszteket és legénységet mind a fedélzetre rendelték és arra utasították őket, hogy függőágyakat és egyéb olyan tárgyakat vegyenek magukhoz ami segítheti őket a vízben.
A hajó felborulásakor mintegy 200 sértetlen túlélő volt a vízben, de a hideg víz okozta sokk miatt sokan úgy haltak meg, hogy már látták őket a mentőcsónakokből és a hajóról.
Minden meg lett téve az emberéletek megmentésére amilyen gyorsan csak lehetett, úgy a mentőcsónakok, mind a hadihajók részéről; mentőbójákat dobtak a vízbe és kötélhágcsókat engedtek le, de csak egy részüket lehetett megmenteni. Az “Invincible” egyedül 108 embert mentett ki, közülük tizennégyen már holtan lettek a fedélzetre húzva; ezeket az embereket másnap teljes katonai tiszteletadással a hullámsírba temettük.
 (C.) A KÖNNYŰCIRKÁLÓKKAL VíVOTT ÜTKÖZET.
D. u. 1 óra körül, mikor a “Scharnhorst” és a “Gneisenau” balra kanyarodott, hogy az “Invincible”-el és az “Inflexible”-el harcba bocsátkozzon, az ellenség könnyűcirkálói a meneküléshez jobbra tértek ki; az élen a “Dresden” haladt, a “Nürnberg” és a “Leipzig” két oldalról követték.
Az utasításaimnak megfelelően a “Glasgow”, a “Kent” és a  “Cornwall” egyszerre e három hajó üldözésére indultak; a “Carnarvon”, melynek sebessége nem volt elegendő ezek [a német könnyűcirkálók] megelőzéséhez, a csatacirkálókhoz csatlakozott.
A “Glasgow” jóval “Cornwall” és  “Kent” előtt haladt és d. u. 3 órakor 12,000 yard távolságból tűzharcba keveredtek a “Leipzig”-gel. A “Glasgow” célja az volt, hogy a “Leipzig”-et a nagyobb hatótávolságú 6-hüvelykes lövegeivel tűz alá vegye és iránymódosításra kényszerítse, ami által “Cornwall” és a “Kent” esélyt kapott a harchoz való csatlakozáshoz.
D. u. 4.17 órakor a “Cornwall” is tüzet nyitott a “Leipzig”-re.
D. u. 7.17 órakor a “Leipzig” első és hátsó része lángokban állt, a “Cornwall” és a “Glasgow” beszüntették a tüzelést.
A “Leipzig” bal oldalára dőlt és d. u. 9 órakor eltűnt a hullámok között. Hét tiszt és tizenegy legénységi állományú tengerész maradt életben.
D. u. 3.36 órakor a “Cornwall” a “Nürnberg” megtámadására utasította a hozzá legközelebb lévő cirkálót, a “Kent”-et.
A gépház részlegének kiváló és fárasztó erőfeszítésének köszönhetően a “Kent” lőtávolságon belülre tudott kerülni a “Nürnberg”-hez d. u. 5 órakor. D. u. 6.35 órakor a “Nürnberg” elülső része kigyulladt és beszüntette a tüzelést. A “Kent” is beszüntette a tüzelést és 3,000 yardra megközelítette [a “Nürnberg”-et]; mivel a “Nürnberg” hadilobogója még mindig fel volt vonva, a “Kent” ismét tüzet nyitott. Végül öt perc múlva a tüzelést ismét beszüntették, mivel bevonták a lobogókat és minden előkészületet megtettek az emberéletek megmentésére. A “Nürnberg” d. u. 7.27 órakor süllyedt el, miközben az embereinek egy csoportja egy rúdra erősített német lobogót lengetett. Tizenkét embert mentettek ki, de közülük csak heten maradtak életben.
A ”Kent” fedélzetén négyen veszítették életüket és tizenketten sebesültek meg, többségük sebesülését egy gránát találata okozta.
Mialatt a három cirkáló a “Nürnberg”-gel és a “Leipzig”-gel küzdött, a tőlük messzebb lévő “Dresden” a nagyobb sebességének köszönhetően el tudott menekülni. A cirkálók közül egyedül a ”Glasgow” rendelkezett elegendő sebességgel, hogy sikerrel üldözőbe vehesse. Azonban a ”Leipzig” elleni küzdelem teljesen lekötötte több mint egy órán át, mielőtt a ” Cornwall” vagy a ”Kent” lőtávon belülre érkezhetett. Ezidőalatt a ”Dresden” képes volt növelni az előnyét és látókörön kívülre került.
Az időjárás d. u. 4 óra után megváltozott és a látótávolság erősen lecsökkent; továbbá az ég is beborult és felhőssé vált, segítve a ”Dresden” szemmel tartás nélküli elmenekülését.
(D.) AZ ELLENSÉG CSAPATSZÁLLíTÓI ELLENI FELLÉPÉS.
D. e. 11.27-kor a H. M. S. “Bristol” fogott egy jelentést, miszerint az ellenség három hajója, vélhetőleg csapatszállítók vagy szénszállítók, tűntek fel Port Pleasant előtt. A “Bristol” azt az utasítást kapta, hogy vegye maga mellé a “Macedonia”-t és pusztítsa el a csapatszállítókat.
A H. M. S. “Macedonia” azt jelentette, hogy csak két hajó, a “Baden” és a “Santa Isabel” volt jelen; mindkét hajót elsüllyesztették a legénységük eltávolítása után.
Örömmel jelentem, hogy a parancsnokságom alatti tisztek és legénység bámulatos hatékonysággal és higgadtsággal teljesítették kötelességüket és nagy elismerés illeti a műszaki tisztjeit minden egyes hajónak, melyek közül több meghaladta a normális csúcssebességét.
(…)
F. C. D. STURDEE”